# Февральская революция
Февра́льская револю́ция 1917 года в Росси́и (в советской историографии — Февра́льская буржуа́зно-демократи́ческая револю́ция или Февра́льский переворо́т, также Февра́льские беспоря́дки и Февра́льщина), на Западе также часто используется название Ма́ртовская револю́ция (англ. March Revolution, в соответствии с календарём нового стиля) — массовые антиправительственные выступления петроградских рабочих и солдат петроградского гарнизона, приведшие к свержению российской монархии и созданию Временного правительства, сосредоточившего в своих руках всю законодательную и исполнительную власть в России. Революционные события охватили период конца февраля — начала марта 1917 года (по юлианскому календарю, действовавшему в то время в России).
Началась как стихийный порыв народных масс в условиях острого политического кризиса власти, резкого недовольства либерально-буржуазных кругов единоличной политикой царя, «брожения» среди многотысячного столичного гарнизона, присоединившегося к революционным массам. 27 февраля (12 марта) 1917 года всеобщая забастовка переросла в вооружённое восстание; войска, перешедшие на сторону восставших, заняли важнейшие пункты города, правительственные здания. Разрозненные и немногочисленные силы, сохранившие верность царскому правительству, не смогли справиться с охватившим столицу хаосом, а несколько частей, снятых с фронта, не смогли пробиться к городу.
Непосредственным результатом Февральской революции стало отречение от престола Николая II, прекращение правления династии Романовых. Всю власть в стране взяло Временное правительство под председательством князя Георгия Львова, тесно связанное с буржуазными общественными организациями, возникшими в годы войны (Всероссийский земский союз, Городской союз, Центральный военно-промышленный комитет). Временное правительство объявило амнистию политическим заключённым, гражданские свободы, замену полиции «народной милицией», реформу местного самоуправления.
Практически одновременно революционно-демократическими силами был сформирован параллельный орган власти — Петроградский Совет — что привело к ситуации, известной как двоевластие.
1 (14) марта 1917 года новая власть была установлена в Москве, в течение марта — по всей стране.
В конце 1917 года Временное правительство было свергнуто в ходе Октябрьского вооружённого восстания в Петрограде, и к политической власти пришла большевистская партия. Две революции ознаменовали кардинальные перемены в государственном устройстве России: Февральская революция привела к свержению монархии, Октябрьская — к установлению советской власти — совершенно новой формы правления.

## Социально-политическая ситуация накануне революции

### Оппозиция
К началу Февральской революции действовавшая на тот момент Госдума IV созыва фактически превратилась в основной центр оппозиции царскому правительству. Умеренное либеральное большинство Думы ещё в 1915 году объединилось в Прогрессивный блок, открыто противостоявший царю; ядром парламентской коалиции стали партии кадетов (лидер П. Н. Милюков) и октябристов. За рамками блока остались как отстаивавшие идею самодержавия правомонархистские депутаты, так и левые радикалы (меньшевики и трудовики); большевистская фракция в ноябре 1914 года была арестована как не поддержавшая войну.
Основным требованием Думы стало введение в России ответственного министерства, то есть правительства, назначаемого Думой и ответственного перед Думой. На практике это означало трансформацию государственного строя из самодержавного в конституционную монархию по образцу Великобритании.
Вступление Российской империи в мировую войну потребовало массового перевода российской промышленности на военные рельсы. На фоне беспомощности режима повсеместно начали возникать различные общественные комитеты и союзы, бравшие на свои плечи повседневную работу, которой государство не могло должным образом заниматься: заботу о раненых и увечных, снабжение городов и фронта. В 1915 году крупные российские промышленники приступили к формированию военно-промышленных комитетов — независимых общественных организаций в поддержку военных усилий империи (см. также Особое совещание по обороне). Ко времени Февральской революции эти организации во главе с Центральным военно-промышленным комитетом (ЦВПК) и Главным комитетом Всероссийских земского и городского союзов (Земгором) фактически превратились в рупор близкой к Госдуме оппозиции. Из военно-промышленных комитетов выдвинулся ряд будущих деятелей Временного правительства. Широкое движение самоуправления пробивалось на поверхность, но правительство не оказало ему достаточной поддержки. Вместо того, чтобы наладить контакт с элементами гражданского общества, Николай II в августе 1915 года принял на себя звание Верховного главнокомандующего, что на фоне постоянных военных поражений стало для самодержавия самоубийственным шагом. Изолированный в своём поезде в Ставке, Николай II с осени 1915 года в действительности уже не принимал непосредственного участия в управлении страной, зато резко возросла роль его жены, императрицы Александры Фёдоровны.
В течение всего 1916 года распад власти продолжался. Государственная дума — единственный выборный орган — собиралась на заседания всего на несколько недель в году, министры сменялись беспрестанно, при этом на смену одним, малокомпетентным и непопулярным, приходили другие, ничуть не лучше.
Отношения царского правительства с движением ВПК оставались прохладными. Особое раздражение вызывала близкая к меньшевикам Рабочая группа ЦВПК во главе с меньшевиком К. А. Гвоздевым, которая во время Февральской революции фактически составила ядро Петросовета. В начале 1917 года Рабочая группа ЦВПК поддержала организацию всеобщей забастовки в годовщину «Кровавого воскресенья» — 9 (22) января 1905 года. В конце января 1917 года Рабочая группа ЦВПК начала организовывать новую антиправительственную демонстрацию, приуроченную к открытию очередной сессии Госдумы; выпущенное ею воззвание требовало «решительного устранения самодержавного режима», что окончательно переполнило чашу терпения властей. В ночь с 26 на 27 января (9 февраля) 1917 года члены Рабочей группы были арестованы. Из тюрьмы их выпустили уже в ходе Февральской революции восставшие рабочие и солдаты (см. #27 февраля (12 марта). Вооружённое восстание. Образование новых органов власти).

### Скандалы вокруг Распутина
К концу 1916 года высшая государственная власть оказалась дискредитирована цепью скандалов вокруг Г. Е. Распутина и его окружения. Возмущение распутинщиной достигло уже российских вооружённых сил — как офицерства, так и нижних чинов. Роковые ошибки царя в сочетании с потерей доверия к царской власти привели её к политической изоляции, а наличие активной оппозиции создало благоприятную почву для политической революции. Широко распространились слухи об измене, проникшей на вершину власти; главной предательницей общественное мнение считало императрицу Александру Фёдоровну. Не менее популярными были и слухи об интимной связи императрицы и Распутина.
Многие циркулировавшие в обществе слухи об императрице носили откровенно фантастический характер. Несколько раз появляются слухи, что она уже арестована за шпионаж и что в Царском Селе якобы находился прямой провод для связи с Берлином. В январе 1916 года распускаются слухи, что императрица якобы разводится с Николаем II и уходит в монастырь. После гибели британского военного министра Г. Китченера появляются слухи, что императрица, сама будучи этнической немкой, якобы выдала Германии его местонахождение. После Февральской революции был проведён тщательный обыск царскосельского дворца, однако никаких «прямых проводов» и «радиотелеграфных станций» обнаружено не было. Чрезвычайная следственная комиссия Временного правительства с марта по октябрь 1917 года тщательно искала доказательства «измены» (а также и коррупции в царском правительстве). Были допрошены сотни людей и ничего этого найдено не было. Комиссия пришла к выводу, что ни о какой измене России со стороны императрицы не могло быть и речи.
Известно, что целый ряд лиц (например, А. Ф. Трепов и А. Н. Хвостов), которых общественное мнение того времени считало «назначенцами Распутина», совершенно не собирались сохранять ему лояльность.
Особыми скандалами сопровождались кадровые перемещения в Святейшем Синоде.
«Глупость или измена?» — таким вопросом П. Н. Милюков характеризовал ситуацию 1 (14) ноября 1916 года в своей знаменитой речи на заседании Государственной думы. Знаменитая речь лидера партии кадетов — авангарда объединённой оппозиции царю и его правительству — знаменовала собой переход парламентской оппозиции (Прогрессивный блок) в решающее наступление на царя и его политический курс. 16 (29) декабря 1916 года, в день убийства Распутина, Николай II отправил Государственную думу и Государственный совет на рождественские каникулы до 3 января.

### «Великокняжеская фронда» и требование «ответственного министерства»
Начиная с осени 1916 года, в оппозицию к Николаю II встали уже не только левые радикалы и либеральная Госдума, но даже ближайшие родственники самого царя — великие князья. Их демарши вошли в историю как «великокняжеская фронда». Общим требованием великих князей стало отстранение от управления страной Распутина и царицы-немки и введение ответственного министерства. Особенно радикальными для великого князя взглядами отличался Николай Михайлович. Исследователь С. В. Куликов называет его ядром «кристаллизации» фронды. Среди других членов императорской фамилии, открыто сочувствовавших либеральным идеям, исследователь называет также великого князя Александра Михайловича, зятя Николая II принца П. А. Ольденбургского, тётю Марию Павловну и даже будущего предполагаемого преемника на престоле, великого князя Михаила Александровича. Как отмечает Куликов, в оппозицию к царю встала даже его собственная мать, вдовствующая императрица Мария Фёдоровна, 28 октября в Киеве прямо потребовавшая отставки Б. С. Штюрмера.
2 декабря великий князь Павел Александрович, после царской опалы Николая Михайловича возглавивший фронду, от имени семейного совета Романовых потребовал от царя введения конституции. 16 (29) декабря 1916 года группа высокопоставленных заговорщиков-монархистов убила Григория Распутина. Среди участников заговора (князь Ф. Ф. Юсупов, В. М. Пуришкевич и др.) был и один из великих князей — Дмитрий Павлович. После убийства Распутина взгляды «фронды» становились всё более решительными.
«Фронда», однако, была с лёгкостью пресечена царём, который к 22 января (4 февраля) 1917 года под разными предлогами выслал из столицы великих князей Николая Михайловича, Дмитрия Павловича, Андрея и Кирилла Владимировичей. Они оказались в опале.
Между тем история с «фрондой» имела непосредственное продолжение уже во время событий Февральской революции. Стремясь сохранить монархию, великие князья Михаил Александрович, Кирилл Владимирович и Павел Александрович 1 (14) марта 1917 года подписали проект манифеста «О полной конституции русскому народу» («великокняжеский манифест», текст которого был подготовлен, по слухам, А. А. Клоповым), который по планам составителей должен был быть подписан Николаем II. После победы вооружённого восстания в Петрограде ряд великих князей признали Временное правительство. 9, 11 и 12 марта на имя премьер-министра князя Львова поступили соответствующие телеграммы от великих князей Николая Николаевича, Александра Михайловича, Бориса Владимировича, Сергея Михайловича, Георгия Михайловича и принца Александра Ольденбургского.
В последние месяцы перед революцией Николай II столкнулся с практически непрерывным давлением с требованиями учредить «ответственное министерство». Помимо либеральной Думы и «фрондирующих» великих князей, к этим требованиям присоединилось также множество других лиц. Британский посол в Петрограде Дж. Бьюкенен на скандальной аудиенции 30 декабря 1916 (12 января 1917) года высказал мнение, что последний состав царского правительства назначен под влиянием действовавших через императрицу «германских агентов», и посоветовал назначить премьер-министром «человека, к которому питали бы доверие как он сам [царь], так и народ, и позволил бы ему избрать своих коллег». 7 (20) января 1917 года того же потребовал председатель Госдумы М. В. Родзянко, 8 февраля в завуалированной форме в пользу ответственного министерства высказался губернский предводитель московского дворянства П. А. Базилевский, 4 февраля к этим требованиям присоединился также лорд Альфред Милнер, глава британской делегации на Петроградской конференции союзников.

### Заговоры против Николая II
По мнению американского историка Ричарда Пайпса,

К концу 1916 года все политические партии и группировки объединились в оппозицию к монархии. Впрочем, это было их единственной точкой соприкосновения — ни в чём другом они не сходились. Крайне левых не устраивало что-либо меньшее, чем радикальное преобразование политического, социального и экономического устройства России. Либералы и либерал-консерваторы удовольствовались бы парламентской демократией. И те, и другие, при всём их различии, вели речь об институтах власти. Крайне правые, теперь тоже примкнувшие к оппозиции, напротив, сосредоточили внимание на личностях политических деятелей. По их мнению, в российском кризисе повинен был не сам режим, а люди, стоявшие у кормила власти, а именно императрица-немка и Распутин. И сто́ит убрать их с политической арены, считали они, как всё пойдёт хорошо.

После устранения Распутина начали возникать планы насильственного смещения самого Николая II с престола с отречением его в пользу одного из великих князей, по образцу дворцовых переворотов XVIII века. По данным Ричарда Пайпса, первый подобный заговор возник вокруг будущего премьер-министра Временного правительства, известного в то время деятеля Земгора князя Георгия Львова, и предполагал он воцарение популярного в войсках великого князя Николая Николаевича. Соответствующее предложение было передано ему 1 (14) января 1917 года через тифлисского городского голову Александра Хатисова. Великий князь от предложения отказался. После этого в качестве основной кандидатуры на роль нового царя стали рассматривать родного брата Николая II, великого князя Михаила Александровича. План предусматривал отречение царя в пользу несовершеннолетнего наследника при регентстве Михаила.
Глава партии октябристов (во время Первой мировой войны также председатель Центрального Военно-промышленного комитета) Александр Гучков рассказывал в эмиграции, что осенью 1916 года «родился замысел о дворцовом перевороте, в результате которого государь был бы вынужден подписать отречение с передачей престола законному наследнику. В этих пределах план очень быстро сложился. К этой группе двух инициаторов (Николай Некрасов и Гучков) присоединился по соглашению с Некрасовым Михаил Терещенко, и таким образом образовалась та группа, которая взяла на себя выполнение этого плана… примкнул к нашему кружку и князь Вяземский». Осенью 1916 года Гучков через свои связи в Военно-промышленных комитетах вовлёк в заговор двоих-троих командующих фронтами (во главе с Николаем Рузским) и нескольких чиновников Департамента железных дорог в Петрограде, а в последние дни перед Февральской революцией, как утверждают некоторые исследователи, и начальника штаба Верховного главнокомандующего генерала Михаила Алексеева. 9 (22) февраля 1917 года в кабинете председателя IV Государственной думы Михаила Родзянко состоялось совещание лидеров оппозиционных думских фракций. Присутствовали также приглашённые на него генералы Рузский и Крымов. Переворот, согласно сделанным здесь намёткам, должен был произойти не позже апреля 1917 года (на апрель было запланировано согласованное с союзниками по Антанте наступление, которое неизбежно вызвало бы подъём патриотизма и сделало бы переворот невозможным). План заговорщиков был прост (и воплотился в жизнь 1 марта): во время очередной поездки государя в Ставку в Могилёв постараться задержать царский поезд (эта задача возлагалась на командующего Северным фронтом Рузского) и, арестовав царя, заставить его отречься от престола. По данным Сергея Мельгунова, в феврале 1917 года с Родзянко встречался также и генерал Алексеев.
Некоторые исследователи полагают, что резкое обострение противостояния власти и оппозиции в 1916 — начале 1917 года было вызвано обвинениями властей в адрес Земгора и Военно-промышленных комитетов (созданных и контролируемых оппозицией, но дотируемых государством) в коррупции.
Генерал царского охранного отделения Александр Спиридович так описал обстановку в Петрограде 20 февраля (5 марта) 1917 года, непосредственно перед революцией:

Повидав кое-кого из Охранного отделения, понял, что они смотрели на положение дел безнадёжно. Надвигается катастрофа, а министр, видимо, не понимает обстановки, и должные меры не принимаются. Будет беда. Убийство Распутина положило начало какому-то хаосу, какой-то анархии. Все ждут какого-то переворота. Кто его сделает, где, как, когда — никто ничего не знает. А все говорят и все ждут. Попав же на квартиру одного приятеля, серьёзного информатора, знающего всё и вся, соприкасающегося и с политическими общественными кругами, и с прессой и миром охраны, получил как бы синтез об общем натиске на правительство, на Верховную Власть. Царицу ненавидят, Государя больше не хотят. За пять месяцев моего отсутствия как бы всё переродилось. Об уходе Государя говорили как бы о смене неугодного министра. О том, что скоро убьют Царицу и Вырубову говорили так же просто, как о какой-то госпитальной операции. Называли офицеров, которые, якобы, готовы на выступление, называли некоторые полки, говорили о заговоре Великих Князей, чуть не все называли В. К. Михаила Александровича будущим Регентом.

Николай II неоднократно получал сведения о готовившихся против него заговорах, но считал их преувеличенными.
За границами СССР неоднократно публиковалось письмо-признание, приписываемое министру первого состава Временного правительства Павлу Милюкову (предположительно написано вскоре после Октябрьского переворота):

Вы знаете, что твёрдое решение воспользоваться войной для производства переворота было принято нами вскоре после начала войны, вы знаете также, что наша армия должна была перейти в наступление (весной 1917 года), результаты коего в корне прекратили бы всякие намёки на недовольство и вызвали бы в стране взрыв патриотизма и ликования. Вы понимаете теперь, почему я в последнюю минуту колебался дать своё согласие на производство переворота, понимаете также, каково должно быть моё внутреннее состояние в настоящее время. История проклянёт вождей так называемых пролетариев, но проклянёт и нас, вызвавших бурю.

Сам Милюков, однако, авторство письма отрицал, а также оспаривал его содержание:

… когда сама власть своей тактикой упорства и слепоты сделала переворот неизбежным, мы всё ещё старались — до последней минуты — направить его к созданию того «взрыва патриотизма», отсутствие и невозможность которого при старом порядке отнимали у страны всякую надежду на успешное окончание войны.

### Военная ситуация накануне революции
Существует мнение, что Февральская революция явилась следствием военных неудач русской армии в ходе Первой мировой войны. Однако, как по наблюдениям современников, так и по данным современных историков, «пессимистические настроения в тылу были значительно сильнее, чем на фронте», и особенно сильными пессимизм и оппозиция были в Петрограде — по мнению некоторых исследователей, в Петрограде это походило на повальное безумие или «массовую истерию».
Военная катастрофа весны-лета 1915 года и «снарядный голод» были успешно преодолены, 1916 год был в целом успешен для России в военном отношении, положение на фронтах к 1917 году было стабильным. На апрель 1917 года Петроградская конференция стран Антанты (проходившая в январе-феврале 1917 г.) планировала широкое совместное наступление. По возвращении в Лондон глава английской миссии Милнер доложил военному кабинету Великобритании, что революция («дворцовая революция»), скорее всего, неизбежна, но произойдёт уже после окончания войны.
Более скептически были настроены послы союзных держав, находившиеся непосредственно в Петрограде. В октябре 1916 года произошли первые волнения в дислоцированных в Петрограде запасных батальонах, в ходе которых невооружённые солдаты запасных батальонов 181-го полка присоединились к бастующим рабочим Выборгской стороны. В конце октября вызванные для разгона забастовщиков солдаты открыли огонь по полиции и были разогнаны казаками. Надёжность самих казаков также оказалась под вопросом; как отмечает исследователь С. А. Нефёдов, казаки начали отказываться применять оружие против протестующих рабочих. Таким образом, несмотря на стабильное положение на фронтах, в феврале 1917 года почти весь Петроград ждал скорой революции. Британский историк Бернард Пэрс сформулировал это противоречие следующим образом: «фронт был здоров, тыл же прогнил».
В преддверии планировавшегося весеннего наступления 1917 года царское правительство приступило в 1916 году к формированию дивизий уже 4-й очереди на основе ратников 2-го разряда. Ричард Пайпс указывает, что эти солдаты набирались по большей части из старших возрастов, многие из которых были крайне недовольны своей мобилизацией. Военный историк А. А. Керсновский характеризует эти «полчища четвёртой очереди» как «мертворождённые» и отличавшиеся самой низкой боеготовностью. Крупной ошибкой царского правительства стало использование бурлящей столицы империи в качестве огромной перевалочной базы для войск. Как отмечает Керсновский,

Запасные войска были скучены в крупных населённых центрах. Военное ведомство не озаботилось устройством военных городков — лагерей, где, вдали от тыловых соблазнов, можно было вести серьёзные занятия на местности. Эта система лагерей была, между прочим, принята во всех воевавших странах — как союзных, так и неприятельских.
…
Нагромождение запасных войск в больших городах имело огромное развращающее влияние на людей. Глазам солдата открывалась разгульная картина тыла с его бесчисленными соблазнами, бурлившей ночной жизнью, повальным развратом общественных организаций, наглой, бьющей в глаза роскошью, созданной на крови… Подобно запасным частям, лазареты были тоже скучены в больших городах. И население, и войска могли свободно созерцать ужасы войны.

Распространено также мнение, что война поразила систему хозяйственных связей, прежде всего — между городом и деревней, что в стране обострилось положение с продовольствием, a решение о введении «продразвёрстки» лишь его усугубило. Однако урожай 1916 года был большим, и наряду с продразвёрсткой в 1916 году сохранялась и ранее действовавшая система государственных закупок на свободном рынке. Вместе с тем исследователь С. А. Нефёдов, детально анализируя механизм возникновения осенью 1916 — зимой 1916/1917 годов перебоев в снабжении хлебом, приходит к выводу, что сельские производители в условиях военной инфляции начали массово придерживать продовольствие, ожидая ещё большего повышения цен.
За 2,5 года войны в России сменились 4 председателя Совета министров, 6 министров внутренних дел, 4 военных министра, 4 министра юстиции и земледелия, что получило название «министерской чехарды». Особое раздражение либеральной думской оппозиции вызывало назначение премьер-министром во время войны с Германией этнического немца Б. В. Штюрмера.

### Стачечное движение в Петрограде
Всего в России за январь-февраль 1917 года только на предприятиях, подчинённых надзору фабричной инспекции, бастовало 676 тыс. человек, из них участников политических стачек в январе было 60 %, а в феврале — 95 %.
На 902 предприятиях Петрограда к началу 1917 года было занято около 400 тыс. рабочих, из них 200—220 тыс. — кадровых. Общероссийский революционный подъём, начавшийся в 1917 году, в Петрограде вылился в ряд политических стачек. В годовщину «Кровавого воскресенья» (9 января) забастовали Арсенал, Обуховский, Невский, Александровский заводы, Путиловские завод и судоверфь, другие предприятия (всего 150 тыс. человек).
14 (27) февраля была проведена новая массовая политическая стачка под лозунгами «Долой войну!», «Да здравствует республика!».
17 февраля (2 марта) вновь началась стачка на Путиловском заводе — крупнейшем артиллерийском заводе страны, на котором работало 36 тыс. рабочих. 22 февраля (7 марта) администрация завода объявила локаут. Это решение вызвало движение солидарности среди рабочих Петрограда.

### Социалистические партии в начале 1917 года
Февральская революция застигла большевистское руководство врасплох. Как указывают исследователи Ричард Пайпс и М. С. Восленский, Ленин ещё в январе 1917 года, в эмиграции, выступая перед молодыми швейцарскими социалистами, заявлял: «Мы, старики, может быть, не доживём до решающих битв этой грядущей революции. Но я могу, думается мне, высказать с большой уверенностью надежду, что молодёжь… будет иметь счастье не только бороться, но и победить в грядущей пролетарской революции». Находившийся перед революцией непосредственно в Петрограде руководитель Русского бюро ЦК РСДРП(б) А. Г. Шляпников отмечал, что «все политические группы и организации подполья были против выступления в ближайшие месяцы 1917 года».
Партия большевиков была запрещена в 1914 году, большевистская фракция Госдумы 4-го созыва в ноябре была арестована. Во время Февральской революции в Петрограде не было ни одного из членов ЦК РСДРП(б) — все они находились либо в ссылке, либо эмиграции. Руководство партией (Заграничное бюро ЦК) находилось в эмиграции, в России нелегально действовало Русское бюро ЦК, состав которого постоянно менялся вследствие арестов.
Во время февральских событий министр внутренних дел А. Д. Протопопов арестовал находившихся в Петрограде членов Петроградского комитета РСДРП(б), в связи с чем роль большевиков в произошедшем восстании была незначительной.
Сразу после Февральской революции большевики являлись лишь третьей по влиятельности партией среди социалистов, насчитывая всего лишь около 24 тыс. членов (в Петрограде — только 2 тыс.) и составляли меньшинство в Советах. Наиболее влиятельной социалистической партией по состоянию на весну 1917 года являлись эсеры, чей лозунг «социализации земледелия» соответствовал чаяниям основной массы крестьянства, ждавшей «чёрного передела» помещичьей земли.

## Хлебные бунты. Начало революции
Хлебные бунты в Петрограде стали логическим развитием кризисной ситуации в хлебозаготовках и на транспорте, обострившейся к концу 1916 года. 2 декабря 1916 года «Особое совещание по продовольствию» ввело продразвёрстку. Несмотря на жёсткие меры, вместо запланированных 772,1 млн пудов хлеба в государственные закрома удалось собрать только 170 млн пудов. Как результат, в декабре 1916 года нормы для солдат на фронте были уменьшены с 3 до 2 фунтов хлеба в день, а в прифронтовой полосе — до 1,5 фунтов. Карточки на хлеб ввели в Москве, Киеве, Харькове, Одессе, Чернигове, Подольске, Воронеже, Иваново-Вознесенске и других городах. Тысячные толпы стояли в очередях за хлебом без уверенности отоварить свои карточки, а в таких городах, как Витебск, Полоцк, Кострома, население начало голодать.

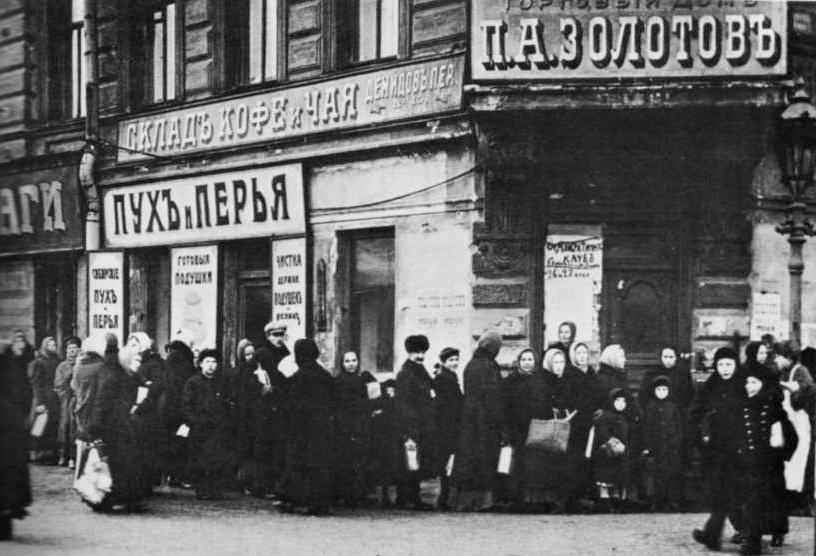
Петроградские «хвосты» зимой 1916—1917 годов

Слухи о том, что в Петрограде также будут введены хлебные карточки, имели основание: в своих позднейших воспоминаниях бывший начальник Петроградского охранного отделения генерал К. И. Глобачёв подтверждает, что «для урегулирования раздачи хлеба продовольственная комиссия решила перейти на карточную систему». В результате к концу февраля у хлебных лавок стали выстраиваться длинные очереди — «хвосты». Утверждение мемуариста, что «запас муки для продовольствия Петрограда был достаточный, и кроме того ежедневно в Петроград доставлялось достаточное количество вагонов с мукой», не соответствует известным данным: за декабрь 1916 — апрель 1917 года Петербургский и Московский районы не получили 71 % планового количества хлебных грузов, на 80 % эта непоставка объяснялась отсутствием груза и лишь на 10 % — неподачей вагонов. В снабжении фронта наблюдалась та же картина: в ноябре 1916 года фронт получил 74 % требуемого продовольствия, в декабре — 67 %. 87 % недопоставки интендантских грузов в эти месяцы произошло по вине Министерства земледелия, и лишь 13 % — по вине железнодорожников. Тем не менее, Глобачёв расценивает слухи о надвигающемся голоде и отсутствии хлеба как провокационные, «имевшие целью вызвать крупные волнения и беспорядки».
По мнению писателей Г. Кинга и П. Вильсона, роль непосредственного организатора блокады поставок хлеба принадлежит активному участнику заговора против Николая II, одному из довоенных руководителей министерства путей сообщения Ю. В. Ломоносову, который в ходе революционных событий (28 февраля) вместе с инженером-путейцем А. А. Бубликовым взял под свой контроль железнодорожные пути на Петроград и приказал остановить царский поезд, вышедший из Ставки в Царское Село.

### 21 февраля (6 марта)
По сообщениям газеты «Биржевые ведомости», 21 февраля (6 марта) на Петроградской стороне начался разгром булочных и мелочных лавок, продолжавшийся затем по всему городу. Толпа окружила пекарни и булочные и с криками: «Хлеба, хлеба» двинулась по улицам.

### 22 февраля (7 марта). Отбытие царя в Ставку
22 февраля (7 марта) Николай II уезжает из Петрограда в Могилёв в Ставку Верховного главнокомандующего. Перед отъездом он получил заверения министра внутренних дел А. Д. Протопопова о том, что ситуация в столице полностью под его контролем; арестовав в конце января членов Рабочей группы Центрального ВПК, занимавшихся подготовкой массовой демонстрации, запланированной на 14 февраля, день открытия новой сессии Госдумы, Протопопов был абсолютно уверен, что ему удалось подавить революцию в зародыше.

### 23 февраля (8 марта). Начало революции
23 февраля (8 марта) в 1500 царский поезд прибыл в Могилёв.
Тем временем в столице антивоенные митинги начали стихийно перерастать в массовые стачки и демонстрации. Остановили производство работницы ткацкой Торшиловской фабрики, снарядного завода «Старый Парвиайнен». Участники совместного митинга с Выборгской набережной направились в центр Петрограда. На Лесном проспекте они встретили 3-тысячную демонстрацию рабочих завода «Новый Парвиайнен» и вместе с ними по Литейному (Александровскому) мосту прошли в центр города. Прекратили работу заводы «Старый Лесснер», «Новый Лесснер», «Айваз», «Эриксон», «Русский Рено», «Розенкранц», «Феникс», «Промет» и др. К вечеру на Невский проспект вышли рабочие Выборгской и Петроградской сторон (через Литейный проспект), Рождественского и Александро-Невского районов (со стороны Знаменской площади), Путиловского завода и Нарвского района (к Казанскому собору). Всего забастовало 128 тыс. человек. Колонны демонстрантов шли с лозунгами «Долой войну!», «Долой самодержавие!», «Хлеба!».

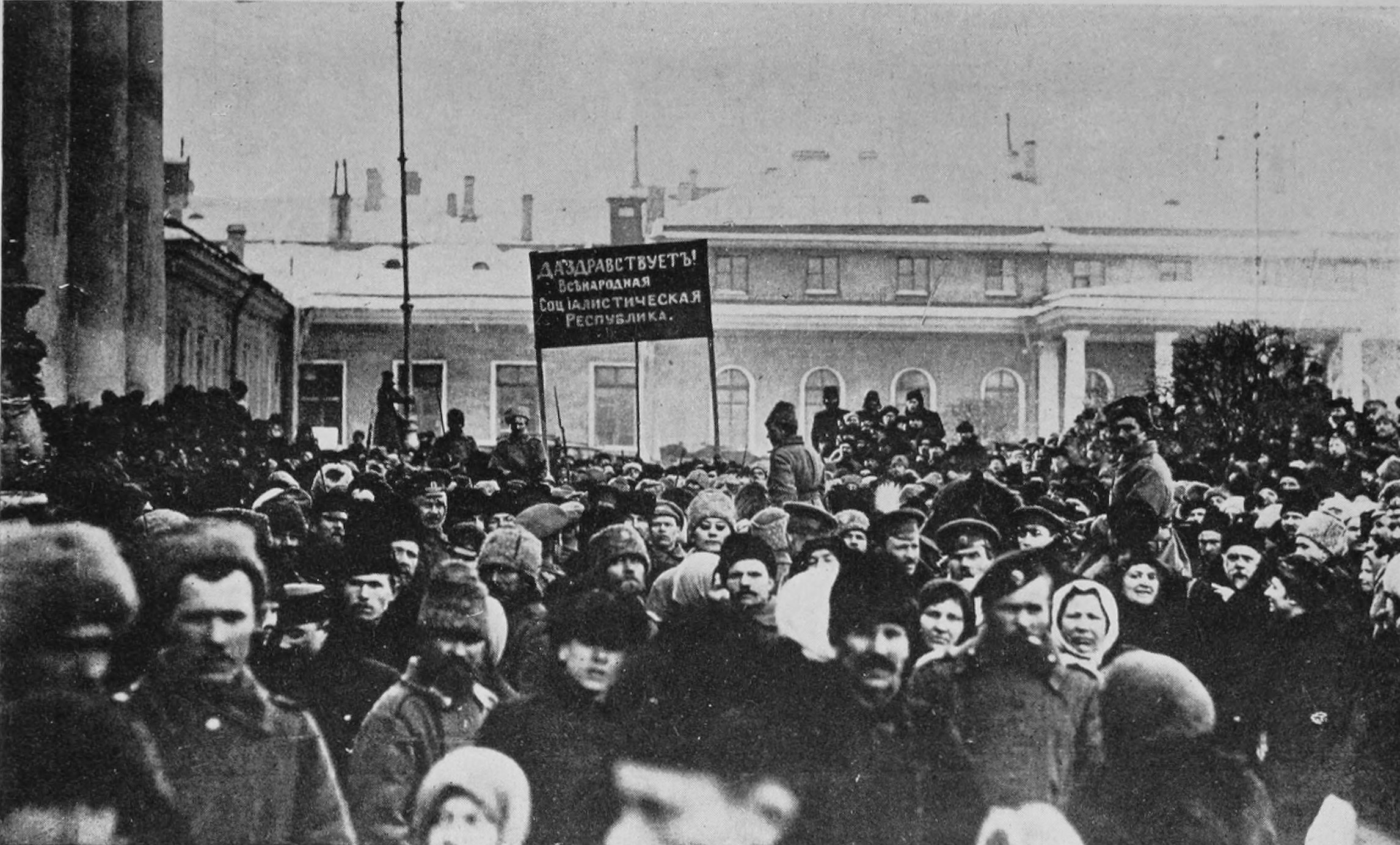
Демонстрации на улицах Петрограда, март 1917 г.

В центре города произошли первые стычки с казаками и полицией (1-й, 4-й, 14-й Донские казачьи полки, Гвардейский сводно-казачий полк, 9-й запасной кавалерийский полк, запасной батальон Кексгольмского полка).
Согласно донесениям Охранного отделения, на Корпусной улице рабочие серьёзно избили полицейского надзирателя Вашева, на Нижегородской улице избит коллежский секретарь Гротиус. Забастовщики широко применяют тактику «снятия» соседних заводов, силой вынуждая их присоединиться к забастовке.
Согласно Большой советской энциклопедии, Русское бюро ЦК и Петроградский комитет РСДРП(б) дали партийным организациям директиву максимально развивать начавшееся движение. Признаётся, однако, что у большевиков недоставало сил, чтобы в организационном отношении охватить весь массовый революционный поток.
Вечером состоялось совещание военных и полицейских властей Петрограда под председательством командующего Петроградским военным округом генерала С. С. Хабалова. Согласно докладу градоначальника генерала А. П. Балка, наиболее решительно действовал 9-й запасной кавалерийский полк. В целом по итогам совещания ответственность за порядок в городе передана в руки военных.

### 24 февраля (9 марта)
24 февраля (9 марта) началась всеобщая забастовка (свыше 214 тыс. рабочих на 224 предприятиях). Колонны демонстрантов прорывались через Литейный мост на левый берег Невы. Через Троицкий мост удалось пройти участникам демонстраций на Большом и Каменноостровском проспекте; через Тучков мост на Васильевский остров проникла часть рабочих Выборгской и Петроградской стороны, после чего местные рабочие также начали забастовку. К ним присоединились студенты университета и курсистки Высших женских (Бестужевских) курсов. Забастовка началась на предприятиях Нарвской и Московской застав, Невского и других районов.
В 1200 Балк сообщил Хабалову, что полиция «не в состоянии остановить движение и скопление народа». Командующий направил к центру города солдат гвардейских запасных полков: Гренадерского, Кексгольмского, Московского, Финляндского, 3-го стрелкового и др. Были перекрыты основные городские магистрали, усилена охрана правительственных зданий, почтамта, телеграфа, всех мостов и переходов через Неву. Во второй половине дня начались непрерывные массовые митинги на Знаменской площади; здесь казаки отказались разгонять демонстрантов. Отмечались отдельные случаи нелояльного властям поведения казаков. В течение 23-24 февраля было избито 28 полицейских.

Численность рабочих, участвующих в стачечной борьбе, и солдат, перешедших на сторону восставших в Петрограде с 23 февраля по 1 марта (8 — 14 марта) 1917 года

### 25 февраля (10 марта)
С раннего утра были выставлены военно-полицейские заставы у Большого Охтинского, Литейного, Троицкого, Николаевского мостов. Патрулировались Смольнинская, Воскресенская, Дворцовая, Адмиралтейская набережные. К 10 часам утра к мостам подошли многотысячные колонны демонстрантов с Выборгской, Петроградской сторон, Васильевского острова, устремившиеся в центр города прямо по льду Невы. Бастовало около 305 тыс. человек на 421 предприятии. Демонстрации и митинги в районе Невского проспекта проходили под лозунгами «Долой царя!», «Долой правительство!», «Хлеб, мир, свобода!», «Да здравствует республика!». К демонстрантам присоединялись ремесленники, служащие, интеллигенция, студенчество. Произошли столкновения с полицейскими и кавалеристами. В жандармов бросали ручные гранаты, петарды и бутылки. Были отдельные случаи стрельбы в демонстрантов.
Николай II узнал о начале революции около 1800 из двух параллельных источников — одно донесение поступило от Хабалова через начальника штаба Верховного главнокомандующего генерала М. В. Алексеева, второе пришло от министра внутренних дел А. Д. Протопопова через дворцового коменданта В. Н. Воейкова. Ознакомившись с обоими донесениями, царь потребовал телеграммой от Хабалова решительного прекращения беспорядков в столице. Ночью сотрудники охранного отделения произвели массовые аресты.

### 26 февраля (11 марта)

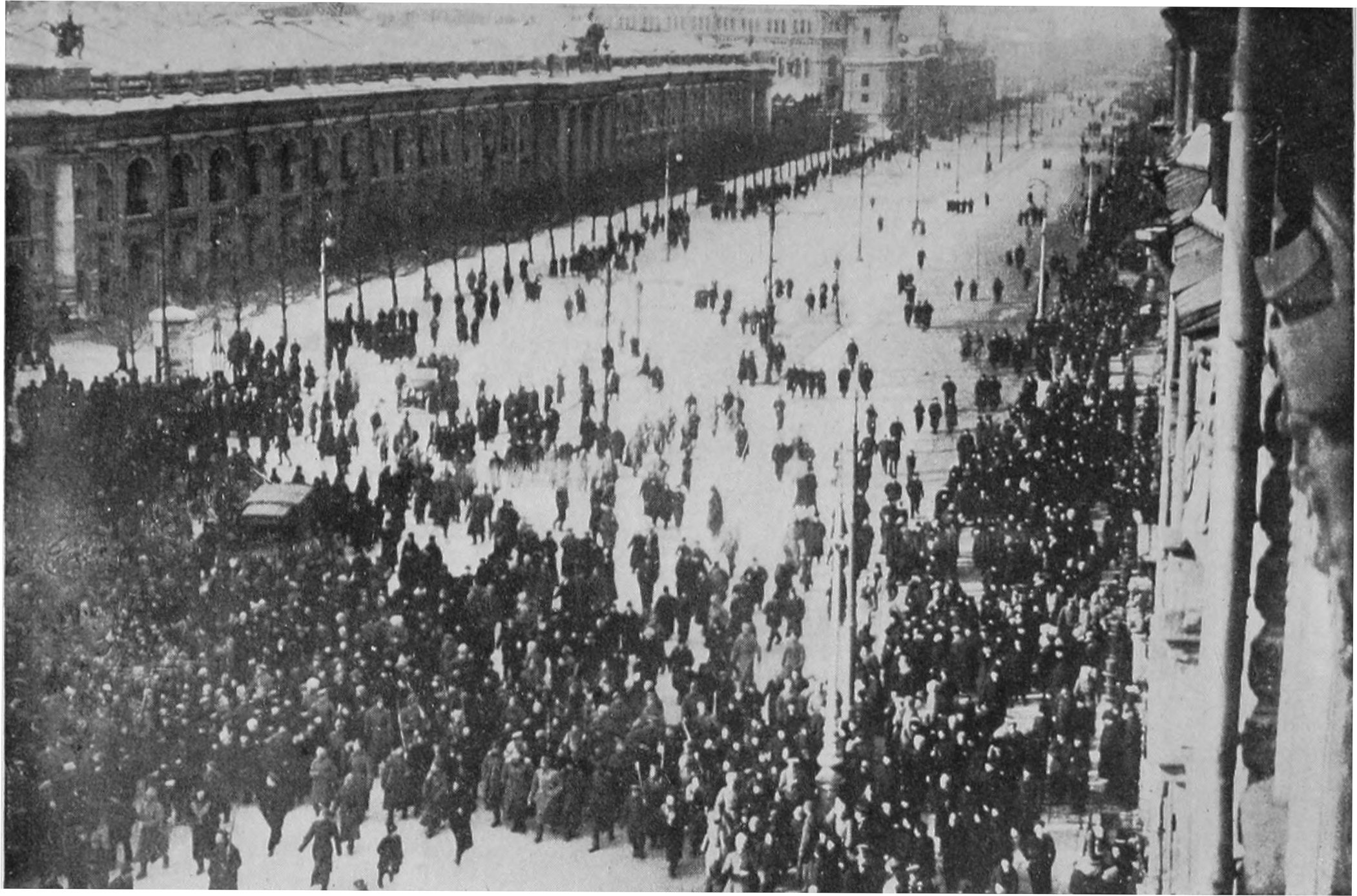
Демонстрация на Невском проспекте

С утра были разведены мосты через Неву, однако рабочие-демонстранты переходили реку по льду. Все силы войск и полиции были сосредоточены в центре, солдатам раздали патроны.
Произошло несколько столкновений с полицией. Самый кровавый инцидент имел место на Знаменской площади, где рота лейб-гвардии Волынского полка открыла огонь по демонстрантам (только здесь было 40 убитых и 40 раненых). Огонь также открывался на углу Садовой улицы, вдоль Невского проспекта, Лиговской улицы, на углу 1-й Рождественской улицы и Суворовского проспекта. На пролетарских окраинах появились первые баррикады, рабочие захватывали предприятия. В стачке участвовали уже около 306,5 тыс. человек с 438 предприятий.

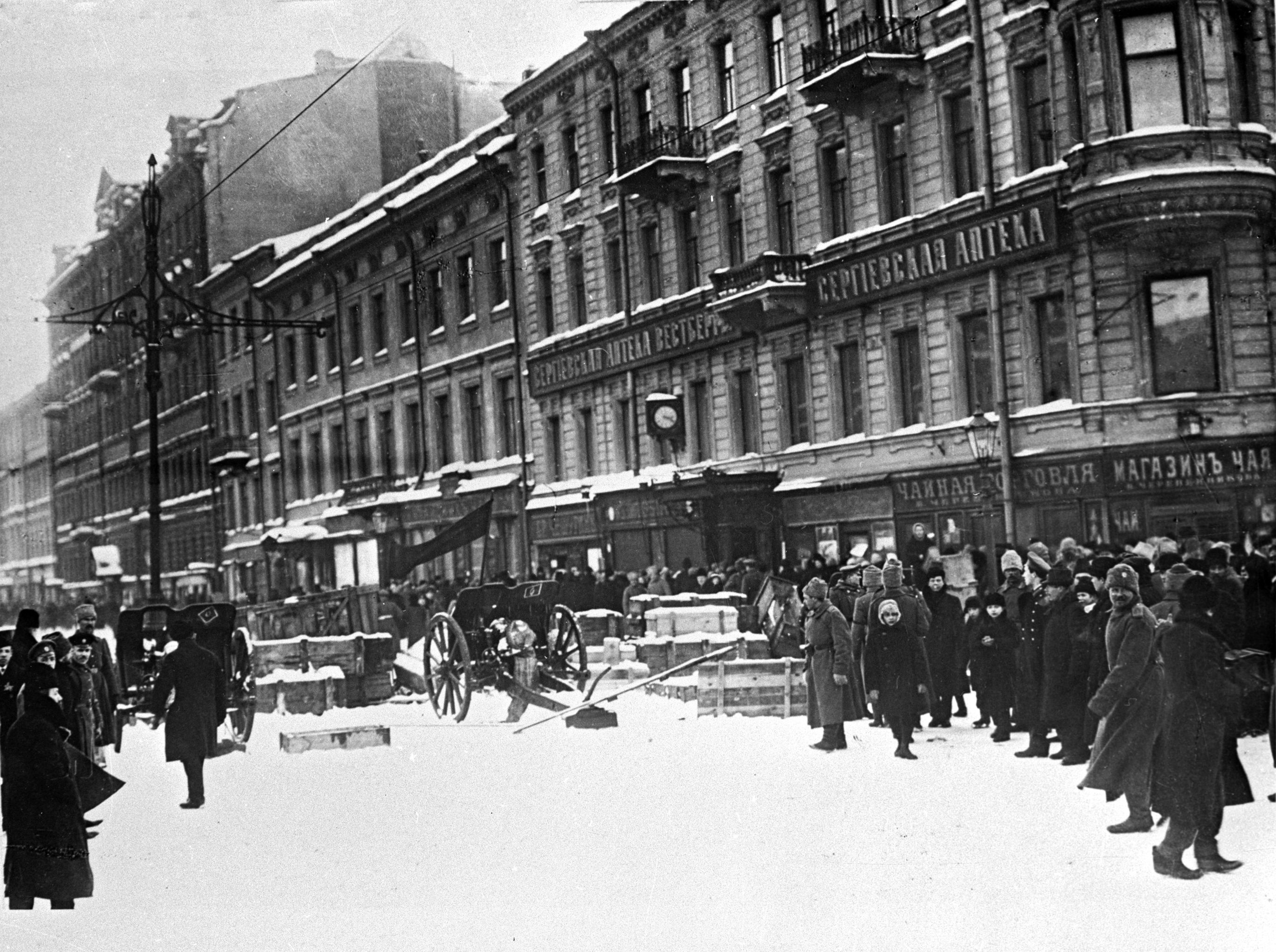
Баррикада на Литейном проспекте около дома № 5

В донесении Охранного отделения отмечалось:

Во время беспорядков наблюдалось (как общее явление) крайне вызывающее отношение буйствовавших скопищ к воинским нарядам, в которые толпа в ответ на предложение разойтись бросала каменьями и комьями сколотого с улиц снега. При предварительной стрельбе войсками вверх толпа не только не рассеивалась, но подобные залпы встречала смехом. Лишь по применении стрельбы боевыми патронами в гущу толпы оказывалось возможным рассеивать скопища, участники коих, однако, в большинстве прятались во дворы ближайших домов и по прекращении стрельбы вновь выходили на улицу.

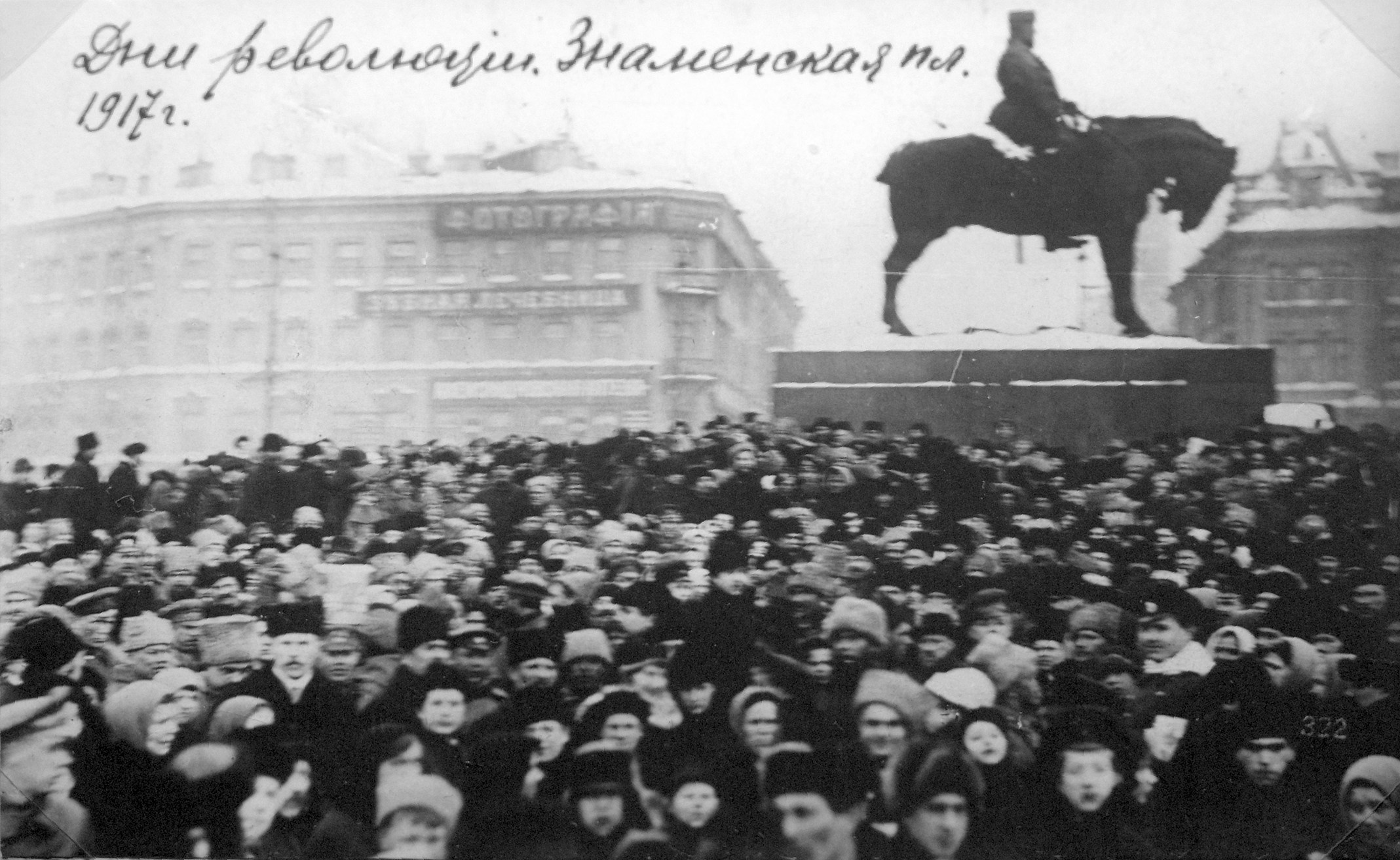
Знаменская площадь во время Февральской революции

Вечером на частном совещании у председателя Совета министров князя Н. Д. Голицына было принято решение объявить Петроград на осадном положении, однако властям даже не удалось расклеить соответствующие объявления, так как их срывали.
Одно из последних донесений Охранного отделения приходит от полицейского провокатора Шурканова, внедрённого в РСДРП(б), 26 февраля (11 марта), незадолго до разгрома здания Охранного отделения революционной толпой:

Движение вспыхнуло стихийно, без подготовки, и исключительно на почве продовольственного кризиса. Так как воинские части не препятствовали толпе, а в отдельных случаях даже принимали меры к парализованию начинаний чинов полиции, то массы получили уверенность в своей безнаказанности, и ныне, после двух дней беспрепятственного хождения по улицам, когда революционные круги выдвинули лозунги «долой войну» и «долой правительство», — народ уверился в мысли, что началась революция, что успех за массами, что власть бессильна подавить движение в силу того, что воинские части не сегодня-завтра выступят открыто на стороне революционных сил, что начавшееся движение уже не стихнет, а будет без перерыва расти до конечной победы и государственного переворота.
В 1700 царь получил паническую телеграмму от председателя Думы М. В. Родзянко, утверждавшую, что «в столице анархия» и «части войск стреляют друг в друга». Вероятно, телеграмма была связана с произошедшим в этот день бунтом 4-й роты запасного батальона лейб-гвардии Павловского полка, участвовавшего в разгонах рабочих демонстраций. Солдаты открыли огонь по полиции и по собственным офицерам. В тот же день мятеж был подавлен силами Преображенского полка. Часть солдат дезертировала с оружием. Военный министр Беляев предлагал отдать виновных в мятеже под трибунал и казнить, однако Хабалов не решился на столь жёсткие меры, ограничившись только арестом. Ричард Пайпс называет это «фатальным слабоволием» и обращает внимание на то, что большевики в подобных обстоятельствах не останавливались перед расстрелами. Тем временем царь отказывается как-либо реагировать на первую телеграмму Родзянко, сказав министру императорского двора В. Б. Фредериксу: «опять этот толстяк Родзянко пишет мне всякий вздор».
Вечером 26 февраля (11 марта), после произошедших в городе массовых расстрелов участников демонстраций, что, несомненно, должно было вызвать вопросы и возмущение в Думе, председатель Совета министров кн. Н. Д. Голицын решил объявить перерыв в работе Государственной думы и Государственного совета до апреля, доложив об этом Николаю II. Высочайший указ о роспуске правительствующего Сената был сообщён немедленно по телефону председателю Государственной думы М. В. Родзянко, а на следующее утро — всем членам Думы на её официальном заседании. Поздно вечером Родзянко реагирует на устранение «последнего оплота порядка» ещё одной телеграммой в Ставку с требованием отменить указ о роспуске Думы и сформировать «ответственное министерство» — в противном случае, по его словам, если революционное движение перебросится в армию, «крушение России, а с ней и династии, неминуемо». Копии телеграммы были разосланы командующим фронтами с просьбой поддержать перед царём это обращение. На эти панические телеграммы Родзянко Ставка, однако, не отреагировала.

## Вооружённое восстание и революция
В условиях массовых беспорядков судьба империи всецело зависела от лояльности войск, численность которых в Петрограде составляла около 160 тыс. Помимо них в городе находилось всего лишь 3,5 тыс. полицейских и несколько казачьих сотен. 5 (18) февраля Петроградский военный округ был выделен из состава Северного фронта в самостоятельную единицу, командующий округом генерал С. С. Хабалов получил широкие полномочия в борьбе с нараставшим революционным движением.
Как отмечает доктор исторических наук С. А. Нефёдов, царское правительство, вопреки распространённому мнению, предвидело «неизбежные волнения», разработав в январе-феврале 1917 года план борьбы с возможными массовыми беспорядками. Однако этот план не предусматривал массового мятежа дислоцированных в Петрограде запасных батальонов гвардейских полков. В общих чертах план подавления надвигавшейся революции был составлен к середине января 1917 года, за его основу был взят опыт успешного подавления революции 1905 года. Согласно этому плану, полиция, жандармерия и дислоцированные в столице войска были расписаны по районам под единым командованием особо назначенных штаб-офицеров. Основной опорой правительства должны были стать петроградские полицейские (3500 человек) и учебные команды запасных батальонов, насчитывавшие около 10 тыс. из 160-тысячного гарнизона. Особые усилия предпринимались также для изоляции солдат от городского населения, однако информация о происходящих событиях всё равно просачивалась, в частности, через часовых. Делались также и попытки изолировать солдат от собственного оружия, поместив его в отдельные оружейные комнаты под охраной учебных команд. Эти расчёты также не оправдались: с началом революции восставшие солдаты начали массово захватывать это оружие.
Как указывает Ричард Пайпс,

Понять случившееся [в феврале 1917 года] невозможно, не приняв во внимание состав и условия содержания Петроградского гарнизона. Гарнизон состоял, собственно, из новобранцев и отставников, зачисленных в пополнение ушедших на фронт запасных батальонов гвардейских полков, квартировавшихся в мирное время в Петрограде. Перед отправкой на фронт им предстояло в течение нескольких недель проходить общую военную подготовку. Численность сформированных с этой целью учебных частей превосходила всякую допустимую норму: в некоторых резервных ротах было более 1000 солдат, а встречались батальоны по 12-15 тыс. человек; в общей сложности 160 тыс. солдат были втиснуты в казармы, рассчитанные на 20 тыс.

Похожего мнения придерживался находившийся в момент событий в царской свите генерал Дмитрий Дубенский:

Как на причину быстрого перехода войск на сторону бунтовавших рабочих и черни указывали в Ставке на крайне неудачную мысль и распоряжение бывшего военного министра Поливанова держать запасные гвардейские батальоны в самом Петрограде в тысячных составах. Были такие батальоны, которые имели по 12-15 тысяч. Все это помещалось в скученном виде в казармах, где люди располагались для спанья в два, три и четыре яруса.
…
Вместе с тем, однако, получились известия, что некоторые роты, как например, Павловского, Волынского, Кексгольмского запасных батальонов, держались в первые два дня стойко. Удивлялись, что генерал Хабалов не воспользовался такими твёрдыми частями, как Петроградские юнкерские училища, в которых в это время сосредоточивалось несколько тысяч юнкеров.

### 27 февраля (12 марта). Вооружённое восстание. Образование новых органов власти
27 февраля (12 марта) в Петрограде началось вооружённое восстание.

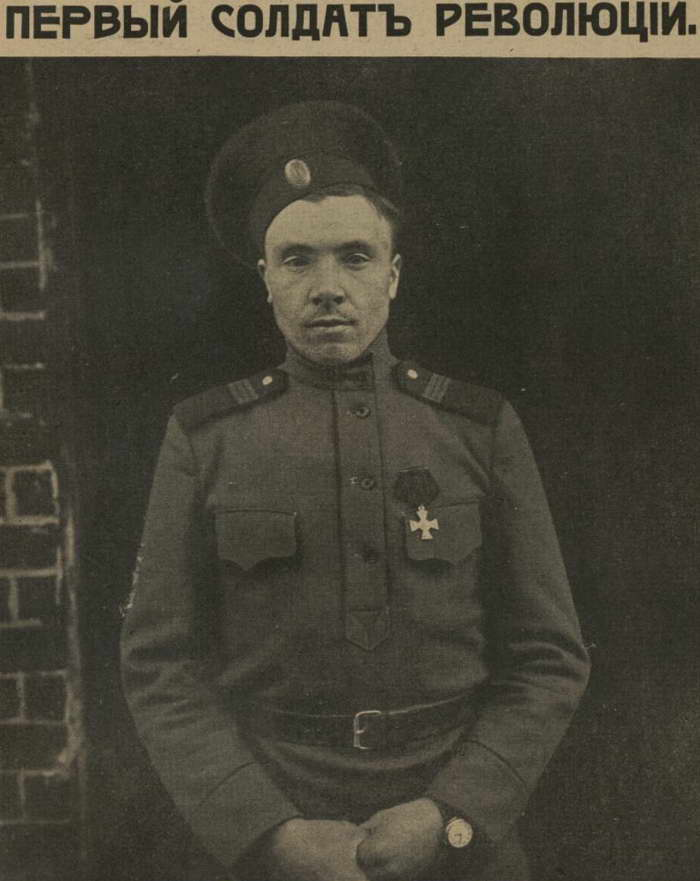
«Первый солдат революции» старший унтер-офицер Тимофей Кирпичников

Подняла мятеж учебная команда запасного батальона Волынского полка в числе 600 человек во главе со старшим унтер-офицером Тимофеем Кирпичниковым. Солдаты убили командира, выпустили арестованных из гауптвахты, начали «снимать» соседние части, вынуждая их также присоединиться к восстанию. Часть офицеров этих частей разбежалась, а некоторые были убиты.

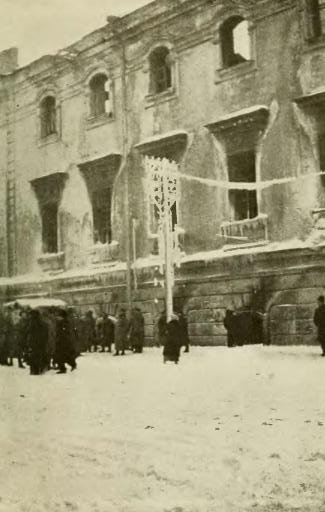
Сожжённое здание Окружного суда

Вооружённые солдаты вышли к Литейному проспекту, где соединились с бастующими рабочими Петроградского орудийного и патронного заводов. Восставшие захватили артиллерийские орудия из мастерских Орудийного завода. Нападениям подверглись тюрьмы, из которых толпа освобождала заключённых. Собравшиеся на Литейном проспекте подожгли здание Окружного суда (Шпалерная улица, 23).
С Литейного проспекта огромная толпа рабочих, солдат, молодёжи и городских жителей направилась к самой большой петроградской тюрьме «Кресты», где содержалось около двух тысяч заключённых. Находившийся на их пути Литейный (Александровский) мост был блокирован заставой 4-й роты Московского полка с пулемётами. Солдаты, однако, расступились и пропустили толпу, а потом присоединились к ней. Толпа с Литейного проспекта перешла на Выборгскую сторону. Одновременно на Выборгской стороне к Финляндскому вокзалу шли демонстрации с Большого Сампсониевского и Безбородкинского проспектов. Тридцатитысячная толпа заполнила площадь перед Финляндским вокзалом. Здесь начались новые митинги и выступления ораторов, в том числе большевиков.
На улицы вышли рабочие Петроградской стороны (их сдерживала сильная застава у Троицкого моста), Нарвского, Петергофского, Александро-Невского и других районов Петрограда (всего свыше 385 тыс. рабочих с 869 предприятий). С присоединением солдатской массы (утром 25 тыс., к вечеру около 67 тыс. солдат) движение стало приобретать общенародный характер. Один поток демонстрантов вышел на Большой Сампсониевский проспект, где к восставшим присоединились солдаты Московского полка, перешёл по Гренадерскому мосту через Большую Невку, там к нему присоединились солдаты Гренадерского полка. По Каменноостровскому проспекту восставшие прошли к Троицкому мосту, во второй половине дня смяли здесь заставу и открыли движение в центр Петрограда с Петроградской стороны.

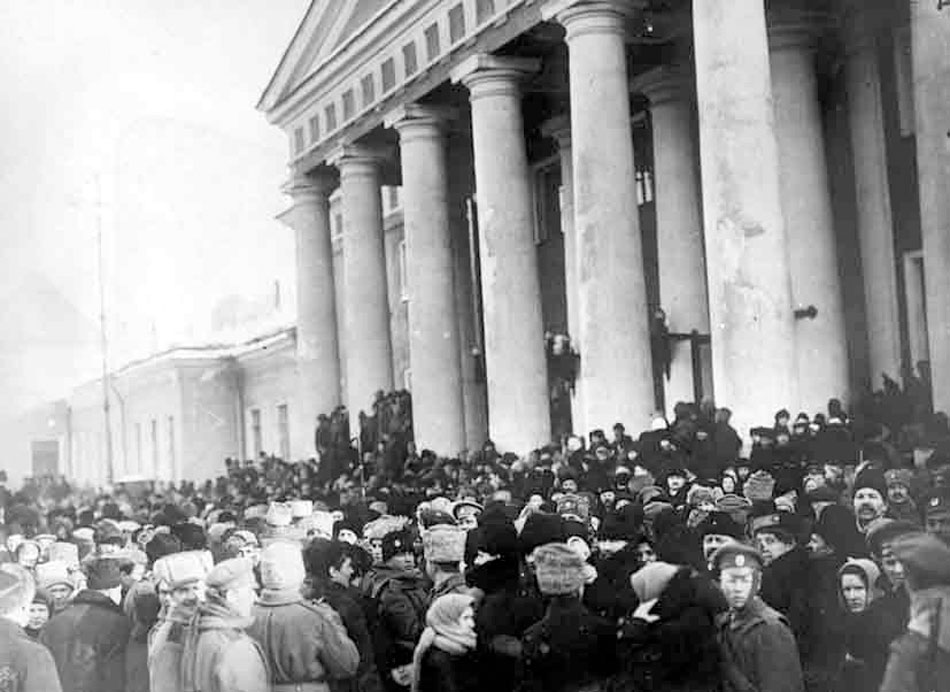
Толпа перед Таврическим дворцом

В то же время большая часть солдат и рабочих отправилась по Арсенальной набережной к расположенным рядом «Крестам». Охрана тюрьмы пыталась оказать сопротивление, но оно было мгновенно сломлено. Все узники были освобождены. Среди них оказались Кузьма Гвоздев, Марк Бройдо, Борис Богданов и другие меньшевики-оборонцы — члены Рабочей группы при Центральном Военно-промышленном комитете, арестованные в конце января 1917 года за организацию демонстрации в поддержку Государственной думы. Толпа восторженно приветствовала их как героев-революционеров. Они же, заявив, что теперь главная задача восставших — оказать поддержку Государственной думе, повели огромную массу солдат и рабочих к Таврическому дворцу — резиденции Государственной думы. Приблизительно к 14:00 тысячи солдат пришли к Таврическому дворцу и заняли его. Дума оказалась в двусмысленной ситуации: с одной стороны, она получила указ Николая II о собственном роспуске и опасалась подхода к Петрограду предполагаемой «карательной экспедиции». С другой же стороны, она оказалась осаждена толпой революционных солдат и рабочих. В результате депутаты (за исключением правых партий) решили, формально подчинившись указу о роспуске, собраться под видом «частного совещания». Частное совещание членов Думы поручило Совету старейшин выбрать Временный комитет членов Думы и определить дальнейшую роль Государственной думы в начавшихся событиях. Днём 27 февраля на заседании Совета старейшин был сформирован орган власти — Временный комитет Государственной думы («Комитет членов Государственной думы для водворения порядка в столице и для сношения с лицами и учреждениями»), в состав которого вошли октябрист Михаил Родзянко (председатель), члены «Прогрессивного блока» Николай Некрасов, Александр Коновалов, Иван Дмитрюков, Василий Шульгин, Сергей Шидловский, Павел Милюков, Михаил Караулов, Владимир Львов, Владимир Ржевский, Иван Ефремов, а также меньшевик Николай Чхеидзе и «трудовик» Александр Керенский. Как позднее писал Павел Милюков, «вмешательство Государственной думы дало уличному и военному движению центр, дало ему знамя и лозунг и тем превратило восстание в революцию, которая кончилась свержением старого режима и династии».
В это же время прибывшие к Таврическому дворцу члены Рабочей группы ЦВПК совместно с уже находившимися там членами меньшевистской фракции Государственной думы приступили к обсуждению плана дальнейших действий. Было высказано предложение немедленно организовать Совет рабочих депутатов, подобный органу, существовавшему в период Первой русской революции. Из меньшевиков — членов фракции и Рабочей группы — выделилось инициативное ядро, которое пополнили журналисты и члены социалистических партий, явившиеся в Таврический дворец с толпой. Так был образован Временный исполнительный комитет Петросовета, в который вошли Кузьма Гвоздев, Борис Богданов (меньшевики, лидеры рабочей группы ЦВПК), Чхеидзе, Матвей Скобелев (депутаты Государственной думы от фракции меньшевиков), Наум Капелинский, Константин Гриневич (Шехтер) (меньшевики-интернационалисты), Николай Соколов, Хенрих Эрлих.
В тот же день Бюро ЦК РСДРП опубликовало манифест «Ко всем гражданам России», в котором призвало к созданию Временного революционного правительства, установлению демократической республики, введению 8-часового рабочего дня, конфискации помещичьих земель, прекращению империалистической войны.

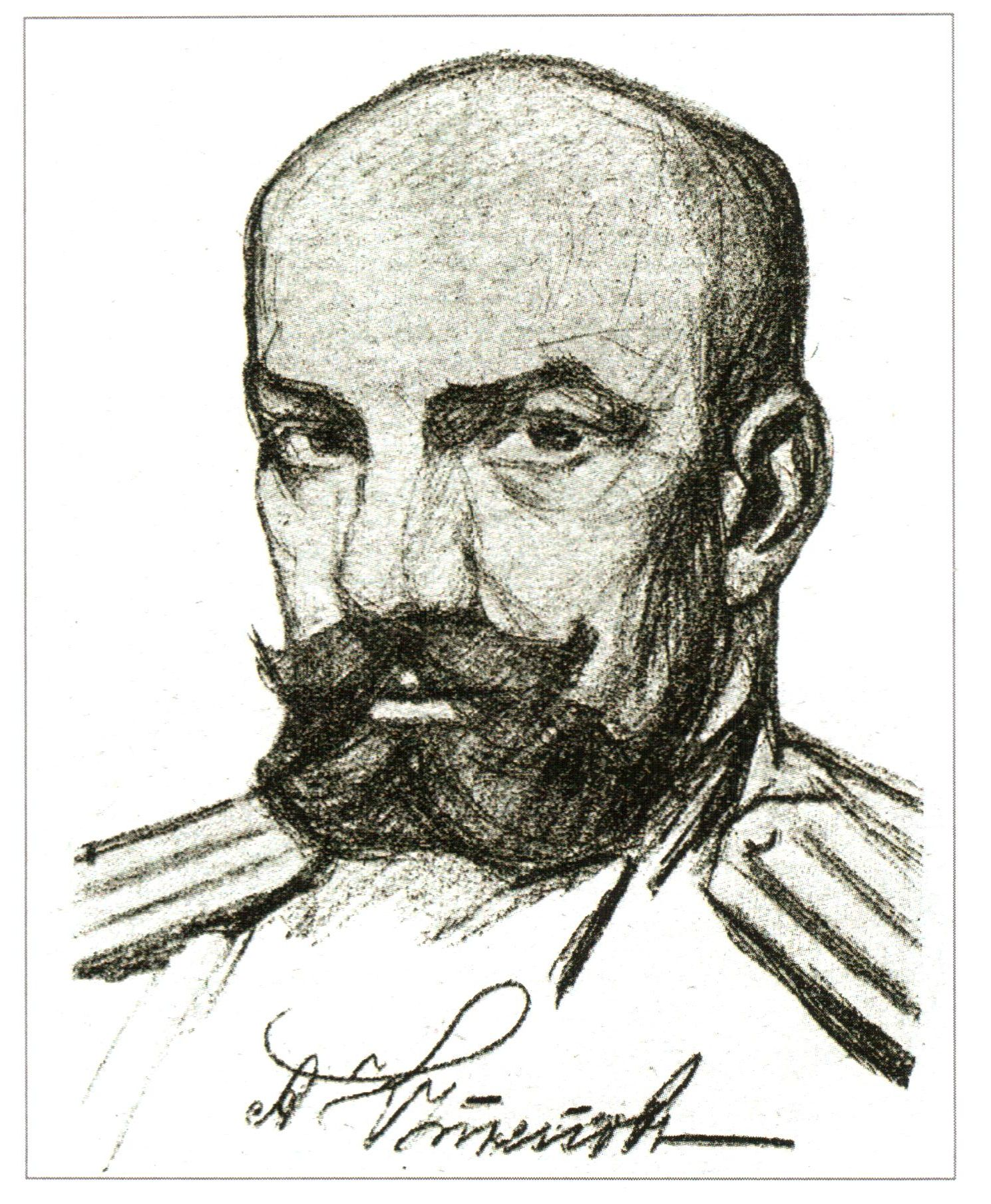
Один из немногих офицеров, активно выступивших в поддержку царя во время Февральской революции, полковник Александр Кутепов

Генерал Хабалов попытался организовать сопротивление революционерам, сформировав под командованием полковника Кутепова сводный отряд численностью до 1 тыс. человек, однако, после нескольких боестолкновений с толпой, ввиду огромного численного превосходства вооружённых рабочих, к концу дня 27 февраля был вынужден прекратить сопротивление мятежникам.
В тот же день 27 февраля (12 марта) около 1600 члены царского правительства собрались на своё последнее заседание в Мариинском дворце. На заседании было решено направить Николаю II в Могилёв телеграмму, где указывалось, что Совет министров не может справиться с создавшимся в стране положением, предлагает себя распустить и назначить председателем лицо, пользующееся общим доверием, — составить «ответственное министерство». Кроме того, правительство отправило в отставку министра внутренних дел Александра Протопопова как вызывавшего особое раздражение оппозиции. На практике это привело только к ещё большему параличу царского правительства.
Во второй половине дня под контролем властей оставались Василеостровский район и Адмиралтейская часть. Тем временем вооружённое восстание уже начало распространяться за пределы Петрограда. Взбунтовался Первый пулемётный запасной полк в Ораниенбауме и, убив 12 своих офицеров, самовольно выдвинулся в Петроград. По городу начались погромы полицейских участков, убийства полицейских и офицеров, грабежи и мародёрство. Толпа сожгла дом министра императорского двора Владимира Фредерикса как «немецкий» (на самом деле Фредерикс был шведом). Вечером было разгромлено Петроградское охранное отделение.

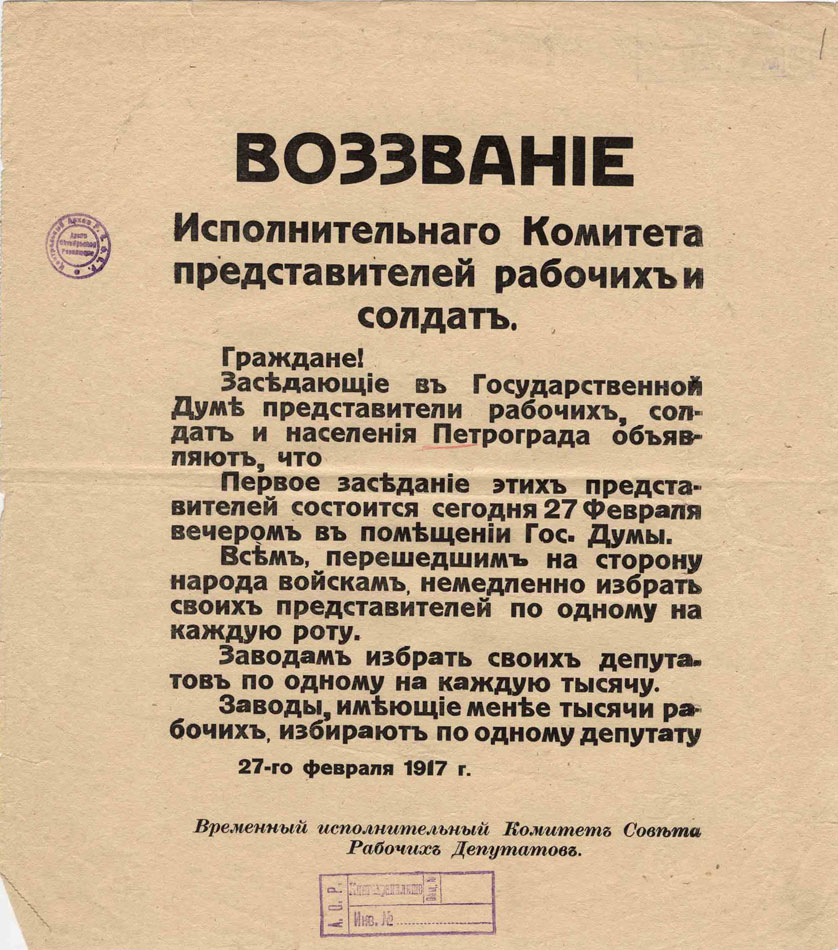
Воззвание Исполкома Петросовета. 27 февраля (12 марта) 1917

Вечером в Таврическом дворце был избран Исполком Петроградского совета рабочих депутатов (с 1 марта Петроградский совет рабочих и солдатских депутатов), руководствовали в нём эсеры и меньшевики.

«День» Воскресенье, 5 марта 1917 г.
27-го же организован был Совет Рабочих и Солдатских Депутатов, выпустивший первое свое воззвание к гражданам столицы. Видя, что революция победила, и что царь не принимает никакого решения, кн. Голицын подал в отставку.

В Ставке окончательно осознали всю серьёзность событий около 19:00, после получения донесений из Петрограда от генерала Хабалова и военного министра Беляева. Кроме того, в 14:00 было получено донесение премьер-министра князя Голицына, сообщавшее, что правительство собирается уйти в отставку и готово уступить место «ответственному министерству» во главе с князем Львовым или Родзянко. Князь Голицын рекомендовал ввести военное положение и назначить ответственным за безопасность популярного генерала с боевым опытом.
Восстание столичного гарнизона сильно осложнило положение царя, однако в распоряжении Николая II как Верховного главнокомандующего всё ещё находилась многомиллионная армия на фронте. Генерал Алексеев, доложив Николаю II о развитии ситуации в Петрограде, предложил для восстановления спокойствия в столице направить туда сводный отряд во главе с начальником, наделённым чрезвычайными полномочиями. Император распорядился выделить по одной бригаде пехоты и по бригаде кавалерии от Северного и Западного фронтов, назначив начальником 66-летнего генерал-адъютанта Николая Иванова. Николай II приказал ему направиться во главе Георгиевского батальона (охранявшего Ставку) в Царское Село для обеспечения безопасности императорской фамилии, а затем, в качестве нового командующего Петроградским военным округом, взять на себя командование войсками, которые предполагалось перебросить для него с фронта. При этом в первый день восстания речь в Ставке шла лишь об усилении Петроградского гарнизона «прочными полками» с фронта. Позднее, когда остатки верных правительству подразделений гарнизона капитулировали, началась подготовка военной операции против столицы в целом. Всем министрам царского правительства предписано исполнять его указания. Западный фронт сообщил генералу Алексееву о подготовке к отправке в течение 28 февраля — 2 марта 34-го Севского и 36-го Орловского пехотных полков, 2-го гусарского Павлоградского и 2-го Донского казачьего полков; Северный фронт выделил 67-й Тарутинский и 68-й Бородинский пехотные полки, 15-й уланский Татарский и 3-й Уральский казачий полки. Общая численность сил, выделенных для участия в «карательной экспедиции», позднее оценивалась в 40-50 тысяч, при том что численность восставшего Петроградского гарнизона оценивалась в 160 тысяч.
При самых благоприятных обстоятельствах «ударный кулак» под Петроградом мог быть собран не ранее 3 марта. В действительности, даже продвижение войск Северного фронта было сорвано необходимостью пропустить царские поезда. В итоге к 2 марта в досягаемости генерала Иванова был только Тарутинский полк, но и к нему Георгиевскому батальону так и не удалось прорваться.
Тем временем Николай II через дворцового коменданта генерала Воейкова связался по прямому проводу с дворцом в Царском селе. Переговоры продолжались более трёх часов. Из Ставки было приказано передать Александре Фёдоровне, что император выедет в Царское Село той же ночью. Примерно в половине одиннадцатого вечера со Ставкой связался по прямому проводу брат Николая II, великий князь Михаил Александрович. Днём он приехал в столицу по просьбе Родзянко, который, видя, как разворачиваются события, и не получив ответа на настоятельные телеграммы Николаю II и обращения к главнокомандующим фронтами, предпринял последнюю попытку сохранить монархию — он предложил великому князю Михаилу взять на себя диктаторские полномочия в Петрограде на то время, пока Николай II не вернётся из Ставки, немедленно отправить в отставку существующее правительство и потребовать по телеграфу от Николая II манифеста об ответственном министерстве. Переговоры в Мариинском дворце длились долго — великий князь заявлял, что у него отсутствуют такие полномочия. В ходе последовавшей по просьбе великого князя Михаила встречи с председателем Совета министров Николаем Голицыным последний заявил, что сам он уже подал прошение об отставке, но пока она не принята, он не вправе передать кому-либо принадлежащую ему власть. Несмотря на уговоры Родзянко и сопровождавших его думцев, великий князь отказался что-либо предпринимать, не заручившись согласием царствующего брата.
Разговаривая с генералом Алексеевым, Михаил просил передать императору его твёрдое убеждение о необходимости немедленной смены правительства и назначения новым главой правительства князя Львова. Алексеев доложил о разговоре императору, но тот ответил, что ввиду чрезвычайных обстоятельств отменить свой отъезд не может, а вопрос о смене правительства придётся отложить до прибытия в Царское Село.
Через час после разговора с братом Николай II направил князю Голицыну телеграмму:
О главном военном начальнике для Петрограда мною дано повеление начальнику моего штаба с указанием немедленно прибыть в столицу. То же и относительно войск. Лично вам предоставляю все необходимые права по гражданскому управлению. Относительно перемен в личном составе при данных обстоятельствах считаю их недопустимыми.
Тем временем в Петрограде члены Совета министров, не дождавшись ответа монарха, разошлись, и правительство фактически прекратило своё существование. Вечером, опасаясь, что Петроградский совет рабочих и солдатских депутатов, созданный в тот же день, может объявить себя новой государственной властью, Временный комитет Государственной думы объявил, что берёт власть в свои руки.
Позднее по этому поводу Милюков писал:
К вечеру 27 февраля, когда выяснился весь размер революционного движения, Временный комитет Государственной думы решил сделать дальнейший шаг и взять в свои руки власть, выпадавшую из рук правительства. Решение это было принято после продолжительного обсуждения… Все ясно сознавали, что от участия или неучастия Думы в руководстве движением зависит его успех или неудача. До успеха было ещё далеко: позиция войск не только вне Петрограда и на фронте, но даже и внутри Петрограда и в ближайших его окрестностях далеко ещё не выяснилась. Но была уже ясна вся глубина и серьёзность переворота, неизбежность которого сознавалась … и ранее; и сознавалось, что для успеха этого движения Государственная дума много уже сделала своей деятельностью во время войны — и специально со времени образования Прогрессивного блока. Никто из руководителей Думы не думал отрицать большой доли её участия в подготовке переворота. Вывод отсюда был тем более ясен, что … кружок руководителей уже заранее обсудил меры, которые должны были быть приняты на случай переворота. Намечен был даже и состав будущего правительства. Из этого намеченного состава кн. Г. Е. Львов не находился в Петрограде, и за ним было немедленно послано. Именно эта необходимость ввести в состав первого революционного правительства руководителя общественного движения, происходившего вне Думы, сделала невозможным образование министерства в первый же день переворота. В ожидании, когда наступит момент образования правительства, Временный комитет ограничился лишь немедленным назначением комиссаров из членов Государственной думы во все высшие правительственные учреждения для того, чтобы немедленно восстановить правильный ход административного аппарата.

В Петрограде примерно в 23:00 революционеры арестовали председателя Госсовета Ивана Щегловитова.

В 00:55 поступила телеграмма от генерала Хабалова: 
Прошу доложить Его Императорскому Величеству, что исполнить повеление о восстановлении порядка в столице не мог. Большинство частей, одни за другими, изменили своему долгу, отказываясь сражаться против мятежников. Другие части побратались с мятежниками и обратили своё оружие против верных Его Величеству войск. Оставшиеся верными долгу весь день боролись против мятежников, понеся большие потери. К вечеру мятежники овладели большей частью столицы. Верными присяге остаются небольшие части разных полков, стянутые у Зимнего дворца под начальством генерала Занкевича, с коими буду продолжать борьбу.

### 28 февраля (13 марта)

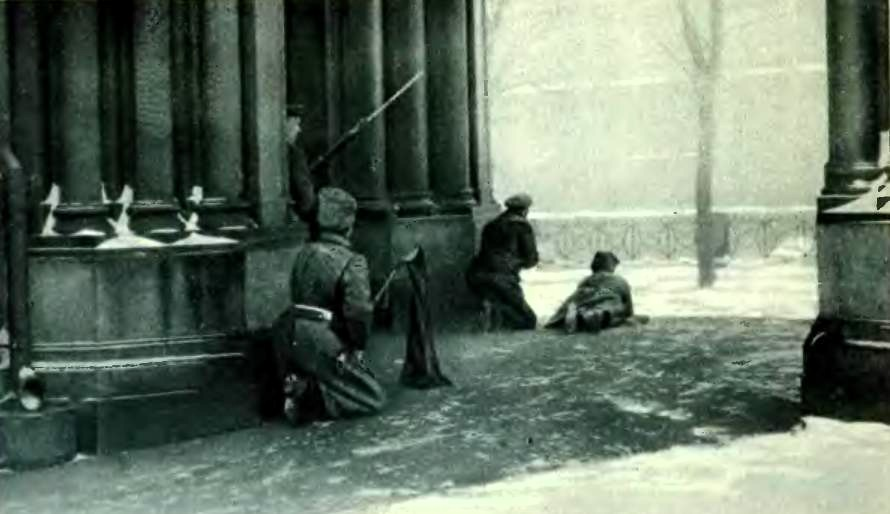
Уличные бои в Петрограде

В ночь на 28 февраля (13 марта) Временный комитет Государственной думы объявил, что берёт власть в свои руки, ввиду прекращения правительством Голицына своей деятельности. Родзянко направил соответствующую телеграмму генералу Алексееву, командующим фронтами и флотами:
Временный Комитет членов Государственной думы сообщает вашему высокопревосходительству, что ввиду устранения от управления всего состава бывшего Совета Министров правительственная власть перешла в настоящее время к Временному Комитету Государственной Думы.
В 08:25 генерал Хабалов отправил в Ставку телеграмму: «Число оставшихся верных долгу уменьшилось до 600 человек пехоты и до 500 чел. всадников при 13 пулемётах и 12 орудиях с 80 патронами всего. Положение до чрезвычайности трудное». В 09:00—10:00 он, отвечая на вопросы генерала Иванова, сообщил, что в его распоряжении, в здании Главного адмиралтейства, «четыре гвардейских роты, пять эскадронов и сотен, две батареи. Прочие войска перешли на сторону революционеров или остаются, по соглашению с ними нейтральными. Отдельные солдаты и шайки бродят по городу, стреляя в прохожих, обезоруживая офицеров…Все вокзалы во власти революционеров, строго ими охраняются…Все артиллерийские заведения во власти революционеров…».
В течение дня Временный комитет назначил генерала Лавра Корнилова командующим войсками Петроградского округа и разослал своих комиссаров во все министерства. Однако у Временного комитета в борьбе за власть уже имелся конкурент в лице Временного исполкома Петроградского Совета рабочих депутатов (Петросовета). Его ядром стали освобождённые революционными солдатами члены Рабочей группы ЦВПК, в первую очередь меньшевики — председательствующий Рабочей группы Кузьма Гвоздев и секретарь Борис Богданов.
Ещё 27 февраля (12 марта) Исполком распространил по заводам и солдатским частям листовки с призывом выбирать своих депутатов и направлять их к 19:00 в Таврический дворец. Уже в 21:00 в левом крыле Таврического дворца началось первое заседание Петроградского Совета рабочих депутатов во главе с меньшевиком Николаем Чхеидзе, заместителями которого стали трудовик Александр Керенский и меньшевик Матвей Скобелев. Все трое были депутатами Госдумы и масонами.

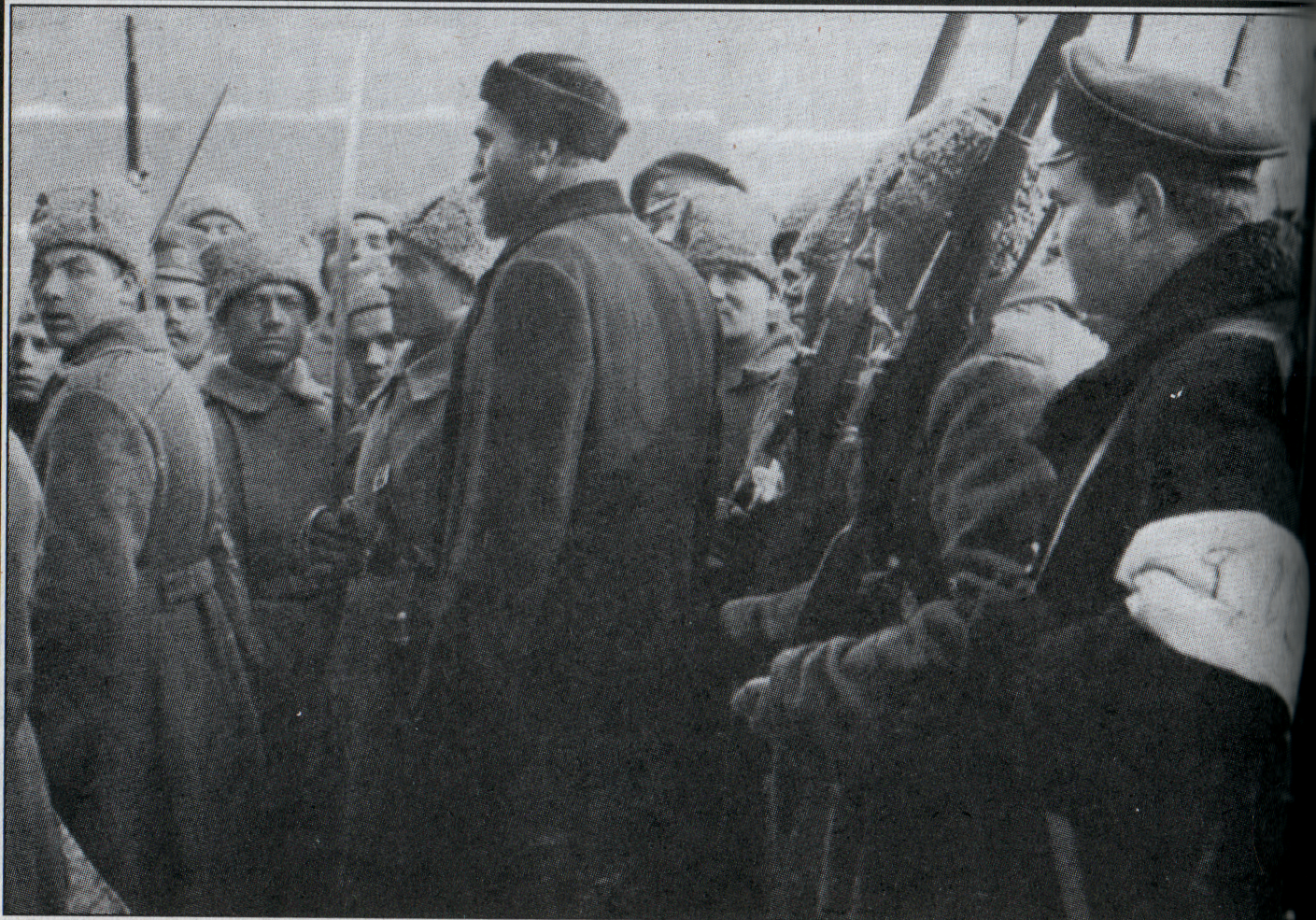
Арестованный полицейский под конвоем революционных солдат на улицах Петрограда

На следующий день 28 февраля (13 марта) вооружённые рабочие и солдаты открыли путь на Васильевский остров. Здесь восстали 180-й пехотный полк, Финляндский полк. К восставшим присоединились матросы 2-го Балтийского флотского экипажа и крейсера «Аврора», стоявшего на ремонте у Франко-Русского завода в районе Калинкина моста. Революционные солдаты окончательно подавили сопротивление Самокатного батальона. К полудню была взята Петропавловская крепость. Гарнизон крепости вместе с артиллерией перешёл на сторону революции. В 12:00 революционеры предъявили генералу Хабалову ультиматум: под угрозой артиллерийского обстрела орудиями Петропавловской крепости оставить Адмиралтейство. Генерал Хабалов вывел остатки правительственных войск из здания Главного Адмиралтейства и перевёл их в Зимний дворец, который вскоре был занят войсками, посланными Временным комитетом и Исполкомом Петросовета. Правительственные войска перешли на сторону восставших (в этот день в движении участвовали 394 тысяч человек с 899 предприятий и 127 тысяч солдат). Единственной верной царю силой фактически оказалась только петроградская полиция; однако она насчитывала всего лишь около 3,5 тысяч и не смогла ничего противопоставить революционным солдатам.

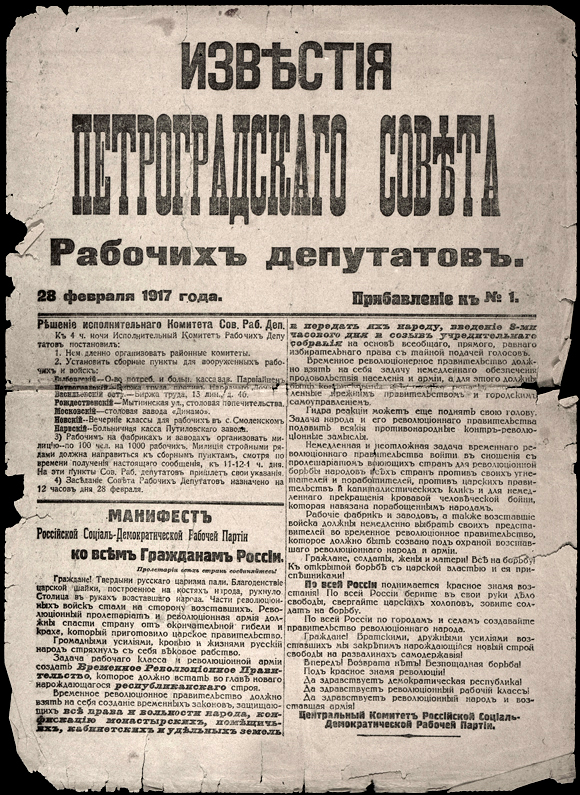
Приложение к первому выпуску газеты «Известия», содержащее Манифест РСДРП к гражданам России

К 5:00 28 февраля императорские поезда покинули Могилёв. Поездам предстояло преодолеть около 950 вёрст по маршруту Могилёв — Орша — Вязьма — Лихославль — Тосно — Гатчина — Царское Село, но, как показали дальнейшие события, им не суждено было попасть к месту назначения. К утру 1 марта литерные поезда смогли добраться через Бологое лишь до Малой Вишеры, где они были вынуждены развернуться и отправиться обратно на Бологое, откуда лишь к вечеру 1 марта прибыли в Псков, где находился штаб Северного фронта.
С отъездом Верховный главнокомандующий оказался фактически на сорок часов отрезан от своей Ставки. За это время события в Петрограде фактически закончились победой восставших. В 11:15 уже бывший министр внутренних дел Александр Протопопов сам явился в Таврический дворец и был арестован революционерами. В тот же день первые революционные части начинают появляться в Царском Селе, где в это время находилась императрица. В сложившейся ситуации на первое место всё больше выходит настроение царского генералитета, его готовность организовать подавление революции. В этих обстоятельствах ключевыми фигурами становятся командующие фронтами и флотами и в первую очередь — начальник штаба Верховного главнокомандующего генерал Алексеев. Он фактически являлся главой армии.

Утром 28 февраля (13 марта) Родзянко разрешил думскому депутату Александру Бубликову взять под свой контроль министерство путей сообщения в качестве комиссара Временного комитета Государственной думы. Помимо самих железных дорог, министерство обладало собственной телеграфной сетью, независимой от МВД. С отрядом из двух офицеров и нескольких солдат Бубликов арестовал министра путей сообщения и в 13:50 разослал по всей территории Российской империи телеграмму:

По всей сети. Всем начальствующим. Военная. По поручению Комитета Государственной Думы сего числа занял Министерство путей сообщения и объявляю следующий приказ председателя Государственной Думы: «Железнодорожники! Старая власть, создавшая разруху во всех областях государственной жизни, оказалась бессильной. Комитет Государственной Думы взял в свои руки создание новой власти. Обращаюсь к вам от имени Отечества — от вас теперь зависит спасение Родины. Движение поездов должно поддерживаться непрерывно с удвоенной энергией. Страна ждет от вас больше, чем исполнение долга, — ждет подвига… Слабость и недостаточность техники на русской сети должна быть покрыта вашей беззаветной энергией, любовью к Родине и сознанием своей роли транспорта для войны и благоустройства тыла».

Эта телеграмма имела особо важное значение, так как благодаря ей о начавшихся событиях узнали в российских городах далеко за пределами Петрограда. Однако окончательно всё население, включая самые отдалённые деревни, узнало о революции только к апрелю.
Всем начальникам железнодорожных станций Временный комитет приказал сообщать обо всех воинских поездах, направляющихся в Петроград, и не выпускать их со станций, запрещалось движение воинских поездов на 250 вёрст вокруг Петрограда.
Военный министр Беляев, который всё ещё имел связь со Ставкой, предложил немедленно передать управление железными дорогами заместителю министра путей сообщения при Ставке генералу Кислякову. Однако Кисляков убедил Алексеева отказаться от этого решения. Как указывает Катков, контроль над железными дорогами в этот момент был делом первостепенной важности. Снабжение больших городов и армии полностью зависело от работы железнодорожной сети. Оставляя железные дороги под контролем комиссара Бубликова, Алексеев лишал себя важнейшего орудия власти, которое при тех критических обстоятельствах вполне могло быть им использовано в решении политического кризиса. Это также впоследствии дало повод для обвинений Алексеева в двурушничестве и прямом заговоре.

В 13:00 прибывший в Оршу Николай II получил телеграмму от группы из 23 выборных членов Государственного совета: 
Вследствие полного расстройства транспорта и отсутствия подвоза необходимых материалов, остановились заводы и фабрики. Вынужденная безработица и крайнее обострение продовольственного кризиса, вызванного тем же расстройством транспорта, довели народные массы до отчаяния. Это чувство ещё обострилось тою ненавистью к правительству и теми тяжкими подозрениями против власти, которые глубоко запали в народную душу. Все это вылилось в народную смуту стихийной силы, а к этому движению присоединяются теперь и войска…Мы почитаем последним и единственным средством решительное изменение Вашим Императорским Величеством направления внутренней политики, согласно неоднократно выраженным желаниям народного представительства, сословий и общественных организаций, немедленный созыв законодательных палат, отставку нынешнего Совета министров и поручение лицу, заслуживающему всенародного доверия, представить Вам, Государь, на утверждение список нового кабинета, способного управлять страною в полном согласии с народным представительством.
В 16:00 в Петрограде были арестованы генералы Хабалов, Беляев, Балк и другие.

### Продвижение отряда генерала Иванова
Первый эшелон Георгиевского батальона и рота Собственного Его Императорского Величества полка отбыли из Могилёва в 10:15 28 февраля. Сам генерал-адъютант Иванов выехал позднее и нагнал эшелон в Орше. В течение всего дня генерал Алексеев направлял главнокомандующим фронтами указания о выделении дополнительных войск в его распоряжение — по одной пешей и одной конной батарее от Северного и Западного фронтов, а также три «наиболее прочных» батальона крепостной артиллерии из Выборга и Кронштадта. Командующему Юго-Западным фронтом было приказано подготовить к отправке в распоряжение генерала Иванова, «как только представится возможность по условиям железнодорожных перевозок», лейб-гвардии Преображенский полк и два гвардейских стрелковых полка из состава Особой армии — а также, «если обстоятельства потребуют дальнейшего усиления в Петрограде вооружённой силы», одну из гвардейских кавалерийских дивизий.
В ночь с 28 февраля на 1 марта Алексеев направил генерал-адъютанту Иванову телеграмму, копия которой позднее также была направлена главнокомандующим фронтами для информирования их о положении в столице. По выражению историка Г. М. Каткова, «вечером 28 февраля Алексеев перестал быть по отношению к царю послушным исполнителем и взял на себя роль посредника между монархом и его бунтующим парламентом. Только Родзянко, создав ложное впечатление, что Петроград находится под его полным контролем, мог вызвать в Алексееве такую перемену». По мнению Каткова, именно его изложение и интерпретация событий главным образом склонили высшее военное командование в лице генералов Алексеева и Рузского занять ту позицию, которая привела к отречению Николая II.
Если предыдущие сообщения о событиях в Петрограде, которые Алексеев направлял главнокомандующим фронтами, довольно точно отражали хаос и анархию в столице, то в этой телеграмме Алексеев рисовал совершенно другую картину. Он указывал, что, по сведениям, поступившим к нему по частным каналам, события в Петрограде успокоились, что войска, «примкнув к Временному правительству в полном составе, приводятся в порядок», что Временное правительство «под председательством Родзянки» «пригласило командиров воинских частей для получения приказаний по поддержанию порядка», а «Воззвание к населению, выпущенное Временным Правительством, говорит о незыблемости монархического начала России, о необходимости новых оснований для выбора и назначения правительства… <в Петрограде> ждут с нетерпением приезда Его Величества, чтобы представить ему всё изложенное и просьбу принять это пожелание народа». «Если эти сведения верны, — указывалось далее в телеграмме, — то изменяются способы ваших действий, переговоры приведут к умиротворению, дабы избежать позорной междоусобицы, столь желанной нашему врагу». Алексеев просил Иванова передать императору, прямая связь с которым у Алексеева отсутствовала, содержание этой телеграммы и убеждение самого Алексеева, что «дело можно привести мирно к хорошему концу, который укрепит Россию». Как отмечает Г. М. Катков, в указанной телеграмме явно прослеживается то представление о ситуации в Петрограде и своей роли как главы заседающего в Думе Временного правительства, которое Родзянко хотел создать у начальника штаба Верховного главнокомандующего. По мнению Каткова, телеграмма Алексеева явно имела целью приостановить какие бы то ни было решительные действия по вооружённому подавлению мятежа, которые мог бы предпринять генерал Иванов, — в ней указывалось, что новая власть в Петрограде исполнена доброй воли и готова с новой энергией способствовать военным усилиям. Таким образом телеграмма, по словам Каткова, явно предваряла признание нового правительства со стороны главнокомандования, а Алексеевым явно руководило впечатление, что Родзянко держит Петроград в руках, что ему удалось сдержать революционный напор, а поэтому следует всячески укреплять его позицию. Самим же Родзянко, по мнению Каткова, руководили одновременно честолюбие и страх — Родзянко был живо заинтересован в том, чтобы остановить экспедиционные войска генерала Иванова, которые он считал гораздо более многочисленными и сильными, чем это на самом деле было.
Генерал Иванов достиг Царского Села со значительным опозданием. В 6 часов вечера 1 марта генерал Иванов со своим отрядом прибыл на станцию Вырица. Здесь он остановился и отдал приказ: «Высочайшим повелением от 28 февраля сего года я назначен главнокомандующим Петроградским военным округом. Прибыв сего числа в район округа, я вступил в командование его войсками во всех отношениях. Объявляю о сём войскам, всем без изъятия военным, гражданским и духовным властям, установлениям, учреждениям, заведениям и всему населению, находящемуся в пределах округа. Генерал-адъютант Иванов»
Добравшись к 9 часам вечера до Царского Села, Иванов встретился с командованием гарнизона и узнал, что Тарутинский полк, выделенный в его распоряжение Северным фронтом, уже прибыл на станцию Александровская Варшавской железной дороги. В целом, однако, попытка создать в районе Царского Села мощную группировку войск сорвалась. Выделенные войска растянулись в эшелонах между Двинском, Полоцком и Лугой. Бородинский пехотный полк, отправленный с Северного фронта в Петроград в распоряжение генерала Иванова, был разоружён в Луге местным революционным комитетом и отправлен обратно в Псков.
Немногочисленный отряд генерала Иванова сам по себе до подхода воинских частей с фронта не мог приступить ни к каким решительным шагам. Когда в Петербурге узнали о продвижении эшелонов Иванова, к нему вечером 1 марта выехал уполномоченный управления Генштаба полковник Доманевский, который проинформировал генерала о ситуации в столице. Явной целью этой поездки было удержать Иванова от каких-либо активных действий. Доманевский, в частности, сообщил Иванову, что «вооружённая борьба с восставшими только осложнит и ухудшит положение» и что легче восстановить порядок соглашением с Временным правительством.
Далее Иванов направился во дворец, где императрица приняла его среди ночи. Именно там Иванов ознакомился с телеграммой Алексеева, в которой ему предлагалось «изменить тактику» ввиду предполагаемого восстановления порядка и законности в столице. Несмотря на то, что текст телеграммы показался генералу несколько туманным, он решил придерживаться именно того способа действий, который он предложил императору при получении от него назначения, — не вводить войск в Петроград, пока обстановка не станет окончательно ясной. Далее, узнав, что к месту стоянки эшелона приближаются части, перешедшие на сторону революции, и не желая в сложившейся ситуации допустить каких-либо столкновений между георгиевским батальоном и царскосельским гарнизоном, Иванов решил возвратить состав в Вырицу, которую он избрал для стоянки как имеющую много путей.
В ночь с 1 (14) на 2 (15) марта генерал Иванов получил телеграмму от Николая II, которую тот отправил после своих переговоров с командующим Северным фронтом генералом Рузским, действовавшим на основании договорённостей с председателем Государственной думы Родзянко: «Царское Село. Надеюсь, прибыли благополучно. Прошу до моего приезда и доклада мне никаких мер не предпринимать. Николай. 2 марта 1917 г. 0 часов 20 минут».
2 (15) марта генерал Иванов со своим эшелоном направился на станцию Александровскую, где находился выделенный в его распоряжение Тарутинский полк, но доехал лишь до станции Сусанино, где его эшелон загнали в тупик, а ему вручили телеграмму от комиссара Временного комитета Государственной думы А. А. Бубликова следующего содержания: «По поручению Временного комитета Государственной думы предупреждаю вас, что вы навлекаете на себя этим тяжёлую ответственность. Советую вам не двигаться из Вырицы, ибо, по имеющимся у меня сведениям, народными войсками ваш полк будет обстрелян артиллерийским огнём». Далее Иванову было объявлено, что его действия могут помешать императору вернуться в Царское село: «Ваше настойчивое желание ехать дальше ставит непреодолимое препятствие для выполнения желания его величества немедленно следовать Царское Село. Убедительнейше прошу остаться Сусанино или вернуться Вырицу». Генерал был вынужден подчиниться.
Именно в Сусанино и была ему доставлена депеша от императора, отменявшая предыдущие указания о движении на Петроград. По результатам переговоров императора с главнокомандующим Северным фронтом генералом Рузским, все войска, выделенные ранее в распоряжение генерала Иванова, останавливались и возвращались обратно на фронт.

### 1 (14) марта

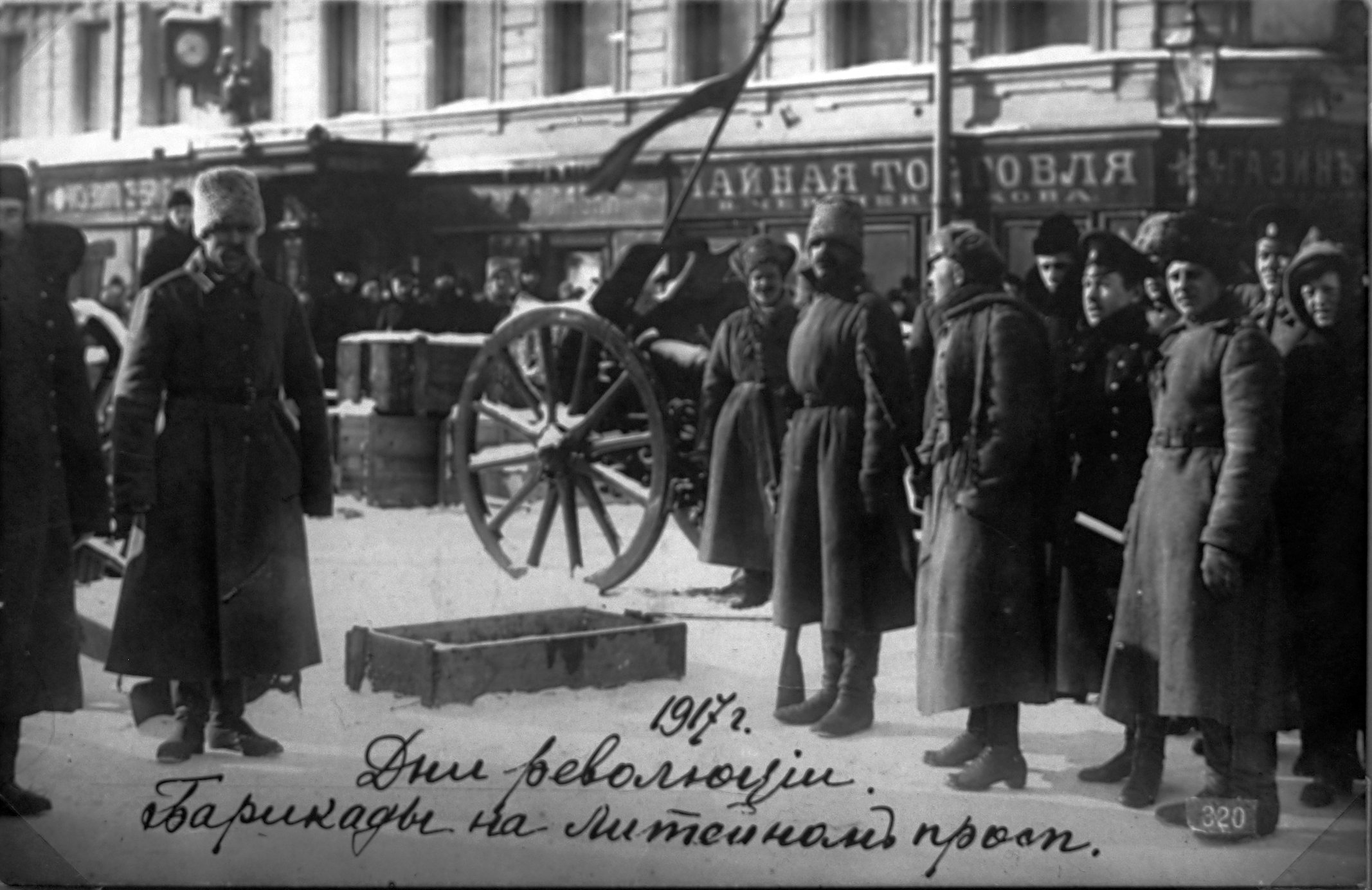
Баррикады на Литейном проспекте

В этот день Временный комитет Государственной думы получил признание Великобритании и Франции.

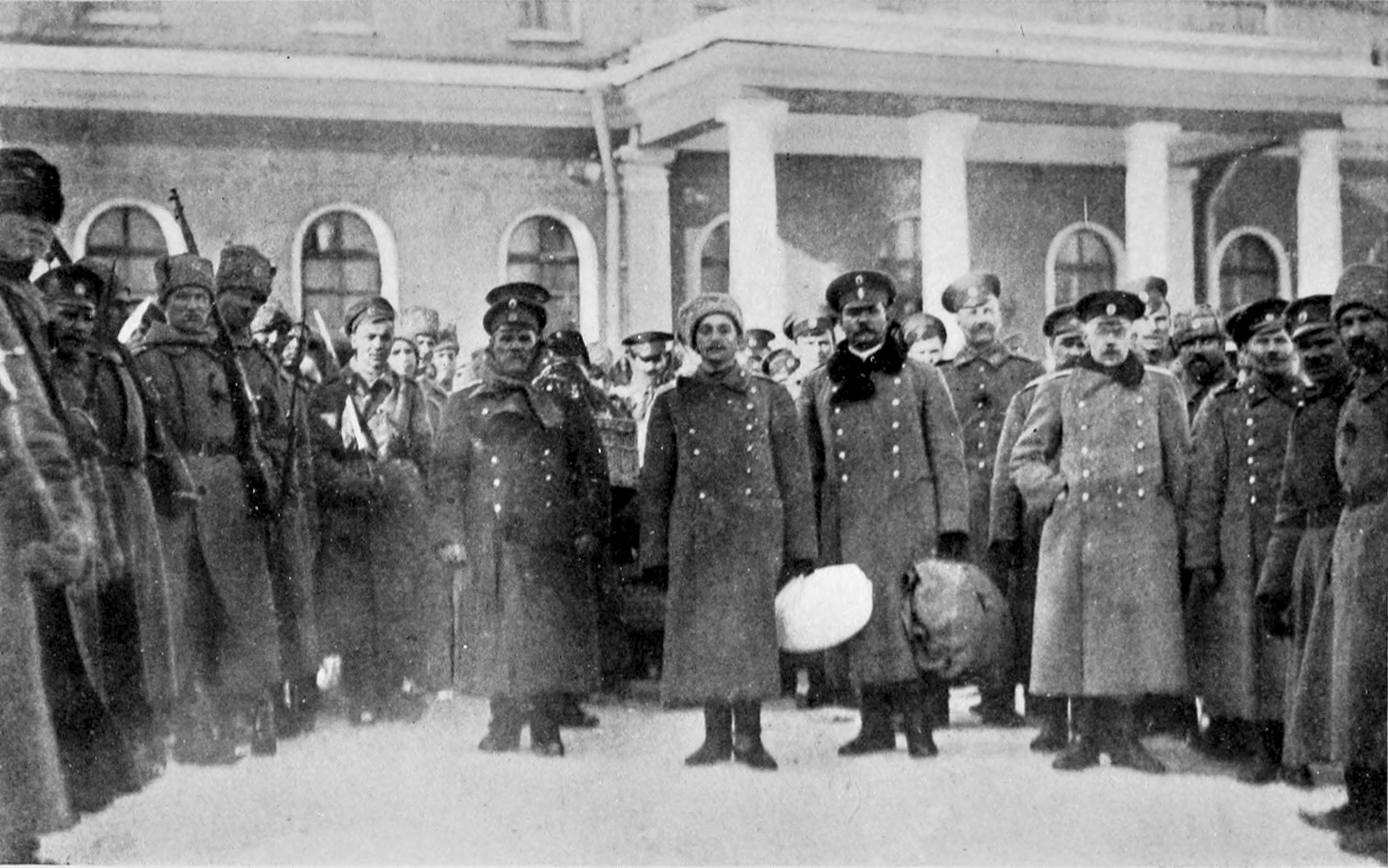
Офицеры, арестованные революционными солдатами

Командование располагавшегося рядом со столицей Кронштадта, имея прямой провод с Петроградом, было хорошо информировано о событиях. Опасаясь волнений среди матросов, командование в течение нескольких дней скрывало от них сведения о происходящем, однако в конце концов информация всё же просочилась.
1 (14) марта началось восстание Кронштадтской военно-морской базы, был убит военный губернатор Кронштадта вице-адмирал Вирен Р. Н. В 1753 начальник Морского штаба при Верховном главнокомандующем адмирал Русин доложил царю, что «в Кронштадте — анархия, и станция службы связи занята мятежниками».
К Таврическому дворцу явились с поддержкой Госдумы даже дислоцированная в Петрограде одна из сотен Собственного Его Императорского Величества Конвоя и один из жандармских эскадронов, а также, по данным французского посла в Петрограде, гвардейский казачий полк, представители Собственного Его Величества железнодорожного полка и императорской дворцовой полиции.
Под давлением революционных солдат Петроградского гарнизона Петроградский совет рабочих депутатов переформировался в Петроградский совет рабочих и солдатских депутатов.
В 1320 начальник штаба Верховного главнокомандующего генерал Алексеев получил телеграмму командующего войсками Московского военного округа генерала Мрозовского И. И. о начале революции в Москве. В 1420 от генерала Мрозовского была получена вторая телеграмма, гласившая, что «в Москве полная революция».
В 1600 к Госдуме явился с поддержкой Гвардейский флотский экипаж во главе с великим князем Кириллом Владимировичем. По сведениям Спиридовича, этот шаг был вынужденным: матросы Гвардейского экипажа узнали о начале волнений в Кронштадте, и великий князь встал перед угрозой мятежа и убийств офицеров.
С целью предотвращения самосуда был арестован крайне непопулярный бывший военный министр Сухомлинов В. А.; общественность считала его виновным в «великом отступлении» 1915 года.
Свой собственный проект манифеста о даровании стране ответственного министерства в тот же день начал готовить великий князь Павел Александрович («великокняжеский манифест»). Проект не предусматривал отречения Николая II; по этому поводу между двумя великими князьями прошла переписка. Великий князь Кирилл Владимирович заявил, что он поддерживает проект манифеста, однако «Миша [великий князь Михаил Александрович], несмотря на мои настойчивые просьбы работать ясно и единогласно с нашим семейством, прячется и только сообщается с Родзянко». Подготовленный проект был озаглавлен «Манифест о полной Конституции русскому народу» и подписан великими князьями Михаилом Александровичем, Кириллом Владимировичем и Павлом Александровичем.
Царские поезда в этот день безуспешно пытались пробиться к Царскому Селу. В 03:45 литерные поезда подошли к Малой Вишере. Здесь было получено донесение от офицера железнодорожной охраны, только что прибывшего со встречного направления, что станции Тосно и Любань находятся в руках взбунтовавшихся солдат и что самому ему пришлось бежать из Любани на дрезине. Николай II приказал развернуть поезда на Бологое и убыть в Псков, где находился штаб Северного фронта.
Бубликов, следивший за продвижением императора и его свиты, узнав, что литерные поезда остановились в Малой Вишере, запросил инструкции у Временного комитета. Пока там обсуждали, что делать, поезда повернули обратно на Бологое. Из Думы последовало распоряжение «задержать поезда в Бологом, передать императору телеграмму председателя Думы и назначить для этого последнего экстренный поезд до ст. Бологое». Бубликов из Петрограда отправил подробные инструкции о том, как остановить литерные поезда, но они не были исполнены. Из Бологого доложили, что императорский поезд примерно в девять часов утра 1 марта, не остановившись для смены паровоза в Бологом, ушёл по Виндавской дороге через Дно в сторону Пскова. Бубликов приказал остановить поезд на перегоне Бологое — Дно, чтобы лишить императора возможности «пробраться в армию». Для этого предписывалось загородить товарными составами какой-либо перегон «возможно восточнее ст. Дно и сделать физически невозможным движение каких бы то ни было поездов в направлении от Бологое в Дно», но и этот приказ железнодорожными чинами не был выполнен.
1 марта в 15:00 императорский поезд прибыл на станцию Дно, где его ожидала телеграмма Родзянко: «Станция Дно. Его Императорскому Величеству. Сейчас экстренным поездом выезжаю на ст. Дно для доклада Вам, Государь, о положении дел и необходимых мерах для спасения России. Убедительно прошу дождаться моего приезда, ибо дорога каждая минута». Не дождавшись Родзянко, Николай II приказал двигаться дальше на Псков, а Родзянко велел телеграфировать, что там с ним и встретится. Позднее, во время разговора с генералом Рузским в ночь с 1 на 2 марта, Родзянко объяснял свой неприезд невозможностью оставить Петроград в ситуации, когда революционные события в столице грозили окончательно перерасти в анархию.
Когда императорский поезд прибыл около семи часов вечера в Псков, вместо ожидавшегося почётного караула на платформе императора встретили лишь губернатор и несколько чиновников. Главнокомандующий Северным фронтом генерал Н. В. Рузский прибыл на вокзал лишь через несколько минут. Именно Рузскому выпало провести переговоры с императором о необходимости государственных реформ, то есть о создании ответственного министерства, поскольку председатель Временного комитета Государственной думы Родзянко, который должен был перехватить императорский поезд на станции Дно, по определённым причинам не смог этого сделать. Не приехал он и в Псков.

К прибытию Николая II в Псков генерал Алексеев направил в штаб Северного фронта телеграмму для императора. Сообщив в ней о начавшихся в Москве беспорядках и забастовках, Алексеев доложил: 
Беспорядки в Москве, без всякого сомнения, перекинутся в другие большие центры России, и будет окончательно расстроено и без того неудовлетворительное функционирование железных дорог. А так как армия почти ничего не имеет в своих базисных магазинах и живёт только подвозом, то нарушение правильного функционирования тыла будет для армии гибельно, в ней начнется голод и возможны беспорядки. Революция в России, а последняя неминуема, раз начнутся беспорядки в тылу, — знаменует собой позорное окончание войны со всеми тяжелыми для России последствиями. Армия слишком тесно связана с жизнью тыла, и с уверенностью можно сказать, что волнения в тылу вызовут таковые же в армии. Требовать от армии, чтобы она спокойно сражалась, когда в тылу идет революция, невозможно.
Нынешний молодой состав армии и офицерский состав, в среде которого громадный процент призванных из запаса и произведенных в офицеры из высших учебных заведений, не дает никаких оснований считать, что армия не будет реагировать на то, что будет происходить в России…. Пока не поздно, необходимо принять меры к успокоению населения и восстановить нормальную жизнь в стране. 
Подавление беспорядков силою, при нынешних условиях, опасно и приведет Россию и армию к гибели. Пока Государственная Дума старается водворить возможный порядок, но если от Вашего Императорского Величества не последует акта, способствующего общему успокоению, власть завтра же перейдет в руки крайних элементов и Россия переживет все ужасы революции. Умоляю Ваше Величество, ради спасения России и династии, поставить во главе правительства лицо, которому бы верила Россия и поручить ему образовать кабинет. 
В настоящее время это единственное спасение. Медлить невозможно и необходимо это провести безотлагательно. 
Докладывающие Вашему Величеству противное, бессознательно и преступно ведут Россию к гибели и позору и создают опасность для династии Вашего Императорского Величества.
Николай II принял генерала Рузского вечером после ужина. Тот доложил об общеполитической ситуации, включая рост революционного движения в Москве, и посоветовал немедленно принять решение, сообразно с проектом Родзянко и Алексеева, — учредить правительство, ответственное перед Думой. Николай II возражал, указывая, что он не понимает положения конституционного монарха, поскольку такой монарх царствует, но не управляет. Принимая на себя высшую власть в качестве самодержца, он принял одновременно, как долг перед Богом, ответственность за управление государственными делами. Соглашаясь передать свои права другим, он лишает себя власти управлять событиями, не избавляясь от ответственности за них. Единственное, на что император был готов пойти, — согласиться на назначение Родзянко премьер-министром и предоставить ему выбор некоторых членов кабинета.
Переговоры затянулись до поздней ночи и несколько раз прерывались. Переломным моментом, несомненно, стало получение в 22:20 проекта предполагаемого манифеста об учреждении ответственного правительства, который был подготовлен в Ставке и направлен в Псков за подписью генерала Алексеева. Согласно проекту, Родзянко поручалось сформировать Временное правительство. Телеграмма Алексеева, по словам Г. М. Каткова, показывала, что начальник штаба Верховного главнокомандующего и фактический главнокомандующий действующей армии безоговорочно поддерживает предлагаемое Рузским решение. Тем не менее, потребовалось ещё немало времени, прежде чем император наконец подписал телеграмму, которой разрешал обнародовать предложенный Алексеевым манифест. Теперь первоочередной задачей было задержать движение войск на Петроград и отозвать экспедицию генерала Иванова.
2 марта в час ночи за подписью Николая II генералу Иванову отправлена телеграмма: «Надеюсь, прибыли благополучно. Прошу до моего приезда и доклада мне никаких мер не предпринимать». Тогда же генерал Рузский приказывает остановить продвижение выделенных им войск к Петрограду и возвратить их на фронт и телеграфирует в Ставку об отозвании войск, посланных с Западного фронта. Вооружённое подавление мятежа в столице не состоялось.
Тем временем в Петрограде 1 марта Временный комитет Государственной думы наметил состав будущего правительства во главе с князем Г. Е. Львовым, которому он был намерен передать свою власть.
В полночь с 1 (14) марта на 2 (15) марта в Таврическом дворце начались переговоры представителей Временного комитета Государственной думы, ЦК кадетской партии, Бюро Прогрессивного блока и Исполкома Петросовета, где обсуждался состав будущего правительства и условия сотрудничества демократических сил с этим правительством. Стороны попытались урегулировать свои, уже тогда возникшие, разногласия. По сведениям генерала Спиридовича, основным поводом для распрей стала судьба «контрреволюционных» офицеров, за которых заступались представители Думы. Ричард Пайпс также указывает, что возглавившему делегацию Думы монархисту Милюкову удалось убедить членов Совета отказаться от введения выборов офицеров и немедленного учреждения республики. В результате «ночного бдения» стороны пришли к соглашению, что формируемое Временное правительство объявит политическую амнистию, обеспечит демократические свободы всем гражданам, отменит сословные, вероисповедные и национальные ограничения, заменит полицию народной милицией, подчинённой органам местного самоуправления, начнёт подготовку к выборам в Учредительное собрание и в органы местного самоуправления на основе всеобщего, равного, прямого и тайного голосования, не будет разоружать либо выводить из Петрограда воинские части, принимавшие участие в революционном движении. Петросовет, в свою очередь, обязывался осудить разного рода бесчинства и хищения имущества, бесцельный захват общественных учреждений, враждебное отношение солдат к офицерству, призвать солдат и офицеров к сотрудничеству.
По итогам переговоров, в ходе которых Исполком Петросовета согласился предоставить Временному комитету Государственной думы право сформировать правительство, стороны приняли следующую программу из 8 пунктов:

1) Полная и немедленная амнистия по всем делам политическим и религиозным, в том числе террористическим покушениям, военным восстаниям, аграрным преступлениям и т. д.;
2) Свобода слова, печати, союзов, собраний и стачек, с распространением политических свобод на военнослужащих в пределах, допустимых военно-техническими условиями;
3) Отмена всех сословных, вероисповедных и национальных ограничений;
4) Немедленная подготовка к созыву, на началах всеобщего, равного, тайного и прямого голосования, Учредительного собрания, которое установит форму правления и конституцию страны;
5) Замена полиции народной милицией с выборным начальством, подчинённым органам местного самоуправления;
6) Выборы в органы местного самоуправления на основе всеобщего, прямого, равного и тайного голосования;
7) Неразоружение и невывод из Петрограда воинских частей, принимавших участие в революционном движении;
8) При сохранении строгой военной дисциплины в строю и при несении военной службы — устранение для солдат всех ограничений в пользовании общественными правами, предоставленными всем остальным гражданам.

Тем временем Петроградский Совет рабочих и солдатских депутатов без согласования с Временным комитетом Государственной думы издал Приказ № 1 по Петроградскому гарнизону и опубликовал его 2 (15) марта в утреннем выпуске своего официального органа «Известия». Этим приказом Совет подчинял себе Петроградский гарнизон в решении всех политических вопросов и лишал Временный комитет возможности использовать армию в своих интересах. Приказом предписывалось немедленно создать выборные комитеты из представителей нижних чинов во всех воинских частях, подразделениях и службах, а также на кораблях. Главным в Приказе № 1 был третий пункт, согласно которому во всех политических выступлениях воинские части подчинялись теперь не офицерам, а своим выборным комитетам и Совету. В приказе предусматривалось также, что всё оружие передаётся в распоряжение и под контроль солдатских комитетов. Приказом вводилось равенство прав «нижних чинов» с остальными гражданами в политической, общегражданской и частной жизни, отменялось титулование офицеров.
Возникло двоевластие: официальная власть находилась в руках Временного комитета Государственной Думы (впоследствии — Временного правительства), а фактическая власть в столице — в руках Петроградского Совета рабочих и солдатских депутатов.
Узнав об издании Приказа № 1, Гучков безуспешно попытался добиться от Совета его отмены либо, по крайней мере, распространения его действия только на тыловые части. Позднее, 9 (22) марта, в своей телеграмме генералу Алексееву Гучков так описал возникшую систему двоевластия:

Врем. правительство не располагает какой-либо реальной властью, и его распоряжения осуществляются лишь в тех размерах, кои допускает Совет раб. и солд. депутатов, который располагает важнейшими элементами реальной власти, так как войска, железные дороги, почта и телеграф в его руках. Можно прямо сказать, что Врем. правительство существует, лишь пока это допускается Советом раб. и солд. депутатов. В частности, по военному ведомству ныне представляется возможным отдавать лишь те распоряжения, которые не идут коренным образом вразрез с постановлениями вышеназванного Совета.

### 2 (15) марта. Отречение Николая II
В ночь с 1 на 2 (15) марта окончательно перешёл на сторону революции гарнизон Царского Села.

Сразу же по окончании переговоров с Николаем II генерал Рузский связался из Пскова по прямому проводу с Родзянко и проинформировал его о достигнутых результатах и о полученном согласии императора на создание правительства, ответственного перед Думой. Тот, однако, назвал подготовленный Ставкой проект манифеста «запоздалым», поскольку требование ответственного министерства себя уже изжило: 
Очевидно, что Его Величество и Вы не отдаёте себе отчета, что здесь происходит. Настала одна из страшнейших революций, побороть которую будет не так-то легко… если не будут немедленно сделаны уступки, которые могли бы удовлетворить страну … Народные страсти так разгорелись, что сдержать их вряд ли будет возможно, войска окончательно деморализованы; не только не слушаются, но убивают своих офицеров; ненависть к государыне императрице дошла до крайних пределов; вынужден был, во избежание кровопролития, всех министров, кроме военного и морского, заключить в Петропавловскую крепость… Считаю нужным вас осведомить, что то, что предполагается Вами, уже недостаточно, и династический вопрос поставлен ребром…

Получив запись разговора Рузского с Родзянко, генерал Алексеев по собственной инициативе составил и отправил краткое изложение разговора между Рузским и Родзянко всем главнокомандующим фронтами, попросив их срочно подготовить и направить в Ставку своё мнение: 
Его Величество в Пскове изъявил согласие учредить ответственное перед палатами министерство, поручив председателю Госдумы образовать кабинет. Последний ответил, что это было бы своевременно 27 февраля, в настоящее же время этот акт является запоздалым. Теперь династический вопрос поставлен ребром, и войну можно продолжать до победоносного конца лишь при исполнении предъявляемых требований относительно отречения от престола в пользу сына при регентстве Михаила Александровича.
Обстановка, по-видимому, не допускает иного решения, и каждая минута дальнейших колебаний повысит только притязания, основанные на том, что существование армии и работа железных дорог находятся фактически в руках петроградского Временного правительства. Необходимо спасти действующую армию от развала, продолжать до конца борьбу с внешним врагом, спасти независимость России и судьбу династии. Это нужно поставить на первый план хотя бы ценою дорогих уступок. Повторяю, что потеря каждой минуты может стать роковой для существования России и что между высшими начальниками действующей армии нужно установить единство мыслей и спасти армию от колебаний и возможных случаев измены долгу. Армия должна всеми силами бороться со внешним врагом, а решения относительно внутренних дел должны избавить её от искушения принять участие в перевороте, который безболезненно совершится при решении сверху. Если вы разделяете этот взгляд, то не благоволите ли телеграфировать спешно свою верноподданническую просьбу Его Величеству через Главкосева. Между высшими начальниками действующей армии нужно установить единство мыслей и целей и спасти армии от колебаний и возможных случаев измены долгу. 2 марта 1917 г.
Как отмечает Г. М. Катков, телеграмма Алексеева главнокомандующим была сформулирована таким образом, что у них не оставалось другого выбора, как высказаться за отречение. В Ставке вообще благосклонно восприняли аргументы Родзянко в пользу отречения как средства покончить с революционными беспорядками: так, генерал-квартирмейстер Ставки генерал Лукомский в разговоре с начальником штаба Северного фронта генералом Даниловым сказал, что молит Бога о том, чтобы Рузскому удалось убедить императора отречься.

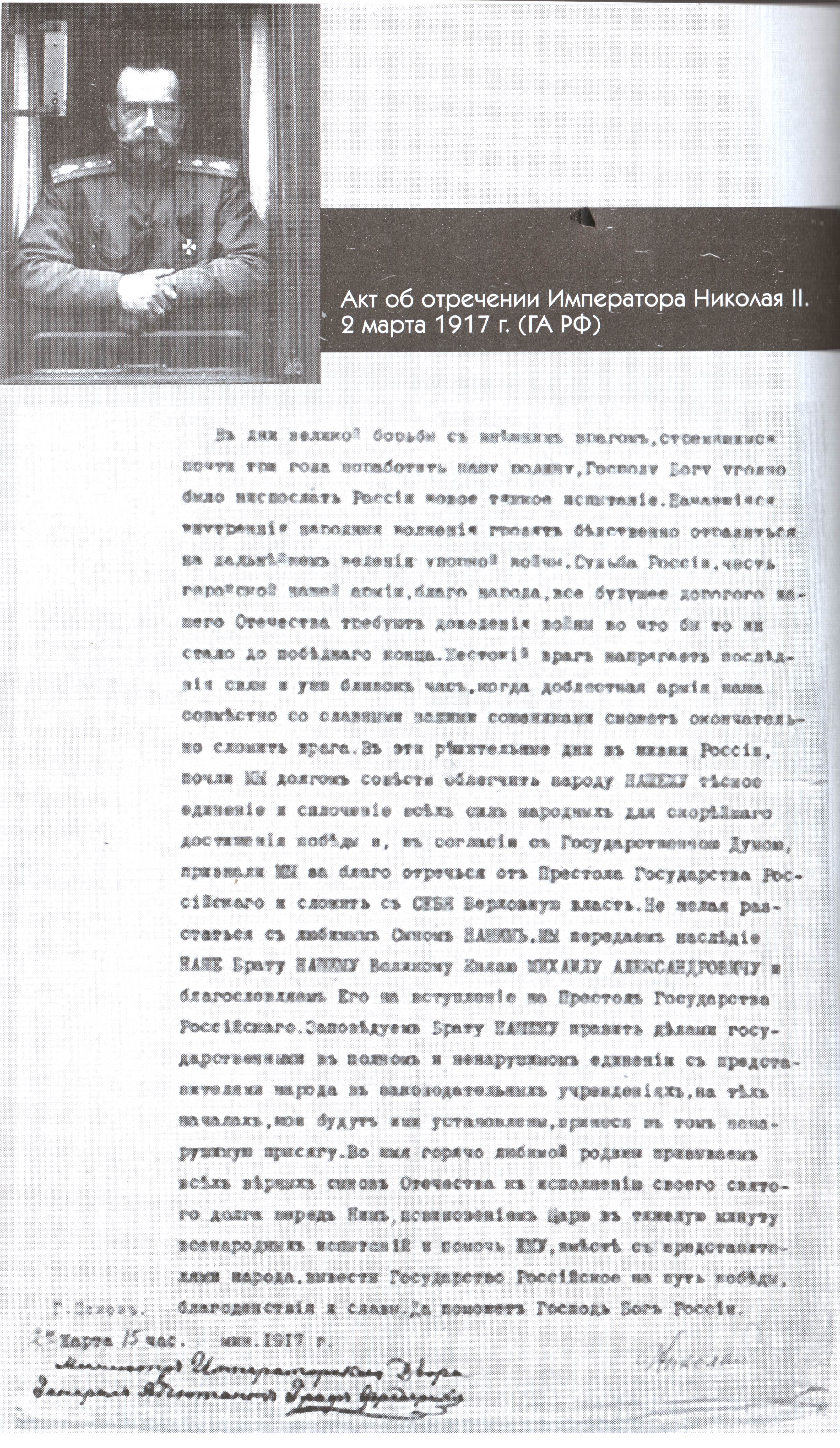
Акт об отречении Императора Николая II. 2 марта 1917 г.

Все командующие фронтами и великий князь Николай Николаевич в своих ответных телеграммах просили императора отречься от престола «ради единства страны в грозное время войны» (в тот же день вечером командующий Балтийским флотом А. И. Непенин по собственному почину присоединился к общему мнению опрошенных). Командующий Черноморским флотом адмирал А. В. Колчак ответа не прислал. Получив ответы главнокомандующих фронтами, Николай II примерно в три часа дня заявил об отречении в пользу сына, Алексея Николаевича, при регентстве великого князя Михаила Александровича.
В это время Рузскому сообщили, что в Псков выехали представители Временного комитета Государственной думы А. И. Гучков и В. В. Шульгин.
Прибыв на место, Гучков сказал Николаю II, что они приехали доложить о том, что произошло в Петрограде, и обсудить меры, необходимые, чтобы спасти положение, так как оно продолжает оставаться грозным: народное движение никто не планировал и не готовил, оно вспыхнуло стихийно и превратилось в анархию. Гучков заявил, что существует опасность распространения беспорядков на войска, находящиеся на фронте. Единственная мера, которая может спасти положение, — это отречение в пользу малолетнего наследника цесаревича при регентстве великого князя Михаила, который составит новое правительство. Только так можно спасти Россию, династию и монархическое начало. Выслушав Гучкова, царь произнёс фразу, которая, по словам Г. М. Каткова, произвела эффект разорвавшейся бомбы. Он сказал, что ещё днём принял решение отречься в пользу сына. Но теперь, сознавая, что он не может согласиться на разлуку с сыном, он отречётся и за себя, и за сына.
2 (15) марта 1917 года в 23:40 Николай передал Гучкову и Шульгину Акт об отречении, который, в частности, гласил: «<…> Заповедуем брату нашему править делами государства в полном и нерушимом единении с представителями народа в законодательных учреждениях, на тех началах, кои будут ими установлены, принеся в том ненарушимую присягу. <…>»
Кроме Акта об отречении Николай II подписал ряд других документов: указ Правительствующему сенату об увольнении в отставку прежнего состава Совета министров и о назначении князя Г. Е. Львова председателем Совета министров, приказ по Армии и Флоту о назначении великого князя Николая Николаевича Верховным главнокомандующим. Официально указывалось, что отречение имело место в 3 часа дня, то есть именно в тот момент, когда фактически принято было решение о нём, — чтобы не создалось впечатление, что отречение произошло под давлением делегатов Думы; время указов о назначении было проставлено как 14:00, чтобы они имели законную силу как сделанные законным императором до момента отречения и для соблюдения принципа преемственности власти:372.
Как отмечает Ричард Пайпс,

Все говорит о том, что Николай II отрекся из патриотических соображений, желая избавить Россию от позорного поражения и спасти её армию от разложения. Окончательным доводом, заставившим его пойти на этот шаг, было единодушное мнение командующих фронтами, в особенности телеграмма вел. кн. Николая Николаевича. Не менее знаменателен факт, что Николай обсуждал возможность отречения не с Думой и её Временным правительством, а с генералом Алексеевым, как бы подчеркивая, что отрекается перед армией и по её просьбе. Если бы царь в первую очередь заботился о сохранении трона, он мог бы скоропалительно заключить мир с немцами и бросить войска с фронта на усмирение бунта в Петрограде и Москве. Он предпочёл отказаться от короны ради спасения фронта.
Хотя всё это время царь не терял самообладания, отречение явилось для него большой жертвой, и вовсе не потому, что ему были дороги сама власть или её внешний блеск — первое он считал тяжким бременем, второе — скучной показухой, — но потому, что этим актом, по его мнению, он нарушал клятву, данную перед Богом и страной. 
Перед отъездом из Пскова обратно в Ставку Николай II передал дворцовому коменданту В. Н. Воейкову телеграмму, извещающую брата о решении передать ему российский престол. Телеграмма была отправлена с железнодорожной станции Сиротино (45 км западнее Витебска) 3 (16) марта 1917 года в 14 часов 56 минут: 

Петроград. Его Императорскому Величеству Михаилу Второму.
События последних дней вынудили меня решиться бесповоротно на этот крайний шаг. Прости меня, если огорчил тебя и что не успел предупредить. Остаюсь навсегда верным и преданным братом. Горячо молю Бога помочь тебе и твоей Родине. Ники.
 По заверению Натальи Брасовой, Михаил Александрович этой телеграммы так и не получил.

### 3 (16) — 9 (22) марта

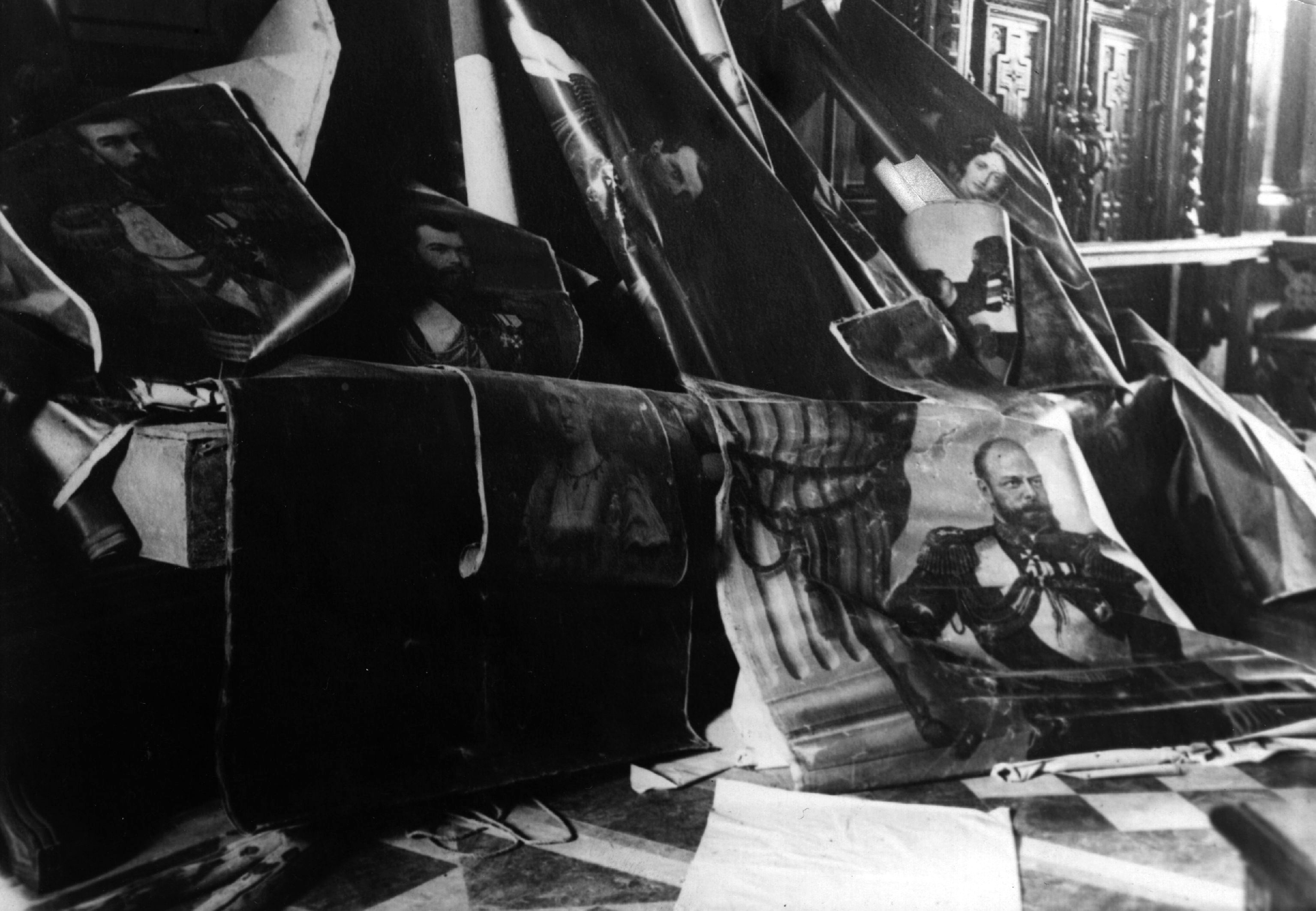
Сорванные со стен портреты представителей низложенной династии

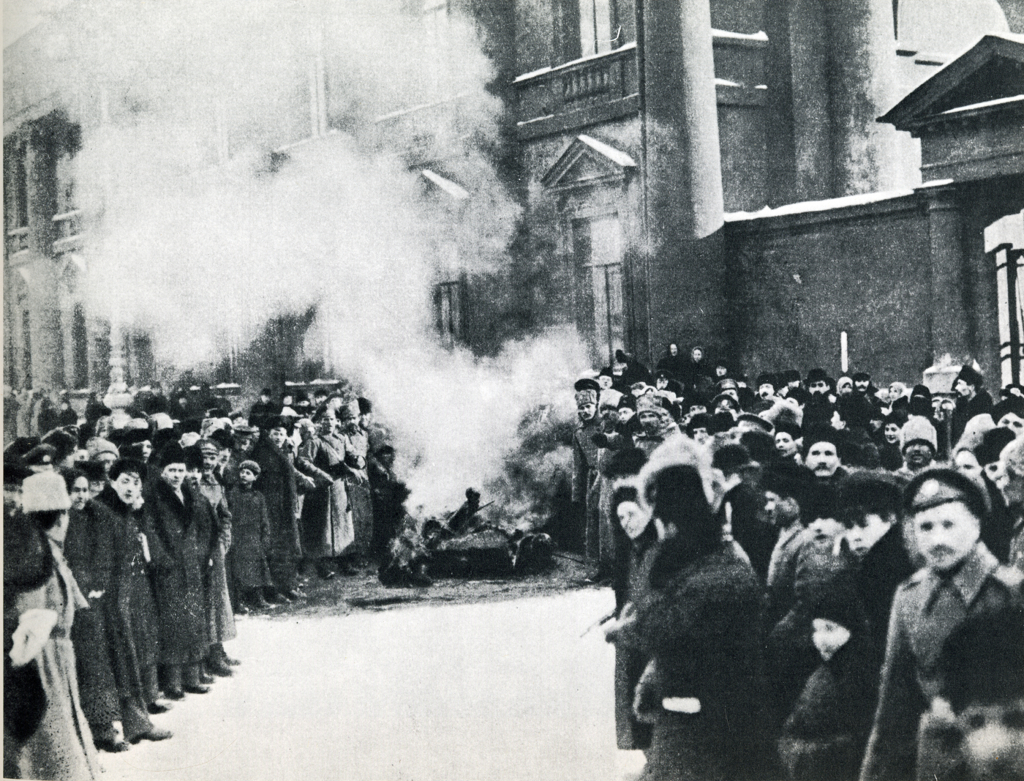
Сжигание царских символов

Отречение Николая II в пользу брата, однако, вызвало замешательство у лидеров революции. А. Ф. Керенский вспоминал, что ранним утром 3 (16) марта 1917 года, во время заседания членов Временного правительства и ВКГД, когда была зачитана телеграмма от Шульгина и Гучкова с информацией о том, что Николай II отрёкся в пользу Михаила Александровича, Родзянко заявил, что вступление на престол последнего невозможно, и ему никто не возразил. Последовали выступления, в которых утверждалось, что Михаил «никогда не проявлял интереса к государственным делам, что он состоит в морганатическом браке с женщиной, известной своими политическими интригами, что в критический момент истории, когда он мог бы спасти положение, он проявил полное отсутствие воли и самостоятельности и так далее». Керенский вспоминал, что у него возникло ощущение, что то всё были просто отговорки и что присутствовавшие на совещании поняли, что «на этой стадии революции неприемлем любой новый царь».

До принятия окончательного решения по этому поводу договорились, во-первых, не допустить опубликования акта отречения Николая II в пользу брата, а во-вторых, срочно организовать встречу с Михаилом Александровичем, чтобы узнать его мнение и по возможности убедить его отказаться от принятия престола, а уже после этого опубликовать оба акта одновременно. Родзянко уехал в Военное министерство, чтобы связаться с генералом Алексеевым и запретить ему распространять акт Николая в Действующей армии до дальнейших указаний. Генералу Алексееву Родзянко объяснил своё распоряжение так: «С регентством Великого Князя и воцарением Наследника Цесаревича, быть может, и помирились бы, но кандидатура Великого Князя как Императора ни для кого не приемлема, и вероятна гражданская война». До этого Родзянко связывался по прямому проводу с генералом Рузским, главнокомандующим войсками Северного фронта: «Чрезвычайно важно, чтобы Манифест об отречении и передаче власти Великому Князю Михаилу Александровичу не был опубликован до тех пор, пока я не сообщу вам об этом». Родзянко, в частности, заявил следующее: 
… Чрезвычайно важно, чтобы манифест об отречении и передаче власти великому князю Михаилу Александровичу не был опубликован до тех пор, пока я не сообщу вам об этом. Дело в том, что с великим трудом удалось удержать более или менее в приличных рамках революционное движение, но положение ещё не пришло в себя и весьма возможна гражданская война. С регентством великого князя и воцарением наследника цесаревича помирились бы может быть, но воцарение его как императора абсолютно неприемлемо. Прошу вас принять все зависящие от вас меры, чтобы достигнуть отсрочки… прошу вас, в случае прорыва сведений о манифесте в публику и в армию, по крайней мере, не торопиться с приведением войск к присяге.

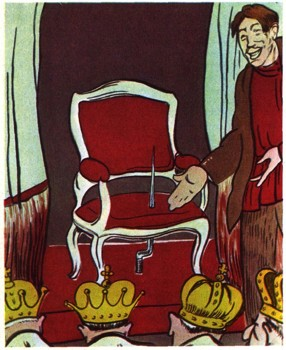
Не угодно ли присесть на престол? Карикатура 1917 г.

Родзянко пояснил, что его настоятельная просьба вызвана масштабами народного недовольства, которое привело к избиению офицеров, антимонархическим настроениям и анархии: 
Вспыхнул неожиданно для всех нас такой солдатский бунт, которому ещё подобных я не видел и которые, конечно, не солдаты, а просто взятые от сохи мужики и которые все свои мужицкие требования нашли полезным теперь заявить. Только слышно было в толпе — «земли и воли», «долой династию», «долой Романовых», «долой офицеров» и начались во многих частях избиения офицеров. К этому присоединились рабочие, и анархия дошла до своего апогея. После долгих переговоров с депутатами от рабочих удалось прийти только к ночи сегодня к некоторому соглашению, которое заключается в том, чтобы было созвано через некоторое время Учредительное собрание для того, чтобы народ мог высказать свой взгляд на форму правления, и только тогда Петроград вздохнул свободно, и ночь прошла сравнительно спокойно. Войска мало-помалу в течение ночи приводятся в порядок, но провозглашение императором великого князя Михаила Александровича подольет масла в огонь, и начнется беспощадное истребление всего, что можно истребить. Мы потеряем и упустим из рук всякую власть, и усмирить народное волнение будет некому.
По словам Родзянко, до созыва Учредительного собрания (не ранее чем через полгода) власть планируется сосредоточить в руках Временного комитета Государственной думы, уже сформированного ответственного министерства, при сохраняющемся функционировании обеих законодательных палат.
Распоряжения Родзянко обоими генералами были исполнены, извещение армии об отречении Николая II в пользу брата было приостановлено, хотя к этому моменту на некоторых участках фронта солдатам уже успели сообщить об отречении, и они стали присягать новому царю.
К 10 часам утра 3 (16) марта 1917 года члены ВКГД и Временного правительства собрались для обсуждения создавшегося положения на квартире князей Путятиных (ул. Миллионная, 12), где в течение пяти предыдущих дней скрывался великий князь Михаил Александрович. Многие из собравшихся членов Временного правительства состояли членами нерегулярной масонской ложи Великий восток народов России.
Большинство участников совещания советовали великому князю не принимать верховную власть. Только П. Н. Милюков и присоединившийся к участникам совещания около полудня А. И. Гучков убеждали Михаила Александровича принять всероссийский престол. Милюков даже предлагал вывезти Михаила Александровича в безопасное место, например, в Москву (в которой, по сведениям Милюкова, обстановка была спокойная, и гарнизон не поднимал бунта), где можно было бы собрать сторонников и вооружённую силу, на которую можно было бы опереться. Выслушав аргументы сторон, великий князь заявил, что хотел бы приватно переговорить с князем Львовым и Родзянко. Разрешение на это остальных участников встречи было получено, и Михаил Александрович ушёл с указанными лицами в отдельную комнату. Через непродолжительное время в комнату, где проходила встреча, вернулись Львов и Родзянко, а спустя несколько минут к собравшимся вышел великий князь и объявил о своём отказе взять верховную власть. Время было после полудня. Родзянко оставил воспоминания, что «Михаил Александрович поставил мне ребром вопрос, могу ли ему гарантировать жизнь, если он примет престол, и я должен был ему ответить отрицательно, ибо … твёрдой вооружённой силы не имел за собой…».
Выбор Михаила в качестве нового царя в любом случае был неудачен; как отмечает Ричард Пайпс, он обладал мягким, слабовольным характером, и в условиях такого острого политического кризиса, как Февральская революция, не испытывал особого желания принимать шатавшийся трон. Кроме того, по словам исследователя С. В. Куликова, Михаил Александрович, как, впрочем, и большинство великих князей, являлся сторонником ответственного министерства.

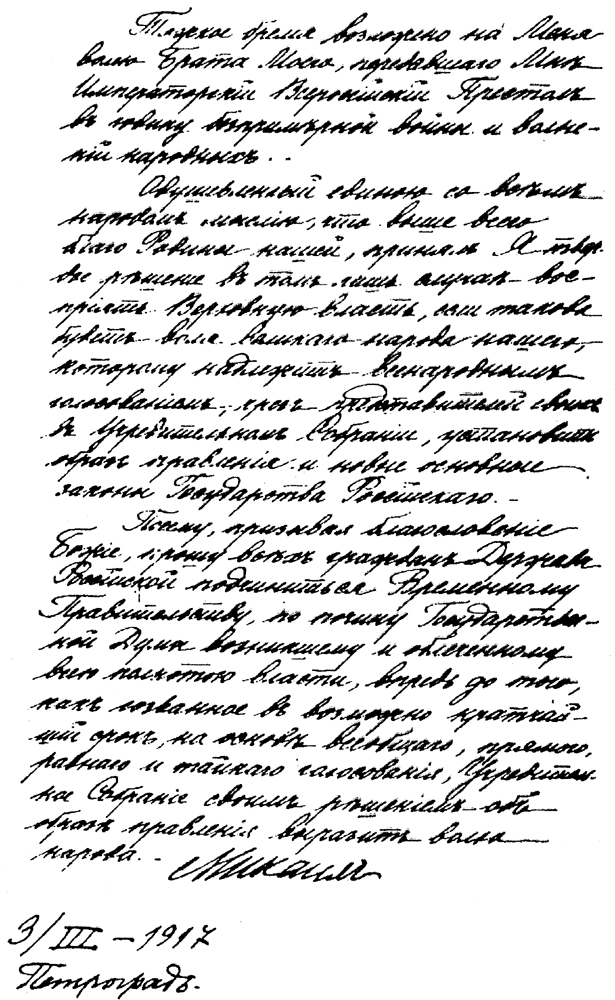
Акт непринятия престола великим князем Михаилом Александровичем 3 марта 1917 г.
Автограф. Чёрные чернила. 34,4 х 22,5. Государственный архив Российской Федерации. Ф. 601. Оп. 1. Д. 2100а. Л. 7

Примерно в 4 часа дня великий князь подписал акт о непринятии престола:

Тяжкое бремя возложено на меня волею брата моего, передавшего мне Императорский Всероссийский Престол в годину беспримерной войны и волнений народных.

Одушевленный единою со всем народом мыслию, что выше всего благо Родины нашей, принял я твёрдое решение в том случае восприять Верховную власть, если такова будет воля великого народа нашего, которому надлежит всенародным голосованием, чрез представителей своих в Учредительном собрании, установить образ правления и новые основные законы Государства Российского.

Посему, призывая благословение Божие, прошу всех граждан Державы Российской подчиниться Временному правительству, по почину Государственной Думы возникшему и облеченному всею полнотою власти, впредь до того, как созванное в возможно кратчайший срок на основе всеобщего, прямого, равного и тайного голосования Учредительное собрание своим решением об образе правления выразит волю народа.

3/III — 1917 г. Михаил.

Петроград.
Подписание акта о непринятии верховной власти Михаил Александрович воспринимал как своё взвешенное и мудрое решение — он сохранял права на российский престол, вопрос о форме правления оставался открытым до решения Учредительного собрания; это, по мнению великого князя, было именно то, что должно умиротворить страну. На следующее утро Михаил Александрович выехал из Петрограда и вернулся к своей семье в Гатчину, где повёл жизнь провинциального обывателя.
Узнав по прибытии в Ставку об отказе великого князя Михаила Александровича от престола, Николай II сделал запись в своём дневнике от 3 (16) марта 1917 года: «Оказывается, Миша отрёкся. Его манифест кончается четырёххвосткой для выборов через 6 месяцев Учредительного Собрания. Бог знает, кто надоумил его подписать такую гадость! В Петрограде беспорядки прекратились — лишь бы так продолжалось дальше».
Акт об отказе великого князя Михаила Александровича немедленно «восприять верховную власть» был опубликован в «Вестнике Временного правительства» 4 (17) марта 1917 года одновременно с актом об отречении Николая II. Тогда же председатель правительства князь Г. Е. Львов направил телеграмму всем военным и гражданским властям России с оповещением о переходе, в связи с указанными актами, верховной власти в стране к Временному правительству. Смена власти была узаконена. На следующий день, 5 (18) марта 1917 года, Львов распорядился о повсеместной временной замене губернаторов и вице-губернаторов председателями губернских земских управ, о возложении на председателей уездных земских управ обязанностей уездных комиссаров Временного правительства, о замене полиции народной милицией, организуемой местными органами самоуправления. Революция победила и на местах. 9 (22) марта 1917 года на заседании полного состава 1-го департамента Правительствующего сената Временное правительство принесло присягу — его власть окончательно получила правовое оформление и юридическую силу.
По оценке историка Г. М. Каткова, одновременная публикация двух актов об отречении «ясно свидетельствовала о конце династии, хотя возможность царствования Михаила с согласия Учредительного собрания формально ещё оставалась. И даже следующий по порядку престолонаследования претендент мог, чтобы утвердить свои права, обратиться к тем силам, которые всё ещё были верны монархии. Но такое обращение создавало неминуемый конфликт с Михаилом: никакая претензия на престол не могла быть законной до формального утверждения отречения Михаила решением Учредительного собрания».
За актами Николая II и Михаила Александровича последовали публичные заявления об отказе от своих прав на престол других членов династии Романовых, при этом они ссылались на прецедент, созданный Михаилом Александровичем, — вернуть свои права на престол только в случае их подтверждения на Всероссийском учредительном собрании. По мнению историка Цветкова, лучше всего эту позицию выразил великий князь Николай Михайлович, ставший инициатором сбора «заявлений» от Романовых: «Относительно прав наших и, в частности, моего на Престолонаследие я, горячо любя свою родину, всецело присоединяюсь к тем мыслям, которые выражены в акте отказа Великого Князя Михаила Александровича».
Облечённое «всею полнотою власти» от Михаила Александровича Временное правительство окончательно избавилось от конкуренции, которую оно испытывало от структур Государственной думы. Уже 2 (15) марта 1917 года в журнале заседаний Временного правительства № 1 было записано: 

Министр-председатель возбудил вопрос о необходимости точно определить объём власти, которой должно пользоваться Временное правительство до установления Учредительным собранием формы правления и основных законов Российского государства, равным образом, как и о взаимоотношениях Временного правительства к Временному комитету Государственной Думы. По этому вопросу высказались мнения, что вся полнота власти, принадлежавшая монарху, должна считаться переданной не Государственной Думе, а Временному правительству, что, таким образом, возникает вопрос о дальнейшем существовании Комитета Государственной Думы IV созыва…
Государственная дума Российской империи практически перестала существовать после событий Февральской революции. Депутаты собирались лишь на «частные совещания», а окончательно Дума была распущена 6 (19) октября 1917 года.
5 (18) марта 1917 года исполком Петросовета постановил арестовать всю царскую семью, конфисковать их имущество и лишить гражданских прав. Через два дня — 7 (20) марта 1917 года — в журнале заседаний Временного правительства № 10 была сделана запись: «Слушали: 1. О лишении свободы отрёкшегося императора Николая II и его супруги. Постановили: 1) Признать отрекшегося императора Николая II и его супругу лишёнными свободы и доставить отрёкшегося Императора в Царское Село». В заседании участвовали: министр-председатель кн. Г. Е. Львов, министры: военный и морской А. И. Гучков, иностранных дел — П. Н. Милюков, путей сообщения — Н. В. Некрасов, финансов — М. И. Терещенко, обер-прокурор Святейшего Синода В. Н. Львов и товарищ министра внутренних дел Д. М. Щепкин. Присутствовал также государственный контролёр И. В. Годнев.
В Могилёв была направлена специальная комиссия во главе с комиссаром Временного правительства А. А. Бубликовым, которая должна была доставить бывшего императора в Царское Село. Император уехал в Царское Село в одном поезде с думскими комиссарами и с отрядом из десяти солдат, которых отдал под их начальство генерал Алексеев.
Перед отъездом Николай II издал прощальный приказ войскам, в котором завещал «сражаться до победы» и «повиноваться Временному правительству». Генерал Алексеев передал этот приказ в Петроград, однако Временное правительство под давлением Петросовета отказалось публиковать его.
В последний раз обращаюсь к Вам, горячо любимые мною войска. После отречения моего за себя и за сына моего от престола Российского, власть передана Временному правительству, по почину Государственной Думы возникшему. Да поможет ему Бог вести Россию по пути славы и благоденствия. Да поможет Бог и Вам, доблестные войска, отстоять Россию от злого врага. В продолжение двух с половиной лет Вы несли ежечасно тяжёлую боевую службу, много пролито крови, много сделано усилий, и уже близок час, когда Россия, связанная со своими доблестными союзниками одним общим стремлением к победе, сломит последнее усилие противника. Эта небывалая война должна быть доведена до полной победы.
Кто думает о мире, кто желает его — тот изменник Отечества, его предатель. Знаю, что каждый честный воин так мыслит. Исполняйте же Ваш долг, защищайте доблестную нашу Великую Родину, повинуйтесь Временному правительству, слушайте Ваших начальников, помните, что всякое ослабление порядка службы только на руку врагу.
Твёрдо верю, что не угасла в Ваших сердцах беспредельная любовь к нашей Великой Родине. Да благословит Вас Господь Бог и да ведёт Вас к победе Святой Великомученик и Победоносец Георгий.
8 марта 1917 г.
Ставка. НИКОЛАЙ.
8 марта новый командующий войсками Петроградского военного округа генерал Л. Г. Корнилов лично арестовал императрицу, в том числе — для предотвращения возможного самосуда со стороны царскосельского гарнизона. Генерал Корнилов отдельно настоял на том, чтобы караул царской семьи подчинялся штабу Петроградского военного округа, а не местному Совету.
9 марта в 11:30 Николай II прибыл в Царское Село уже как «полковник Романов».
Арестом царской семьи Временным правительством, по словам В. Д. Набокова, «был завязан узел, который был 4/17 июля в Екатеринбурге разрублен товарищем Белобородовым».

## Вооружённое восстание на Балтийском флоте

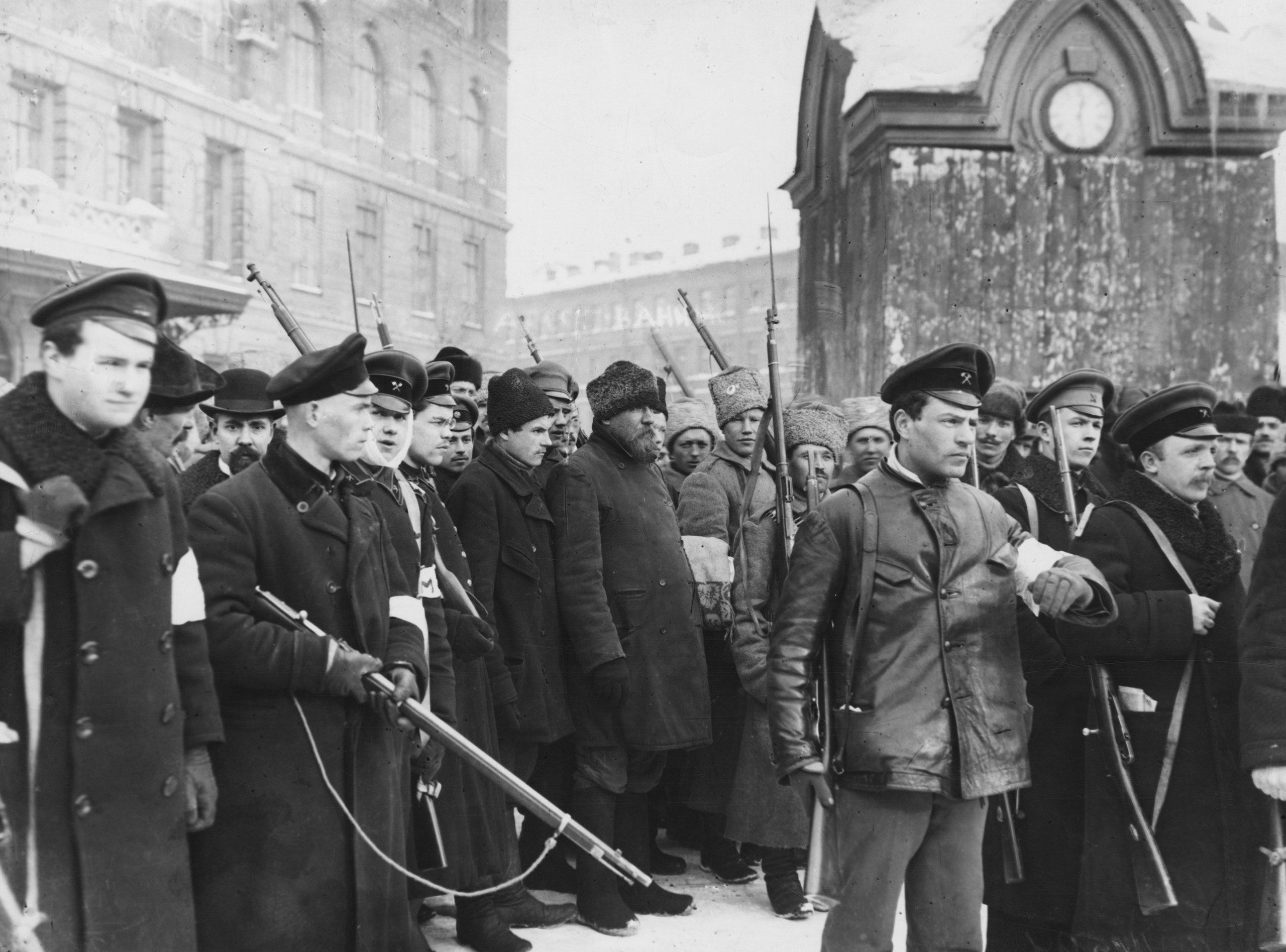
Февраль 1917 г. Арест и конвоирование переодетых городовых

Командование военно-морской базы в Кронштадте, располагавшейся недалеко от Петрограда, и имевшей с ним прямой провод, было прекрасно осведомлено о начале революции. Стремясь избежать распространения брожения на матросов, командование попыталось скрыть от них новости из столицы. 28 февраля главный командир порта адмирал Вирен и комендант крепости адмирал Курош созвали совещание офицеров флота и гарнизона. На совещании рассматривался главный вопрос: можно ли рассчитывать на кронштадтских солдат и матросов, в случае, если придётся бросить их на борьбу с восстанием в Петрограде. Большинство офицеров ответило, что матросы немедленно присоединятся к революционерам.
В ночь с 28 февраля на 1 марта новости из столицы всё же просочились в Кронштадт. Ряд частей, начиная с 1-го Балтийского флотского экипажа, самовольно вышли на улицы, направляясь к дому адмирала Вирена. 2-й крепостной артиллерийский полк восстал вместе со всеми офицерами, включая командира полка. Собравшаяся толпа расправилась с адмиралом Виреном. Неизвестный матрос сорвал с него погоны, и по пути на Якорную площадь главный командир Кронштадтского порта адмирал Вирен был расстрелян. Вскоре также был убит его заместитель, начальник штаба Кронштадтского порта адмирал Бутаков.

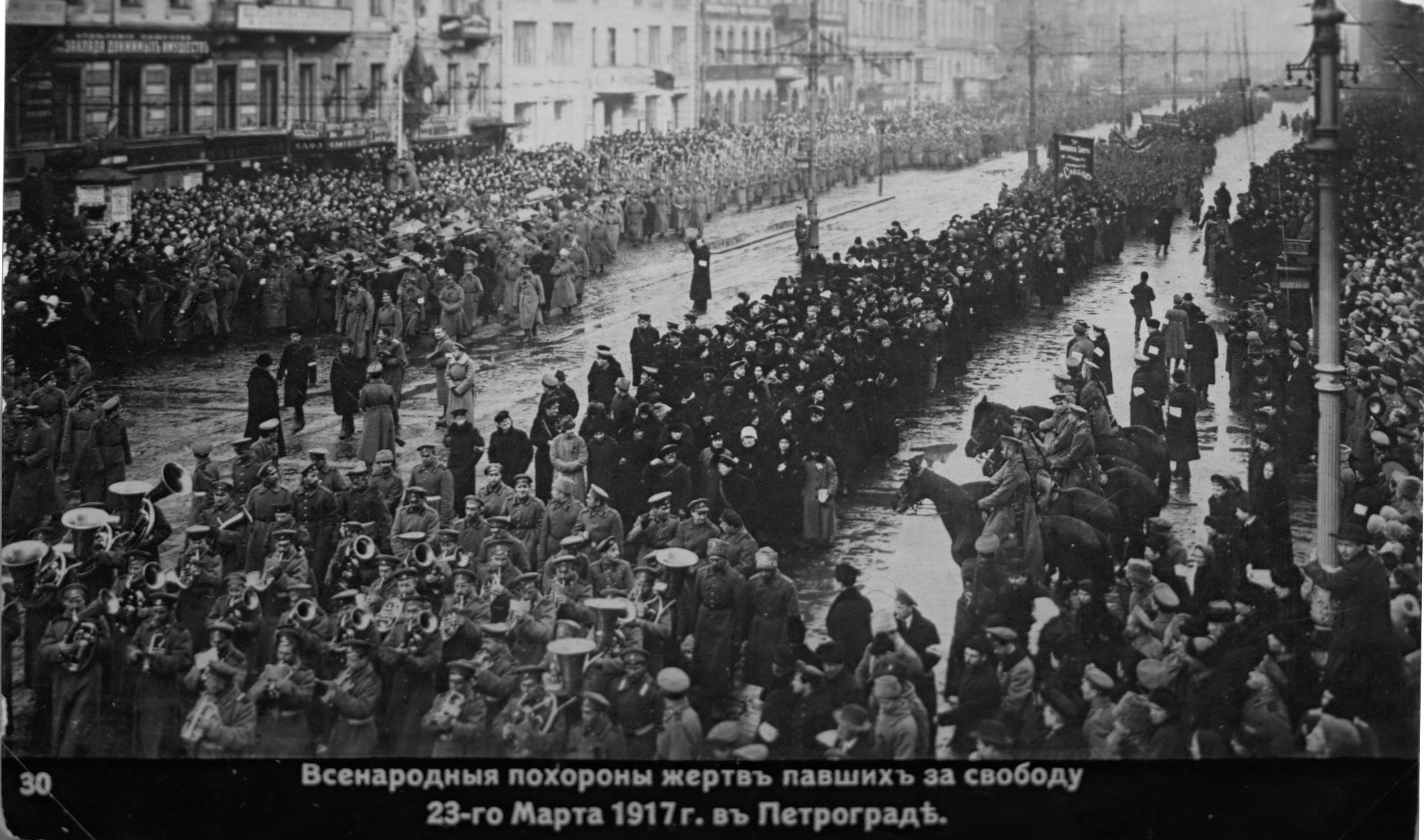
Похороны жертв революции, 5 апреля 1917 (23 марта по старому стилю), Петроград

В Ревеле под руководством революционных матросов были разгромлены все городские тюрьмы, — на улице Вене, на Вышгороде, на Батарейной, и другие, — а также семь полицейских участков города. Из тюрем были выпущены заключённые, — матросы прежде всего искали освобождения своих сослуживцев, арестованных за революционную пропаганду, среди которых был один из участников восстания на крейсере «Память Азова», который умер на руках у своих освободителей. Тюрьма «Толстая Маргарита» была сожжена, на улицах пылали костры, сжигались полицейские дела, архивная и агентурная документация. Матросы задерживали и обезоруживали полицейских.
3 (16) марта — начались убийства офицеров в Гельсингфорсе.
3 марта был убит командир 2-й бригады линкоров адмирал Небольсин, 4 марта — командующий Балтийским флотом адмирал Непенин. Были убиты также комендант Свеаборгской крепости генерал-лейтенант по флоту Протопопов, командиры 1 и 2-го Кронштадтских флотских экипажей Стронский и Гирс, командир линейного корабля «Император Александр II» капитан 1-го ранга Повалишин, командир крейсера «Аврора» капитан 1-го ранга М. И. Никольский и многие другие морские и сухопутные офицеры.
К 15 марта Балтийский флот потерял 120 офицеров, из которых 76 было убито (в Гельсингфорсе — 45, в Кронштадте — 24, в Ревеле — 5 и в Петрограде — 2). В Кронштадте, кроме того, было убито не менее 12 офицеров сухопутного гарнизона. Четверо офицеров покончили жизнь самоубийством, и 11 пропали без вести. Всего, таким образом, погибло более 100 человек.
Убийство в Гельсингфорсе командующего Балтийским флотом адмирала Непенина впоследствии приписал себе матрос Грудачёв П. А.:

Я вглядывался в адмирала, когда он медленно спускался по трапу… Вспомнились рассказы матросов о его жестокости, бесчеловечном отношении. И скованность моя, смущение отступили: передо мной был враг. Враг всех матросов, а значит, и мой личный враг. Спустя несколько минут приговор революции был приведен в исполнение. Ни у кого из четверых не дрогнула рука, ничей револьвер не дал осечки…

В ходе событий революционные матросы арестовали в Кронштадте до 500 офицеров, которых в течение нескольких месяцев отказывались освобождать, несмотря на давление Временного правительства. Подобные аресты имели место и в Гельсингфорсе, но там большинство офицеров вскоре были освобождены.

## Реакция Церкви на начало революции

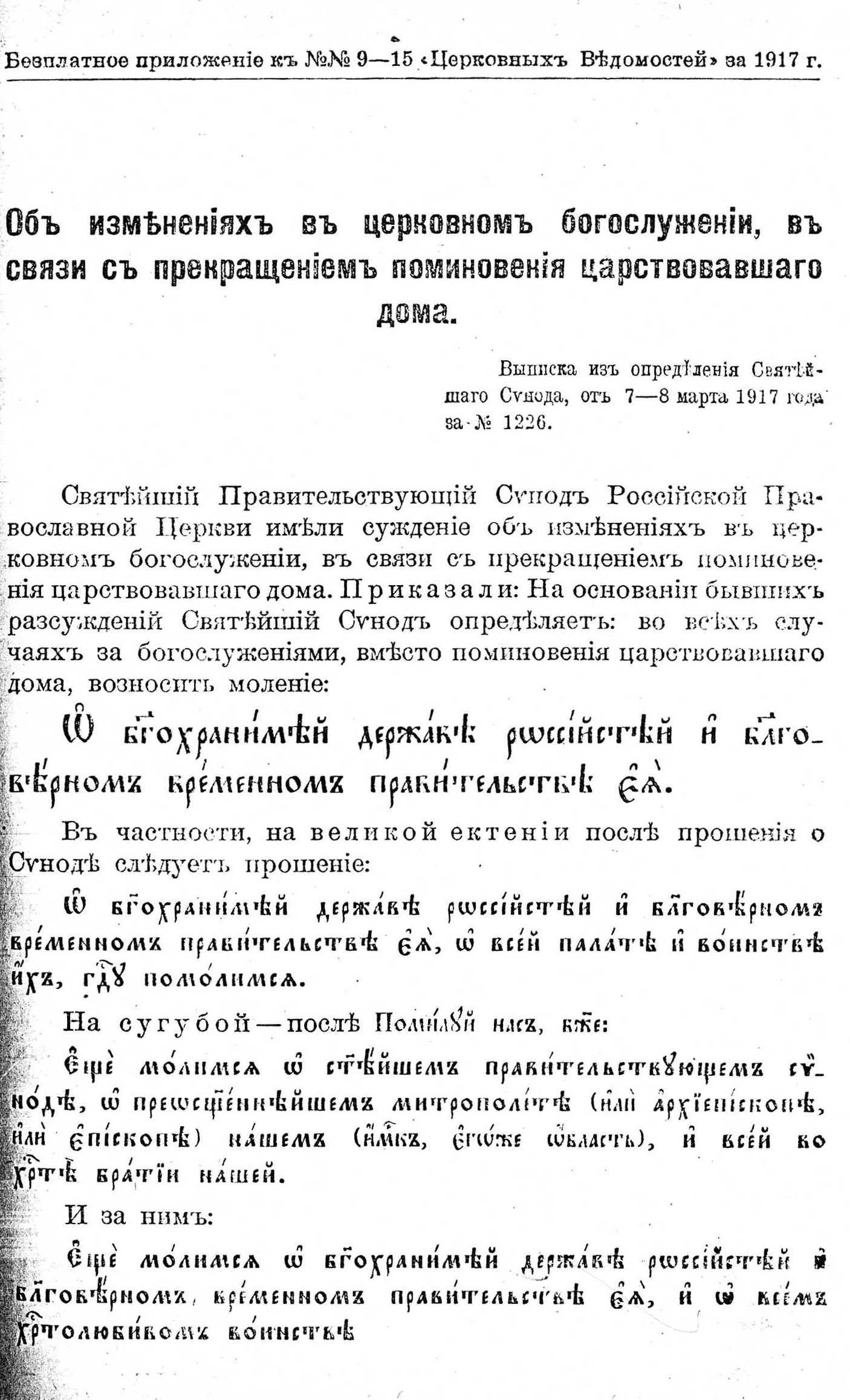
Первая страница «Бесплатного приложения к № 9—15 журнала „Церковные ведомости“» за 1917 год с определением Святейшего синода
№ 1226 от 7—8 марта 1917 года: упоминание царствующего дома в прошедшем времени — «царствовавшим» (в условиях отсутствия отречения от престола великого князя Михаила Александровича)

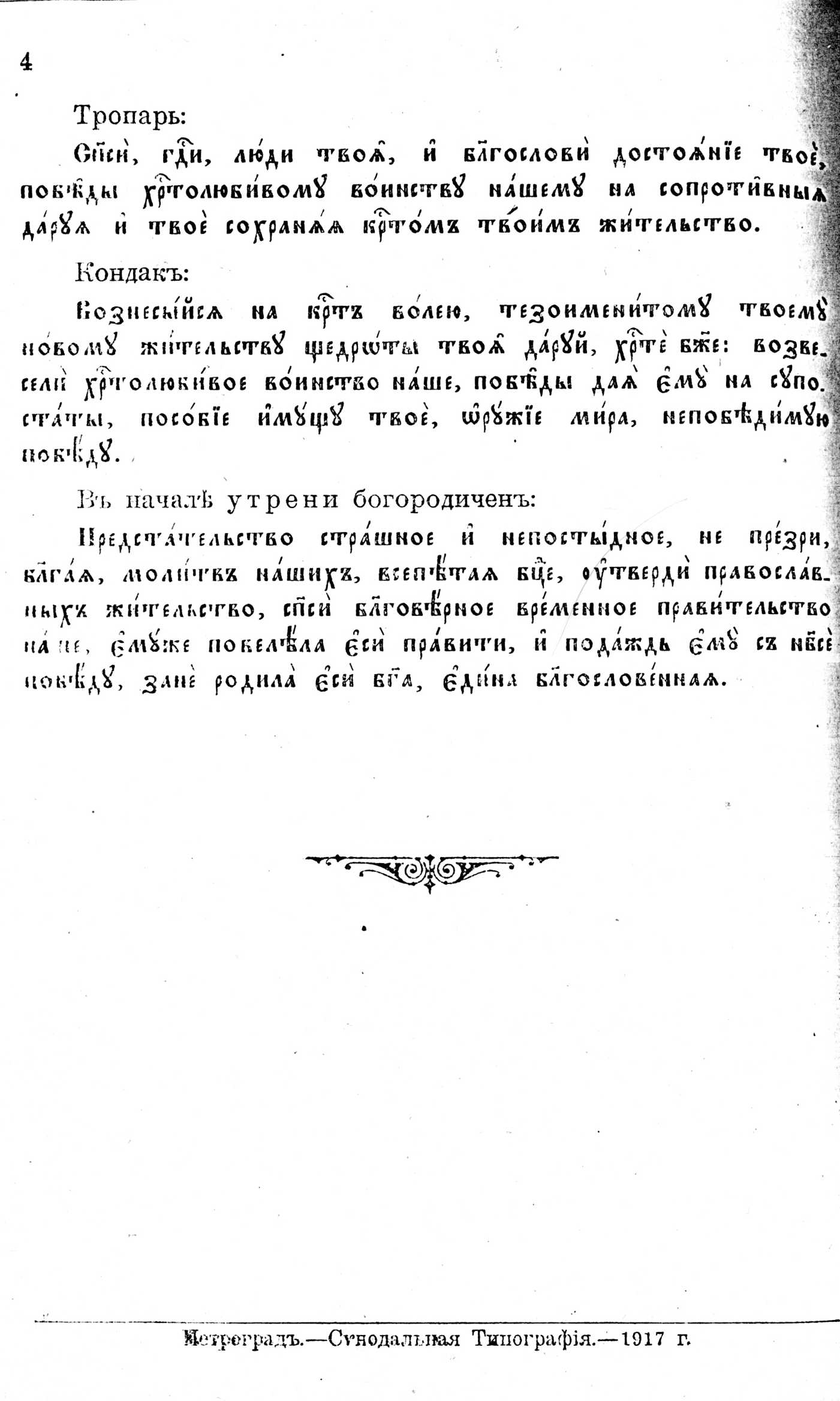
Четвёртая страница «Бесплатного приложения к № 9—15 журнала „Церковные ведомости“» за 1917 год с определением Святейшего синода
№ 1226 от 7—8 марта 1917 года: констатация, что Временное правительство «правит» по «повелению» Богородицы

К февралю 1917 года положение внутри Русской православной церкви стало противоречивым. С одной стороны, Церковь исторически являлась главной идеологической опорой самодержавной монархии. Непосредственно перед революцией, 21 февраля (6 марта) 1917 года, частное собрание духовенства в Киеве даже обратилось к императрице с предложением разогнать Госдуму. Однако вместе с тем, среди высших иерархов Церкви назрело сильное недовольство деятельностью Распутина, который напрямую вмешивался в церковные назначения, в том числе в Синоде. Сложным оставался и вопрос о созыве Поместного собора, который современники воспринимали, как «церковный аналог Учредительного собрания».
Из протоколов Святейшего синода следует, что он проводил всю первую революционную неделю (кроме 26 февраля) регулярные заседания, но в их официальной повестке не значилось никаких вопросов, связанных с происходившими революционными выступлениями.
По одной из версий, 26 февраля заседание Синода состоялось, но его члены отказались призвать православных мирян не участвовать в беспорядках и демонстрациях. Михаил Бабкин связывает это с тем, что председатель Синода митрополит Владимир якобы был обижен «на императора Николая II за перевод с Петроградской на Киевскую кафедру», указывая, что накануне (22 февраля) Синод проигнорировал просьбу выступить в защиту монархии, поступавшую от Екатеринославского отдела Союза русского народа; а в этот день (26 февраля) — от товарища синодального обер-прокурора князя Николая Жевахова. На следующий день, 27 февраля (с началом вооружённого восстания) на аналогичное обращение обер-прокурора Николая Раева Синод ответил замечанием, что «неизвестно, откуда идёт измена — сверху или снизу». В воспоминаниях Жевахов писал:

Пред началом заседания, указав Синоду на происходящее, я предложил его первенствующему члену, митрополиту Киевскому Владимиру, выпустить воззвание к населению, с тем, чтобы таковое было не только прочитано в церквах, но и расклеено на улицах. … Намечая содержание воззвания и подчеркивая, что оно должно избегать общих мест, а касаться конкретных событий момента и являться грозным предупреждением Церкви, влекущим, в случае ослушания, церковную кару, я добавил, что Церковь не должна стоять в стороне от разыгрывающихся событий, и что её вразумляющий голос всегда уместен, а в данном случае даже необходим.
«Это всегда так, — ответил митрополит. — Когда мы не нужны, тогда нас не замечают, а в момент опасности к нам первым обращаются за помощью». Я знал, что митрополит Владимир был обижен переводом из Петербурга в Киев, однако такое сведение личных счетов в этот момент опасности, угрожавшей, может быть, всей России, показалось мне чудовищным. Я продолжал настаивать на своём предложении, но мои попытки успеха не имели, и предложение было отвергнуто. … Характерно, что моя мысль нашла своё буквальное выражение у Католической Церкви, выпустившей краткое, но определённое обращение к своим чадам, заканчивающееся угрозой отлучить от св. причастия каждого, кто примкнет к революционному движению. Достойно быть отмеченным и то, что ни один католик, как было удостоверено впоследствии, не принимал участия в процессиях с красными флагами.

Как ни ужасен был ответ митрополита Владимира, однако допустить, что он мог его дать в полном сознании происходившего, конечно, нельзя. Митрополит, подобно многим другим, не отдавал себе отчёта в том, что в действительности происходило…
Со своей стороны, историк А. В. Соколов указывает, что 26 февраля было воскресенье, и в неприсутственный день Синод собраться не мог. По его мнению, описанное Жеваховым заседание скорее всего состоялось 27 февраля.
2 (15) марта 1917 года частное собрание Синода и столичного белого духовенства приняло решение установить связь с Исполнительным комитетом Госдумы. Петроградский митрополит Питирим поспешил подать заявление об увольнении на покой, и 2 марта временное управление столичной епархией, «впредь до особых распоряжений», было возложено на епископа Гдовского Вениамина (Казанского). 4 марта на первом после революции заседании Синода появился уже новый обер-прокурор князь В. Н. Львов:

От лица Временного правительства В. Н. Львов объявил о предоставлении РПЦ свободы от опеки государства, губительно влиявшей на церковно-общественную жизнь. Члены Синода (за исключением отсутствовавшего митрополита Питирима) также выразили искреннюю радость по поводу наступления новой эры в жизни церкви.

В целом Церковь увидела в революции возможность избавиться от опеки государства, заменив синодальное устройство на патриаршее. На том же заседании 4 марта из зала демонстративно было вынесено «в архив» царское кресло, как «символ цезарепапизма в Церкви Русской».
5 марта Синод распорядился во всех церквях Петроградской епархии многие лета царствующему дому «отныне не провозглашать».
6 марта Синод «принял к сведению» указы об отречении Николая II и великого князя Михаила Александровича, постановил отслужить во всех церквях империи молебны с провозглашением многие лета «Богохранимой державе Российской и благоверному Временному правительству ея» (в качестве другой формулировки рассматривалось поминовение «Богохранимой Державы Российской и христолюбивого воинства», без упоминания государственной власти). Вместе с тем синодальные определения от 6 и 9 марта подчёркивали, что Михаил Александрович отказался от власти лишь только «впредь до установления в Учредительном собрании образа правления».
7 марта Синод начал именовать дом Романовых «царствовавшим» (в прошедшем времени), упразднив также «царские дни» (празднования дней рождения и тезоименитств царя, царицы, наследника, дней восшествия на престол и коронования). Соответствующее постановление Временного правительства появилось только 16 марта.
9 (22) марта 1917 года Синод окончательно признал Февральскую революцию и Временное правительство. Как пишет Михаил Бабкин, 9 марта Синод обратился с посланием «К верным чадам Православной Российской Церкви по поводу переживаемых ныне событий». В нём был призыв довериться Временному правительству. При этом послание начиналось так: «Свершилась воля Божия. Россия вступила на путь новой государственной жизни. Да благословит Господь нашу великую Родину счастьем и славой на ея новом пути». Тем самым фактически Синод признал государственный переворот правомочным и официально провозгласил начало новой государственной жизни России, а революционные события объявил как свершившуюся «волю Божию». Под посланием поставили подписи епископы «царского» состава Синода, даже имевшие репутацию монархистов и черносотенцев: например, митрополит Киевский Владимир (Богоявленский) и митрополит Московский Макарий. Их согласие с происшедшим переворотом можно расценить как отказ от своих прежних монархических убеждений и обязанностей защищать монархию в России.
Это послание было охарактеризовано профессором Петроградской духовной академии Б. В. Титлиновым как «послание, благословившее новую свободную Россию», а генералом А. И. Деникиным, — как «санкционировавшее совершившийся переворот». На страницах социалистической газеты послание было расценено как «торжественное признание Синодом нового правительства».

## События в Москве. Распространение революции на всю страну

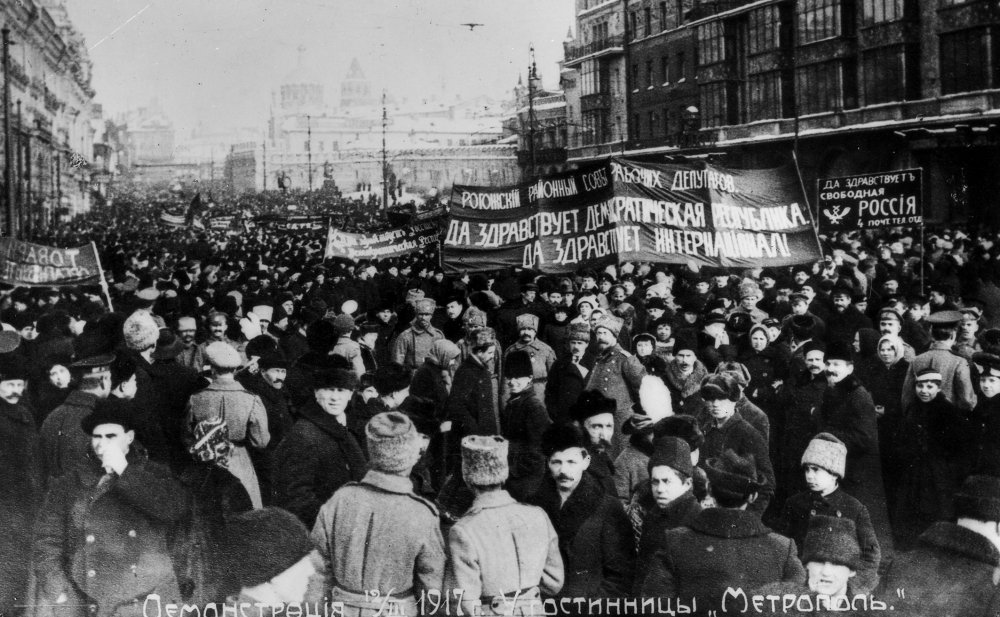
Революционный митинг у гостиницы «Метрополь» Москва.

Большая часть России впервые узнала о начале революции 28 февраля (13 марта), после захвата министерства путей сообщения революционным комиссаром Бубликовым. Железнодорожники имели собственную, изолированную от МВД, телеграфную сеть, по которой Бубликов разослал по всей стране воззвание, сообщавшее о происходивших событиях.
В Москву же информация о событиях в Петрограде просочилась раньше. Уже 27 февраля (12 марта) в городе началось революционное брожение. В тот же день Москва была объявлена на осадном положении, митинги запрещены. Начальник штаба Верховного главнокомандующего генерал Алексеев М. В., безуспешно пытаясь предотвратить беспорядки, направил командующему войсками Московского военного округа генералу Мрозовскому И. И. требование обратить особое внимание на своевременный подвоз продовольствия, так как «первые беспорядки в Петрограде возникли из-за недостатка хлеба для наиболее бедной части населения». Генерал Мрозовский запретил публиковать сообщения из Петрограда и приостановил выпуск газет. Однако все эти меры уже оказались запоздалыми.
В тот же день на квартире московского купца Рябушинского началось совещание представителей либеральных общественных организаций с целью образования «комитета общественных организаций Москвы» (КООМ) и недопущения в городе анархии; комитет начал свою деятельность 1 марта. КООМ претендовал на «объединение всей власти над городом Москва». Он выпустил воззвание к населению с требованием безусловного исполнения его распоряжений всеми учреждениями и лицами.
К 1200 28 февраля (13 марта) забастовали практически все московские заводы. Несмотря на запрет, у городской думы (преимущественно кадетской по составу) начался митинг. Около полуночи произошло столкновение 1-й запасной артиллерийской бригады с жандармами. В этот же день из города бежал начальник Московского охранного отделения полковник Мартынов А. П.
На момент начала революции московский гарнизон насчитывал около 100 тыс. человек, из них всего три сотни казаков. Также в городе находилось до 10 тыс. юнкеров, обучавшихся в двух военных училищах и шести школах прапорщиков. В целом казаки и юнкера повели себя нейтрально. Юнкера Алексеевского училища в течение всех событий не выходили из казарм; Александровское училище даже перешло на сторону революции и участвовало в захвате штаба Московского военного округа.

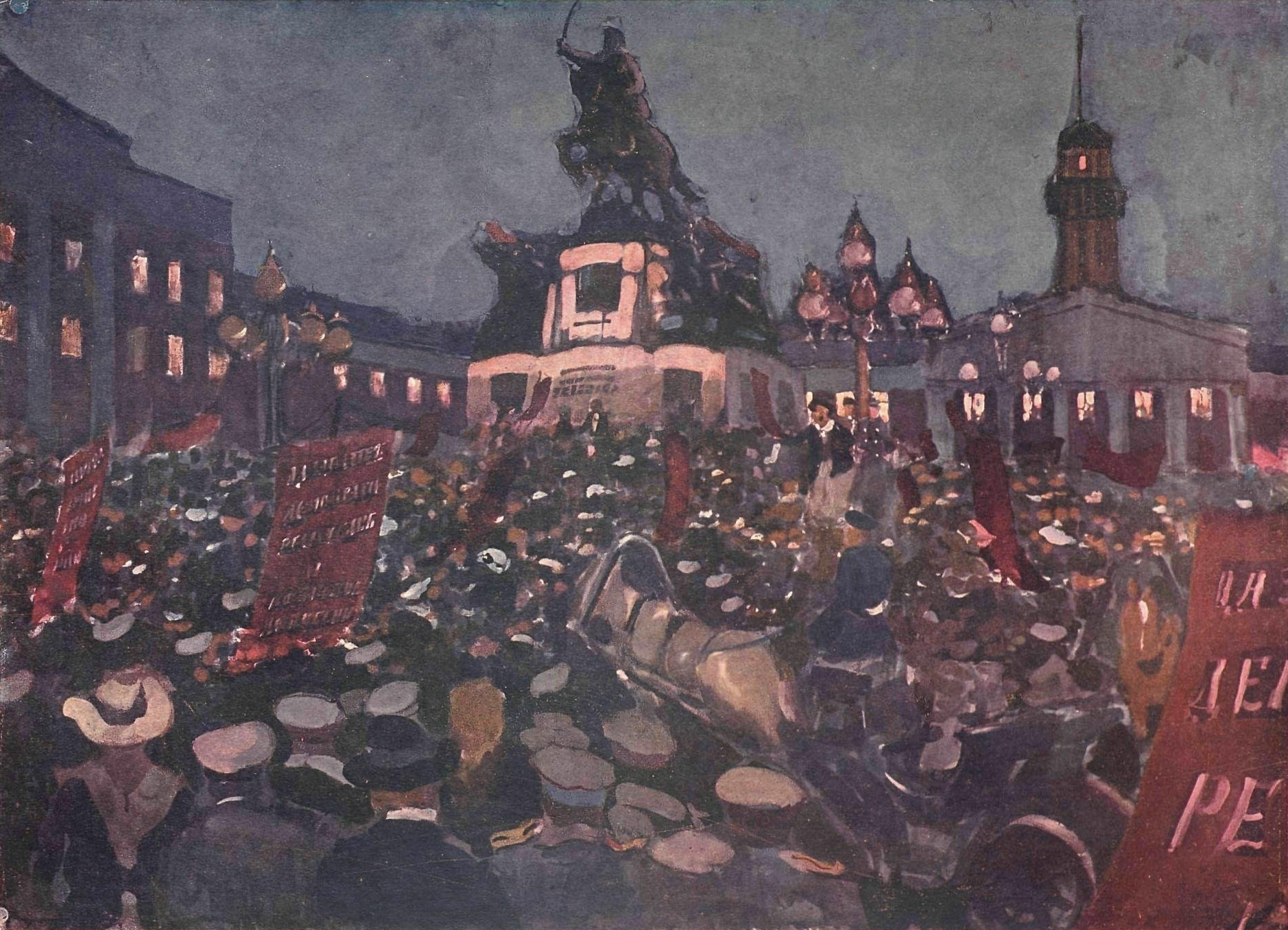
Скобелевская площадь в дни Февральской революции

Утром 1 (14) марта начались столкновения рабочих с полицией в районе Яузского и Каменного мостов, погиб рабочий Илларион Астахов. Застреливший его помощник пристава был сброшен рабочими в реку, толпа смяла полицейский кордон. Продолжились нападения на одиночных городовых. Начался массовый переход войск на сторону революции — первыми это сделали солдаты 192-го запасного полка. Солдаты 251-го запасного полка обстреляли мотоциклистов Военной автомобильной школы. Революционные солдаты собрались на Воскресенской площади около городской думы, 1-я запасная артиллерийская бригада привезла с собой 16 орудий. В тот же день генерал Мрозовский сообщил в Ставку генералу Алексееву о том, что «в Москве полная революция. Воинские части переходят на сторону революционеров».
Возбуждённая толпа явилась в Бутырскую тюрьму освобождать 350 политзаключённых, попутно выпустив и до 700 уголовников. К 2 (15) марта революционеры уже захватили почту, телеграф и телефон, контролировали все московские вокзалы, арсеналы и Кремль. Рабочими и солдатами было разгромлено и, по некоторым источникам, подожжено, Московское охранное отделение, занято большинство полицейских участков. Как и в Петрограде, во время погрома охранного отделения сильнее всего пострадали агентурные данные, по которым можно было бы определить полицейских провокаторов. Совершались массовые аресты городовых и жандармов, которых отправляли в Бутырскую тюрьму. Начато формирование милиции.
Новый глава правительства князь Львов назначил комиссаром Временного правительства по Москве бывшего городского голову Челнокова. Арестованы генерал Мрозовский и градоначальник Шебеко, Шебеко при этом пытался бежать из города вместе со своим помощником.
Как и в Петрограде, в Москве параллельно началось образование Совета. В ночь с 27 на 28 февраля Рабочая группа Московского военно-промышленного комитета сформировала «Временный революционный комитет», начавший заседать с 1200 1 (14) марта уже под названием Московского совета рабочих депутатов. 4 (17) марта был образован параллельный Московский совет солдатских депутатов; объединение двух Советов произошло только 14 ноября.

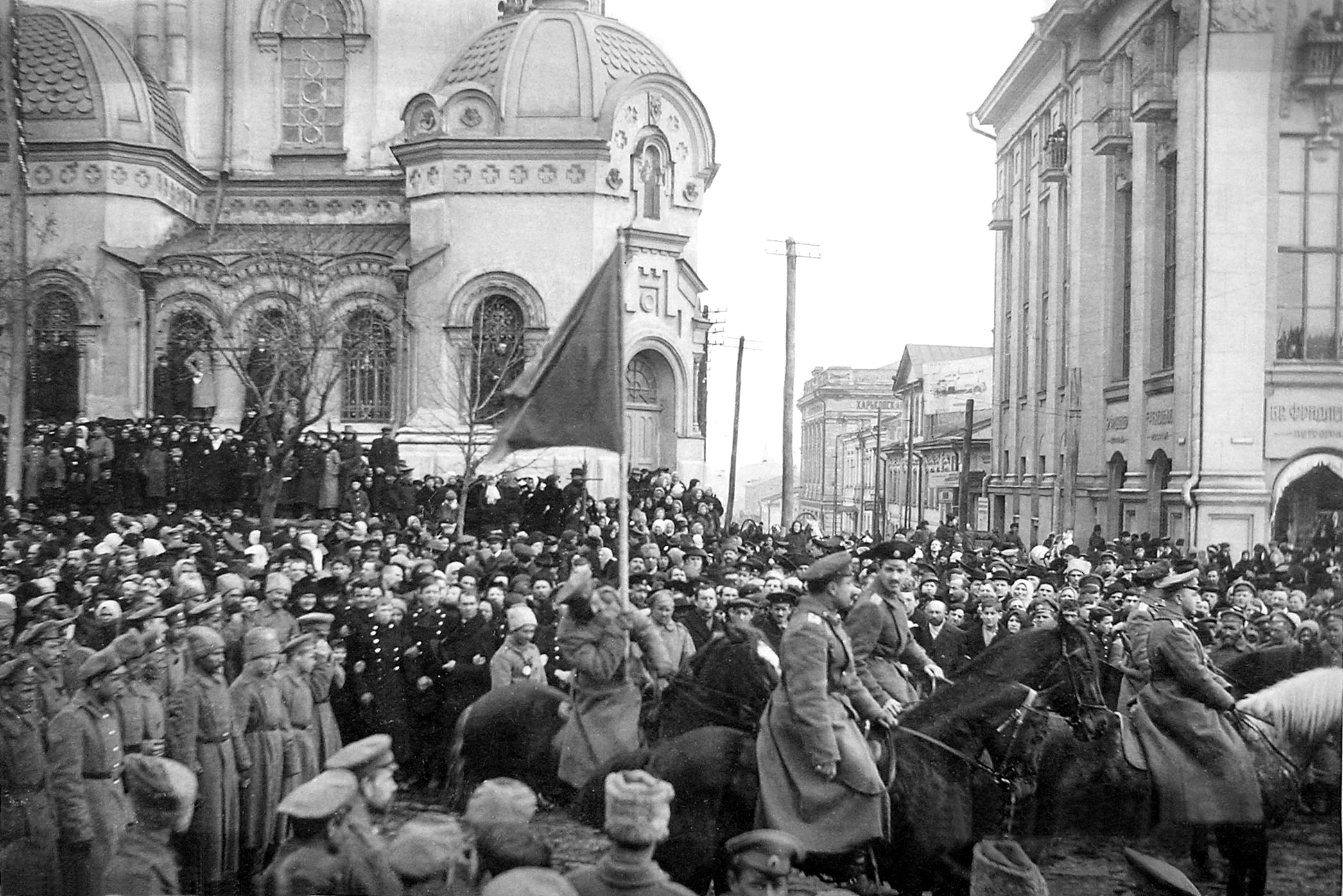
Демонстрация в Харькове на Николаевской площади во время Февральской революции 1917 года

Вслед за Петроградом и Москвой революция постепенно начала распространяться по всей России. 1 (14) марта революционные органы власти были сформированы в Нижнем Новгороде. 2 (15) марта началось восстание солдат 3-го пулемётного полка в Саратове, был сформирован Совет рабочих депутатов в Иваново-Вознесенске, в Вологде был создан губернский временный комитет во главе с кадетом Кудрявым В. А. (Совет рабочих депутатов был образован только 15 (28) марта).
3 (16) марта началась революция в Самаре, толпа взяла штурмом губернскую тюрьму, был сформирован Самарский комитет народной власти во главе с кадетом Подбельским П. П., в Екатеринбурге городская дума учредила Комитет общественной безопасности (Совет солдатских депутатов — только 8 (21) марта, Совет рабочих депутатов — 19 марта).
3 (16) марта известие об отречении Николая II дошло и до Киева, где немедленно началось формирование новых органов власти. Однако, в отличие от российских городов, в Киеве возникло не двоевластие, а «троевластие», так как на политической арене появилась, помимо либерального Исполкома и радикального Совета, также националистическая Центральная рада.
В Минске революция началась 2 (15) марта, 4 (17) марта был сформирован радикальный Совет и либеральный «Временный комитет порядка и безопасности».

## «Бескровная революция»
Хотя Февральская революция именовалась «бескровной», в действительности это было совершенно не так — только в Петрограде и только со стороны восставших в дни свержения старой власти погибло около 300 человек, около 1200 человек были ранены. По данным Земгора (регистрация), число убитых и раненых в дни Февральской революции на улицах столицы — 1443 (в том числе воинских чинов — 869, в том числе офицеров — 60, это сухопутные). На Балтийском флоте было убито около ста офицеров. Кровь пролилась во многих местах России. Начало Гражданской войны в России ряд историков отсчитывают от февраля 1917 года.

## Формирование Временного правительства и механизм «февральской легитимности»
1 (14) марта Временный комитет Государственной думы сформировал Временное правительство России во главе с князем Г. Е. Львовым, который продержался на посту главы государства (министра-председателя Временного правительства) до июля 1917 года, когда в результате июльского кризиса его сменил А. Ф. Керенский. Временным правительство стало называться потому, что в дальнейшем планировало передать всю полноту власти Учредительному собранию, выборы в которое были назначены на 17 сентября, но затем были перенесены на 12 (25) ноября 1917 года. Уже 12 (25) марта было образовано Особое совещание для подготовки проекта Положения о выборах в Учредительное собрание. Вместе с тем продолжал пользоваться огромным влиянием Петроградский Совет рабочих и солдатских депутатов, что позволило охарактеризовать послереволюционную ситуацию как двоевластие: с одной стороны, было Временное правительство, идущее по пути парламентаризма и преследующее цель создания России капиталистической, современной, либеральной, верной обязательствам перед своими англо-французскими союзниками; с другой был Петроградский Совет, создатели которого рассчитывали на формирование прямой революционной «власти трудовых масс». Сама «власть Советов», однако, была чрезвычайно подвижной и изменчивой, зависевшей от перемены настроений в её местных, децентрализованных структурах и от столь же переменчивого и непостоянного общественного мнения.

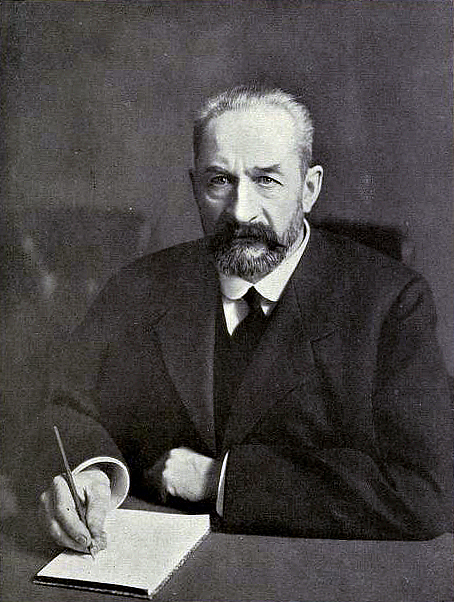
Глава первого состава Временного правительства, князь Львов Г. Е.

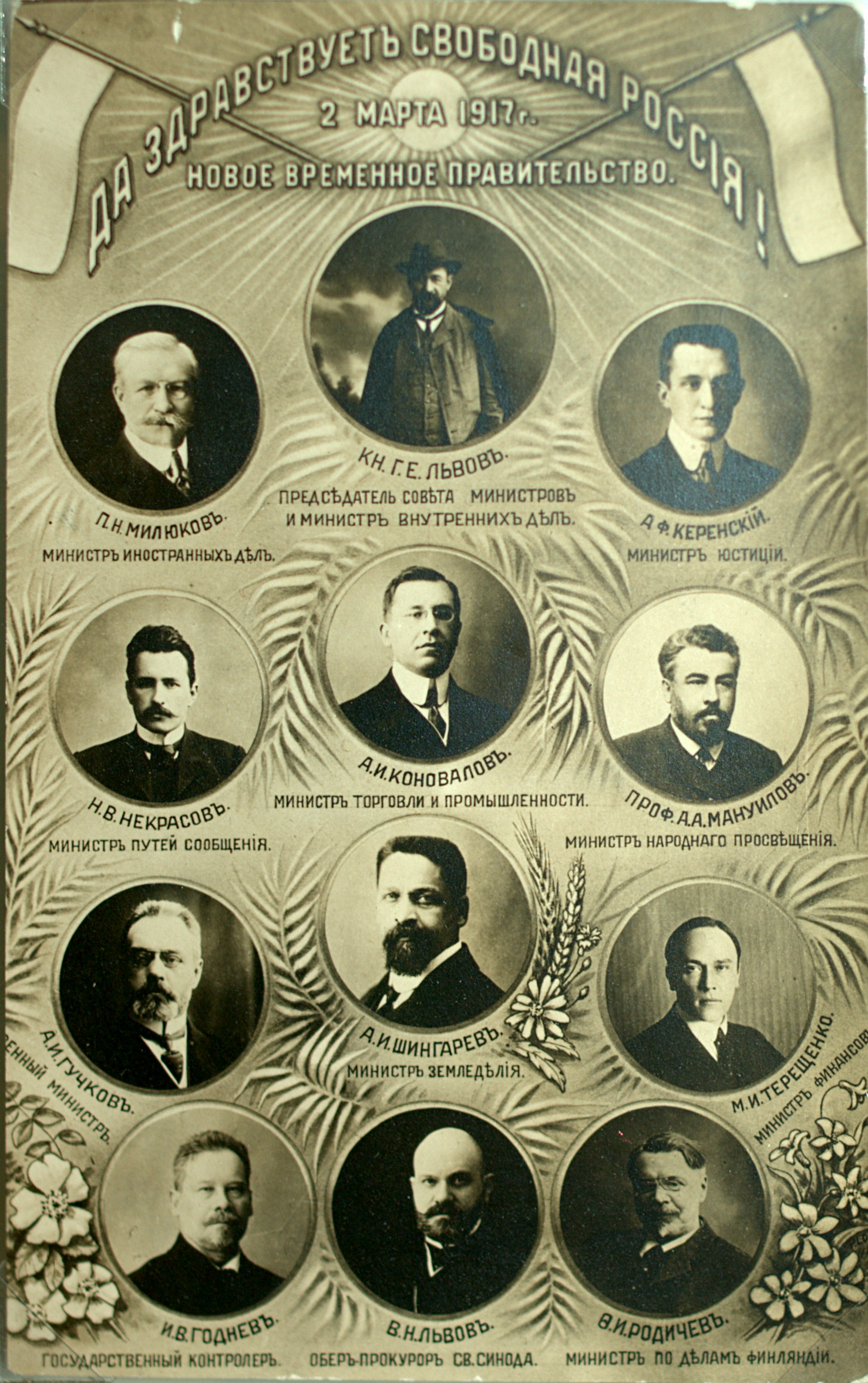
Плакат (1917) с портретами членов временного правительства

Несмотря на то, что революция сопровождалась вооружённым мятежом и множеством самосудов, новая власть всё же воспринималась значительным числом современников как «законная». В самом деле, после двойного отречения — царя Николая II и великого князя Михаила Александровича, — единственным источником законной власти, в сознании обывателей, осталась Государственная дума и, следовательно, сформированное ею Временное правительство.
В поддержку новой власти выступил целый ряд лиц и учреждений, традиционно воспринимавшихся как основная опора самодержавия. Так, за отречение Николая II высказались практически все командующие фронтами и флотами и целый ряд великих князей, включая популярного тогда среди солдат великого князя Николая Николаевича. Непосредственно во время событий на сторону революции перешла одна из сотен Собственного Его Императорского Величества Конвоя, находившаяся в то время в Петрограде.
В некоторой степени ортодоксальные монархисты были деморализованы тем, что новая власть была признана даже основной идеологической опорой самодержавия — Русской православной церковью. 9 марта Синод признал Временное правительство в своём воззвании «К верным чадам Православной Российской Церкви по поводу переживаемых ныне событий». В тот же день Временное правительство было признано и на заседании Постоянного совета Объединённого дворянства. Определённую роль в этом сыграли дореволюционные разногласия: так, Николай II настаивал на сохранении синодального устройства РПЦ (см. Синодальный период) и отказывался санкционировать проведение Поместного собора, на котором настаивала Церковь. Что касается дворянства, то оно традиционно считалось опорой царского престола, однако русские цари, содействуя организации дворянского самоуправления на местах, в то же время противодействовали возникновению сословной дворянской организации в масштабе всей страны.
Кроме того, новая власть была признана даже самим Николаем II, в своём прощальном приказе войскам призвавшим солдат «повиноваться Временному правительству».
Предшественник Временного правительства, Временный комитет Государственной думы, официально был образован под удобным предлогом «восстановления порядка и для сношения с лицами и учреждениями»; он объявил себя единственной властью в городе только в ночь с 27 на 28 февраля, когда последнее царское правительство князя Голицына уже прекратило свою деятельность. Весьма показательно и то, что во время своего отречения царь подписал также и второй указ — о назначении главой правительства князя Львова, а Верховным главнокомандующим — Великого князя Николая Николаевича. Время этого указа было проставлено «задним числом» как 1400, тогда как отречения, также «задним числом», — 1500.
По мнению исследователя Борисовой Т. Ю.,

На момент отречения Николая II 2 марта 1917 г. легитимность его власти имела два основания: благословение православной церковью и законом установленное осуществление самодержавной власти государственным аппаратом. Первое и второе были тесно связаны. В православии монарх властвовал и делегировал свою власть чиновникам именно как помазанник божий… Как показывает анализ «Собрания узаконений», после Февральской революции атрибуты прежней легитимности были в целом сохранены. Указания на самодержавную власть заменялись на указания власти Временного правительства… в ссылках на дореволюционное законодательство «высочайше утверждённые» правовые акты стали называться «законноутверждёнными». Прежде всего было проведено необходимое переименование в церковных ритуалах, поскольку, как уже говорилось выше, божественное благословение лежало в основе делегирования власти. Как часть государственного аппарата, перешедшего под власть Временного правительства, Синод поспешил издать соответствующие распоряжения, и уже к концу марта 1917 г. чины Русской православной церкви, где ранее поминалась царская власть, были исправлены. Так же как и в нормативных актах, подход был буквальным — вместо поминовения императора следовало поминать «благоверное Временное правительство».
Архивные документы весны 1917-го показывают, что это была осознанная политика Временного правительства, а не порождение бюрократической инерции. Так, в Журнале заседания Временного правительства от 15 (28) мая 1917 г. зафиксировано решение во всех ссылках на прежнее законодательство заменять слова «императорское величество» и «высочайшая власть» на «Временное правительство».

Наконец, сомнения колеблющихся в значительной мере были нейтрализованы тем, что новое правительство само себя именовало «Временным», созданным только до созыва Учредительного собрания, которое теоретически могло восстановить монархию.
Как пишет исследователь Куликов С. В. в своей работе «Временное правительство и высшая царская бюрократия»:

Буквально с первых часов существования Временного правительства прежняя элита, ещё совсем недавно олицетворявшая самодержавную монархию, стала одной из наиболее надёжных опор буржуазно-демократического режима… Первая из них [причин признания новой власти]-резкое неприятие подавляющей частью петроградского истеблишмента внутриполитического курса, проводившегося императором Николаем II накануне Февральской революции. Неприятие это многократно усилила достигшая в 1916 г. своего апогея кампания по дискредитации власти. Основой её служил «миф о Распутине»…
Второй причиной лёгкости, с которой последовало признание Февральского переворота со стороны бюрократической элиты, было то, что сам переворот его вожди облекли в относительно легитимные формы, отнюдь не создававшие резкого противопоставления режима нового режиму старому. Борьба против новой власти означала в данной ситуации непослушание царской воле… 
Недоговорённость, отличавшая парадигму «нового порядка» до 1 (14) сентября 1917 г., то есть до провозглашения России республикой, создавала возможности тактического компромисса с революционной властью даже для «непримиримых», поскольку вплоть до указанного срока существовала чисто теоретическая, хотя и делавшаяся с каждым днём всё более эфемерной, возможность того, что Учредительное собрание выскажется за ту или иную модификацию парламентарной монархии.

Вместе с тем в механизме «февральской легитимности» всё же имелся ряд изъянов. Действовавшая на момент революции Дума IV созыва по старым, дореволюционным, законам, была избрана законно, однако Временное правительство уже никто не выбирал. Первый его состав был подобран кулуарно думскими лидерами на основании списков будущего ответственного министерства, ходившим по рукам либеральной оппозиции с конца 1916 года. Князь Львов часто назывался в этих списках главой нового правительства, так как в глазах либералов он, как председатель Земгора, считался «представителем общественности».
Фактически, первый состав Временного правительства был подобран Милюковым. Ричард Пайпс даже отмечает, что в ответ на вопрос «Кто вас выбрал?» Милюков «не нашёл ничего лучшего, чем ответить: Нас выбрала революция!».
Другим существенным изъяном в законности новой власти стало само отречение Николая II. Считалось, что согласно действовавшему на тот момент манифесту о престолонаследии Павла I, царь не имел права отрекаться за иное лицо, в данном случае — за наследника. Ряд великих князей и думских лидеров сразу обратили внимание на это противоречие. Милюков в своих мемуарах даже предположил, что решение царя отречься за наследника было осознанной «провокацией» Николая II, с тем, чтобы, когда революция пойдёт на спад, как в 1907 году, отказаться от собственного отречения. Ричард Пайпс предлагает более прозаическое объяснение: Николай II как носитель традиционного «вотчинного духа» считал себя стоящим выше любых законов. Единственным мотивом его решения отречься за наследника было желание оставить своего тяжело больного сына в семье; в случае своего предполагаемого воцарения наследнику пришлось бы исполнять определённые государственные обязанности, и остаться в семье он бы не смог.

## Последствия

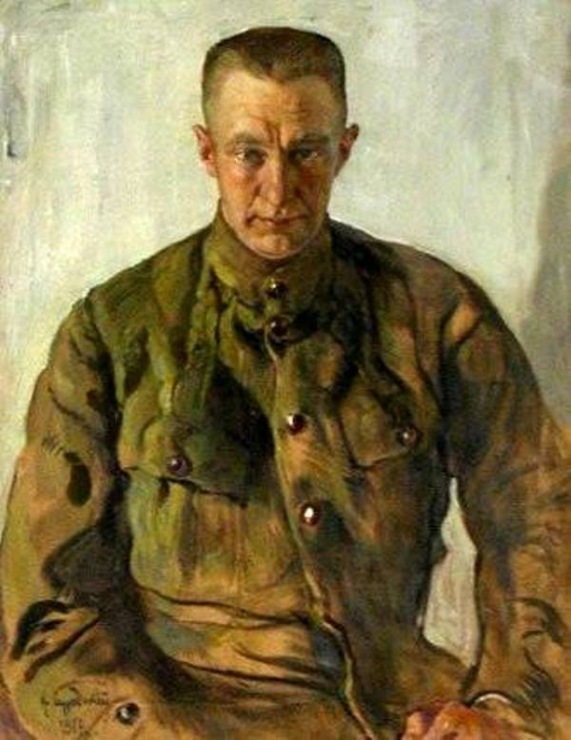
Портрет Керенского работы Исаака Бродского

Символом Февральской революции стал красный бант, красные знамёна. Прежнюю власть объявили «царизмом» и «старым режимом». В речь вошло слово «товарищ».
Госдума IV созыва, сыгравшая во время Февральской революции огромную роль, вскоре после неё полностью потеряла всякое влияние. После образования Временного правительства Госдума практически перестала заседать (только в порядке частных совещаний её членов), и была окончательно распущена 6 октября 1917 года. Требование ответственного министерства, за которое Дума безуспешно боролась несколько лет, в 1917 году начало стремительно превращаться в политический анахронизм, и окончательно вымерло с приходом большевиков к власти.
Непосредственно в ходе революционных событий резко усилилось влияние думского депутата Керенского А. Ф., вошедшего одновременно и в первый состав Временного правительства (в качестве министра юстиции), и в первый состав Петросовета, в качестве товарища (заместителя) председателя. Благодаря своей бурной энергии и яркой, эффектной, манере митинговых выступлений, Керенский на несколько месяцев завоевал значительную популярность, его личным изобретением стало появление на публике в полувоенном френче — стиль «народного вождя», впоследствии скопированный целым рядом лидеров большевизма. Весной 1917 года вокруг личности Керенского начинается массовая истерия.
Либералы из партии конституционных демократов, преобладавшие в первых двух составах кабинета министров, как и меньшевики и эсеры, составлявшие большинство в третьем составе, целиком принадлежали к городской культурной элите, к тем кругам интеллигенции, которые соединяли в себе наивную и слепую веру в «народ» и страх перед окружавшей их «тёмной массой». В большинстве своём они полагали (по крайней мере, в первые месяцы революции), что необходимо дать полную волю демократическому потоку, освобождённому сначала кризисом, а затем — падением старого режима.
Февральская революция декларировала отмену смертной казни, а также даровала равные права всем гражданам России независимо от пола, вероисповедания или национальной принадлежности. Были отменены дискриминационные ограничения в отношении евреев — в частности, ограничение на место жительства («черта оседлости») и запрет на производство в офицеры лиц иудейского вероисповедания. Граждане получили возможность вступать в любые объединения и свободно собираться на любые собрания. В стране развернулось профсоюзное движение, возникли Фабрично-заводские комитеты, ставшие опорными пунктами рабочего контроля над производством. Победа Февральской революции превратила Россию в самую свободную страну из всех воюющих держав, обеспечив массам возможность широко пользоваться политическими правами. Большевистская партия получила возможность выйти из подполья, благодаря объявленной Временным правительством амнистии за политические преступления, из ссылки и политической эмиграции вернулись десятки революционеров, немедленно включившихся в политическую жизнь страны. 5 (18) марта вновь начала выходить «Правда». В апреле из Швейцарии вернулся Ленин В. И., в мае в Россию прибыл Троцкий Л. Д.; по дороге он был интернирован британскими колониальными властями и месяц просидел в канадском концлагере.

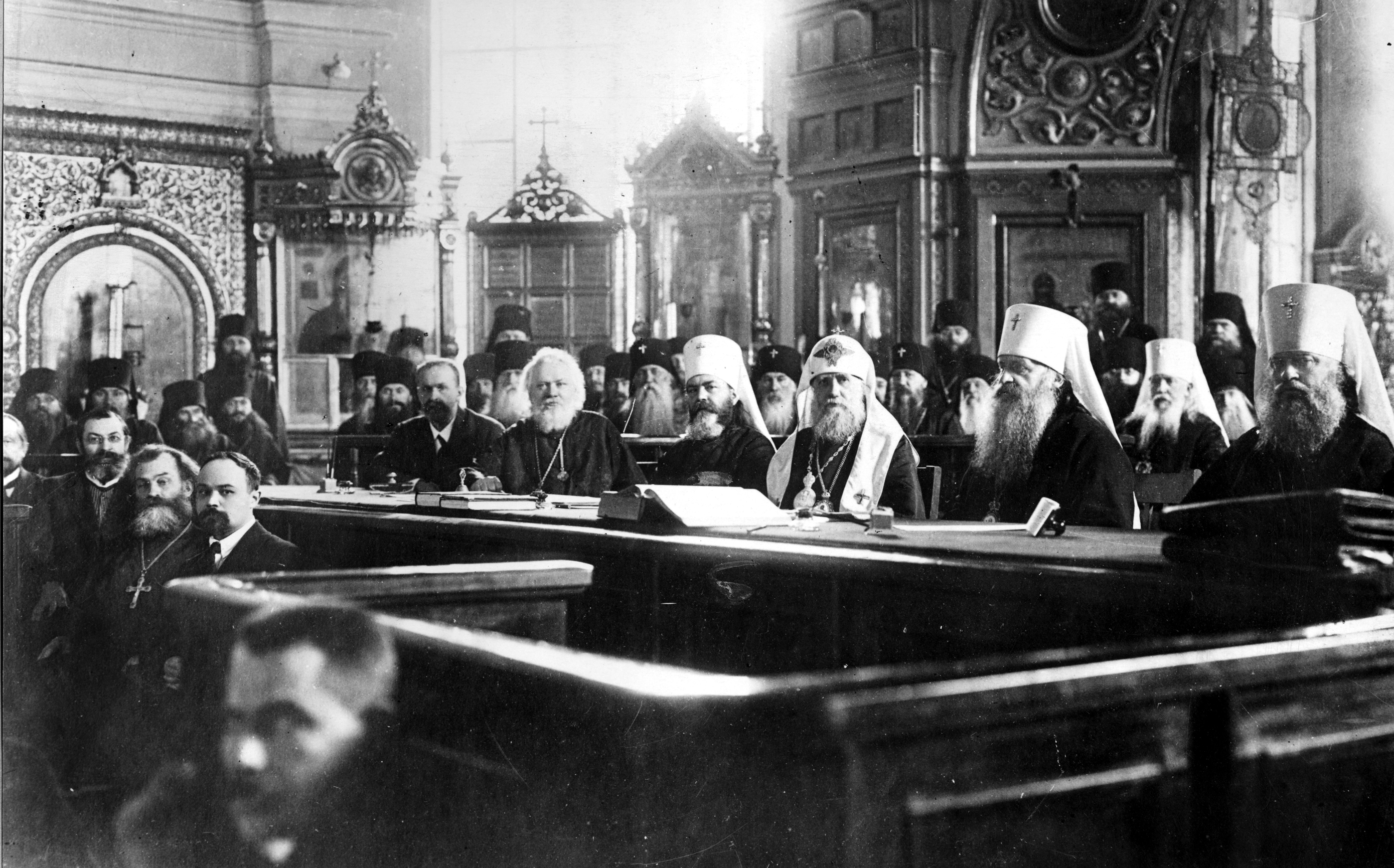
Заседание поместного собора

Православная российская церковь созвала Поместный собор, и в течение 1917 года постепенно освободилась от опеки со стороны государства, что позволило восстановить патриаршество на Руси под началом Тихона.
В результате Февральской революции была распущена царская полиция и жандармерия, а их функции были переданы вновь созданной народной милиции (народному ополчению). Полицейские офицеры подвергались репрессиям, и им было запрещено работать во вновь созданных правоохранительных органах. Это привело к тому, что милиция оказалась не в состоянии воспрепятствовать сползанию страны в хаос и анархию. Ситуация усугублялась всеобщей амнистией (ею воспользовались не только политзаключённые, но и уголовные элементы, которые стали массово наниматься на службу в милицию, преследуя свои криминальные интересы), а также созданием вооружённых отрядов, подконтрольных Советам (Красная гвардия, отряды «рабочей милиции»).
Наряду с роспуском полиции Временное правительство сформировало Чрезвычайную следственную комиссию для расследования должностных преступлений царских министров и высших чиновников. Эта комиссия не смогла подтвердить никаких обвинений (ни в измене, ни в должностных преступлениях, ни в коррупции) ни царю, ни царице, ни министрам царского правительства — кроме генерала В. А. Сухомлинова, бывшего (до июня 1915 г.) военного министра, который был признан виновным в неподготовленности русской армии к войне (расследование по его делу велось ещё с 1916 г.).
Собственность царской семьи (кабинетские и удельные владения) была конфискована в пользу государства. Сам Николай II 8 марта 1917 года прибыл из Ставки в Царское Село, где был арестован под именем «полковника Романова».

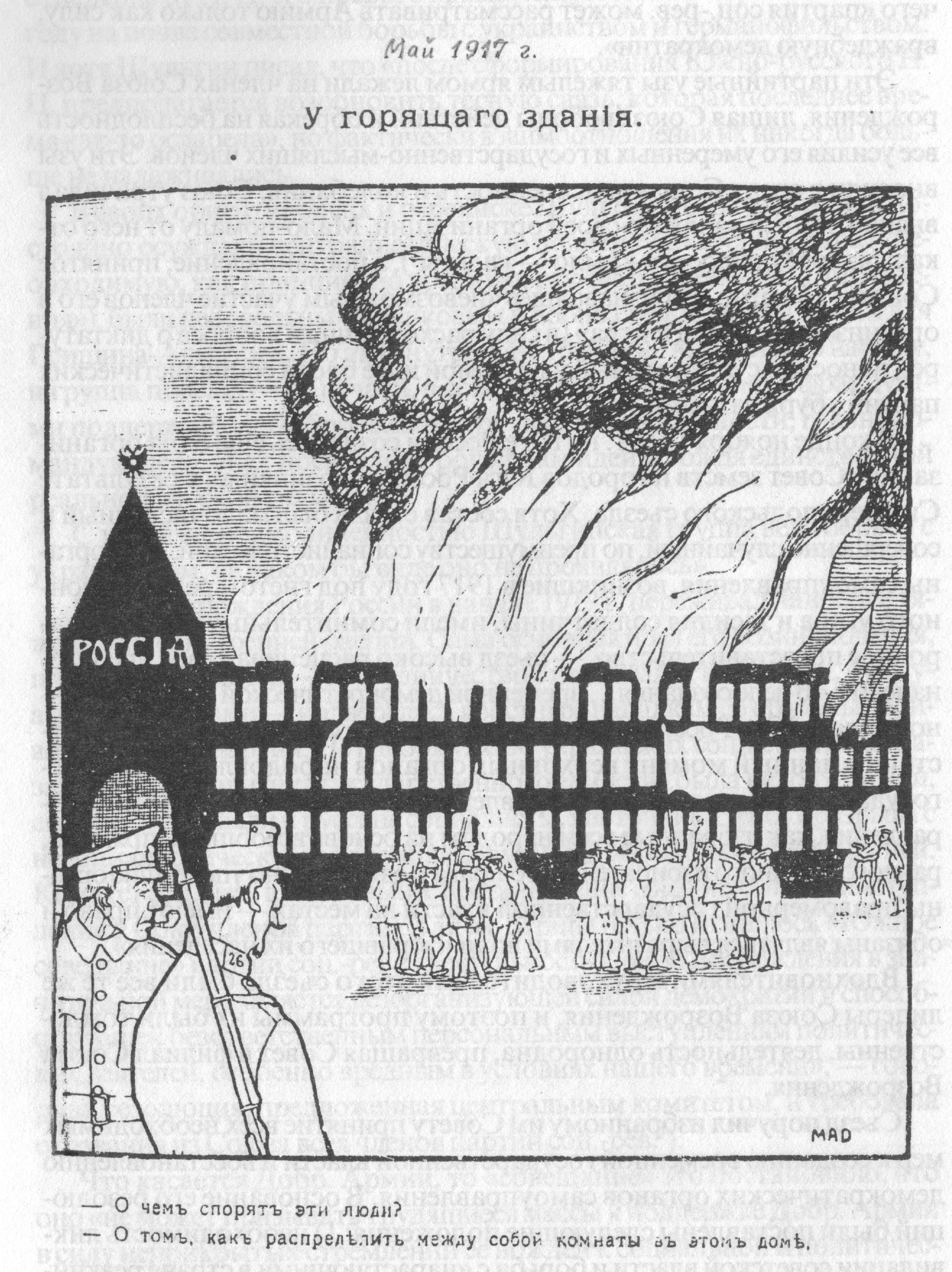
Россия — горящий дом. Май 1917. Рисунок Михаила Дризо

Временное правительство, считавшее себя преемником монархического государства, стремилось сохранить старый государственный аппарат, однако на волне демократизации в состав ведомств и учреждений включались представители Советов, профсоюзов и других общественных организаций.
На окраинах страны организационно оформились и активизировались национальные движения (Дашнакцутюн, Кубанская Рада, Мусават, Союз горцев, Украинская центральная рада и пр.). Начался распад империи, вызванный разрушением центральной власти. Несмотря на заявленный курс Временного правительства на сохранение «единой и неделимой» России, его практическая деятельность способствовала децентрализации и сепаратизму не только национальных окраин, но и русских областей. Резко усилилось сибирское «областничество» — движение за автономию Сибири. 2-9 августа на конференции в Томске было принято постановление «Об автономном устройстве Сибири» и даже утверждён бело-зелёный флаг Сибири. I Сибирский областной съезд в начале октября постановил, что Сибирь должна обладать всей полнотой законодательной, исполнительной и судебной власти, иметь свою областную думу и кабинет министров. Независимости потребовали для себя Польша и Финляндия, национально-культурной автономии — мусульманские народы. В Киеве уже 4 марта на собрании ряда социалистических партий была образована Центральная рада, которая потребовала предоставления Украине территориально-национальной автономии, а получив отказ, провозгласила её в одностороннем порядке 10 июня 1917 года.
Овладеть ситуацией в стране Временное правительство не смогло, что приводило ко всё более тяжёлым и затяжным правительственным кризисам: Апрельский кризис (20 апреля (3 мая) — 21 апреля (4 мая)); Июльские дни (20 июня (3 июля) — 10 июля (23 июля)); Корниловский мятеж (13 августа (26 августа) — 11 сентября (24 сентября)).

В результате этих кризисов менялся состав, уже 5 мая правительство стало коалиционным, но все три коалиции были непрочными. Три состава Временного правительства, сменившие друг друга, показали полную его неспособность решить проблемы, доставшиеся в наследство от старого режима: экономический кризис, продолжение войны, рабочий и земельный вопросы. Обесценивание рубля за восемь месяцев его деятельности оказалось примерно таким же, как и за предшествовавшие два с половиной года тяжёлой войны, госдолг России в течение 1917 года вырос с 33,6 до 60 млрд руб. Несмотря на все свои усилия, правительство не смогло организовать продразвёрстку вследствие сопротивления крестьян; продолжились перебои в снабжении городов хлебом, топливом, а также сырьём для заводов, что провоцировало их закрытие и, как следствие, забастовки. Уже в марте 1917 года в Петрограде были всё же введены карточки на хлеб из расчёта 1 фунт на человека в сутки, а в сентябре норма была сокращена до полуфунта.
Февральская революция нанесла серьёзнейший удар по армии. В ходе проведённой массовой чистки командного состава на главные посты были назначены выдвиженцы, близкие к думской оппозиции, — А. И. Деникин, Л. Г. Корнилов, А. В. Колчак.

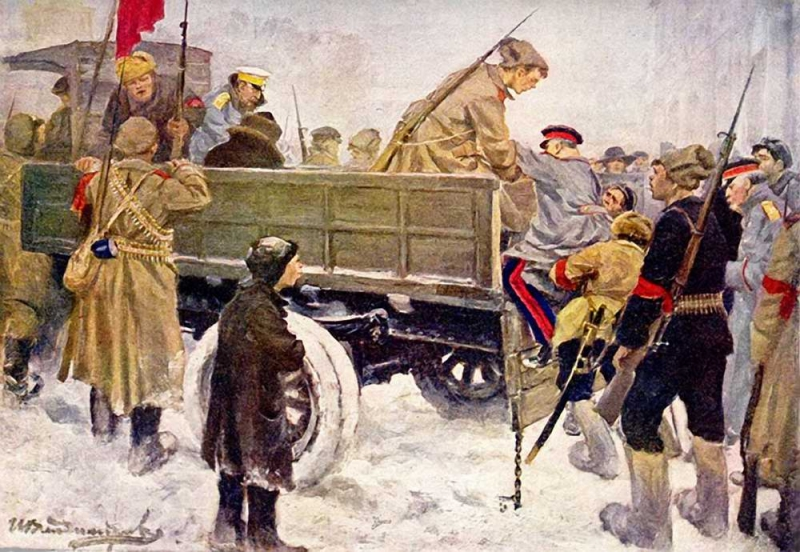
Арест царских генералов на картине И. А. Владимирова

Крупным провалом стала политика демократизации армии, приведшая к резкому падению её боеготовности, массовому дезертирству и множеству эксцессов в виде самосудов над офицерами. Более того — стремительный развал русской армии (в подавляющем большинстве своём состоявшей из мобилизованных крестьян) в решающей степени способствовал всеобщему распаду системы управления государством. Солдатские комитеты, создание которых было разрешено Приказом Петросовета № 1, непрерывно расширяли свои полномочия, могли отстранять командиров и выбирать новых, вмешивались в вопросы военной стратегии.
Взяв курс на продолжение войны «до победного конца», Временное правительство столкнулось с созданными им же самим трудностями — потерей управляемости армии, массовым дезертирством. Непосредственным результатом стал полный провал июньского наступления 1917 года. В июле на фронте были восстановлены упразднённые во время революции военно-полевые суды, но это не поправило дела. В городах вооружённые солдаты запасных полков втянулись в политическую борьбу, в деревнях дезертиры призывали к захвату земли. Число дезертиров резко возросло и достигало в августе-сентябре нескольких десятков тысяч в день. Солдаты были озабочены одним — стремлением поскорее добраться домой, чтобы не пропустить дележа земли и скота, отобранных у помещиков. С июня по октябрь 1917 года более двух миллионов солдат покинули части разлагавшейся армии. Их возвращение в родные деревни способствовало разрастанию крестьянских беспорядков.
3 июля было нарушено неустойчивое равновесие сил между Временным правительством и Петросоветом («двоевластие»), была расстреляна демонстрация под советскими лозунгами (см. Июльское восстание 1917). Большевистские организации были разгромлены, а их лидер Ленин, объявленный в розыск как германский шпион, вынужден был укрыться на территории Финляндии.
Сформированное 24 июля правительство стало сдвигаться вправо, его председатель А. Ф. Керенский (перешедший в партию эсеров) сохранил и пост военного и морского министра; в третьем правительстве он был председателем и Верховным главнокомандующим. Таким образом, летом 1917 года Керенский достиг вершин власти, однако его популярность к этому времени уже была серьёзно разрушена провалом июньского наступления и продолжавшимися экономическими проблемами. Была проведена денежная реформа (керенки).
Вскоре, однако, обнаружилась угроза справа — в августе 1917 года главнокомандующий Л. Г. Корнилов, поддержанный рядом других генералов, предпринял попытку военного переворота. После этого из правительства были удалены министры-кадеты и 1 сентября сформирована Директория из пяти человек во главе с Керенским, просуществовавшая до 24 сентября, когда было сформировано новое правительство.
Страх перед военной диктатурой заставил Керенского поспешить закрепить завоевания Февральской революции и, не дожидаясь решений Учредительного собрания, объявить Россию республикой. Российская Республика была провозглашена постановлением Временного правительства от 1 (14) сентября 1917 года.
Левые партии получили послабления, началась большевизация Советов, в результате которой умеренного социалиста Чхеидзе на посту председателя Петросовета сменил радикально настроенный Лев Троцкий. Стремясь закрепить успех, большевики накануне выборов в Учредительное собрание предприняли вооружённый переворот, в результате которого Временное правительство было свергнуто.

## Оценка причин, последствий и значения
Оценки причин, а также последствий и значения Февральской революции до сих пор весьма противоречивы. В новейшее время (в 2000-е годы) дискуссии развернулись, в частности, между д. и. н., клиометристом Б. Н. Мироновым и д. и. н. (и к. ф-м. н.) клиодинамиком С. А. Нефёдовым. Последний пишет на своём сайте:
«Одним из важнейших событий в современной российской историографии стала дискуссия о причинах русской революции. Возглавляемые Б. Н. Мироновым историки-„ревизионисты“ пытаются доказать, что уровень жизни населения в начале XX века был достаточно высоким и революция была случайностью. Их противники утверждают, что революция имела объективные причины, и главные из этих причин — это аграрное перенаселение, крестьянское малоземелье, бедность и недостаток пропитания»
И далее С. Нефёдов формулирует свою точку зрения:

Механизм вызванного войной социально-экономического кризиса был типичным и не раз проявлял себя в войнах, которые вела Россия и другие страны. Особенность состояла лишь в интенсивности действия этого механизма, определяемой, с одной стороны, масштабами войны, а с другой стороны, глубиной того социального раскола, который поразил русское общество. Этот раскол был, в свою очередь, следствием крестьянской нищеты и малоземелья, следствием тех глобальных экономических и социальных причин, которые подняли крестьян на восстание 1905 года. Этот социальный раскол проявлялся в статистике предвоенной преступности, а потом, во время войны — в нежелании крестьян воевать за эту власть и в массовых сдачах в плен. Другой стороной социального раскола и нищеты был финансовый кризис, который породил инфляцию и разрушение рынка; это привело к голоду в городах и голодным бунтам. Продовольственный кризис неминуемо должен был дойти до Петрограда и породить грандиозный голодный бунт — и ненавидящая власть крестьянская армия должна была поддержать этот бунт, а затем — немедленно потребовать землю. Деятельность политических партий (и тем более «заговоры масонов») не оказывала существенного влияния на ход событий. «Февральское восстание именуют стихийным… — писал Лев Троцкий, — в феврале никто заранее не намечал путей переворота… никто сверху не призывал к восстанию. Накоплявшееся в течение годов возмущение прорвалось наружу в значительной мере неожиданно для самих масс».

Оценка причин и последствий Февральской революции самими её идеологами (П. Н. Милюковым и другими либералами) была иной. В разделе «Заговоры против Николая II» выше приведена оценка Милюкова. Б. Н. Миронов в книге пишет об оценках других либералов (видных кадетов того времени):

«После Октябрьской революции, либералы, оказавшиеся в эмиграции, сформулировали эту новую точку зрения в своих мемуарах, публицистике, а некоторые и в исторических работах. Видные кадеты В. А. Маклаков, Н. И. Астров и М. Карпович создали концепцию потерянных возможностей. Маклаков делал акцент на позитивной динамике гражданского общества и правового государства, Карпович — на „ошеломляющих“ экономических успехах начала XX в. и возможности решения социальных проблем мирным путём, Астров подчёркивал всесторонность прогресса: „Ещё какой-нибудь десяток лет, — утверждал он, — и Россия стала бы непобедимой, могучей и уравновешенной в своих внутренних силах. Она выходила уже на путь правового порядка, свободной самостоятельности и свободного развития своих производительных сил“. П. Н. Милюков, менее, но всё же оптимистично оценивавший успехи страны (до марта 1917 г.), признавал, что главные причины Февральской революции были отнюдь не экономическими, а лежали в плоскости политики и культуры…»

С другой стороны, думская оппозиция (и интеллигенция) в своём противостоянии власти и Николаю II ещё с осени 1916 года впали в безответственную и губительную для страны истерию, которая дошла до пика к февралю 1917 года. Вот что пишет об этом в своей книге (в значительной степени посвящённой психологии революции) Г. М. Катков:

«С течением времени кампания обличений обрела почти истерический характер; клевета и безответственные обвинения сыпались в адрес всех тех, кто отказывался поддерживать оппозицию на внутреннем фронте. … До начала весеннего наступления оставалось несколько недель, и можно было надеяться, что патриотический подъём отвлечет внимание от внутренних раздоров. Если бы царь и правительство твёрдо держались ещё несколько недель, то игра Прогрессивного блока и общественных организаций была бы проиграна. … Это, очевидно, ясно было всем участникам событий, хоть никто в том не признавался. … Систематическая подмена этого страха (в котором оппозиционеры не смели признаться даже самим себе) другим, патриотическим, о котором можно было говорить вслух, напоминает механизм образования снов. И в самом деле, во многих отношениях (ослабление морального контроля и контроля разума, роль фантазии и словесного символа) психология революции 1917 года имеет немало общего с психологией сновиденья.»

По выражению Сергея Кара-Мурзы, Февральская революция 1917 года «завершила долгий процесс разрушения легитимности государства Российской империи».
Согласно концепции авторов «Чёрной книги коммунизма», Февральская революция в России ознаменовала начало развала традиционных учреждений и всех форм управления вообще под воздействием ряда разрушительных сил, развивавшихся в обстановке всеобщей войны, которая сама по себе явилась источником общего упадка, экономического кризиса, социальных потрясений и падения авторитета государства:
- крестьянской революции — обострившегося противостояния между крестьянами и помещиками за осуществление «чёрного передела», то есть перераспределения сельскохозяйственных угодий по числу едоков, и протеста крестьян против давления города и государственной власти вообще;
- глубочайшего разложения армии, также в основном состоявшей из крестьян и не понимавшей смысла затянувшейся войны;
- революционного брожения рабочего класса — политически активного меньшинства, составлявшего лишь 3 % активного населения и сконцентрированного преимущественно в городах; именно рабочее движение выдвинуло подлинно революционные лозунги: «Рабочий контроль» и «Власть Советам»;
- национальных движений нерусских народов царской России, стремившихся к достижению автономии, а в перспективе — и самостоятельности от центральной власти[6].

Характер революции
Историк Шейла Фицпатрик отмечает, что в среде марксистов революция получила название «буржуазно-либеральной», несмотря на то, что заговорщики в основном принадлежали к дворянству, а либералов среди них практически не было.

## Фотографии и документы

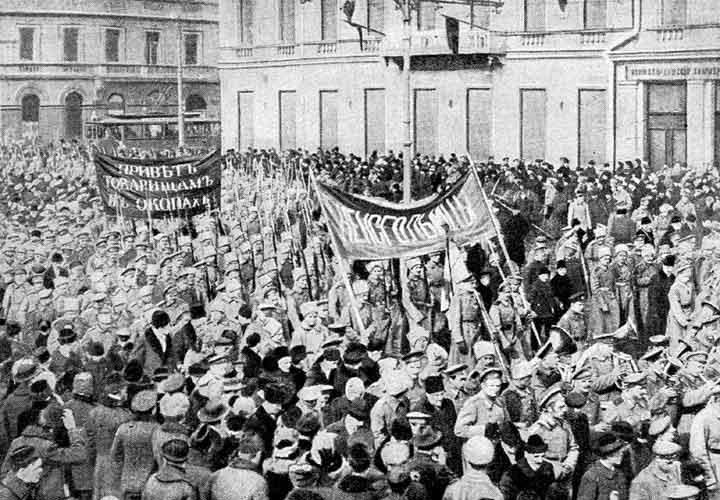
Солдатская демонстрация в февральские дни.
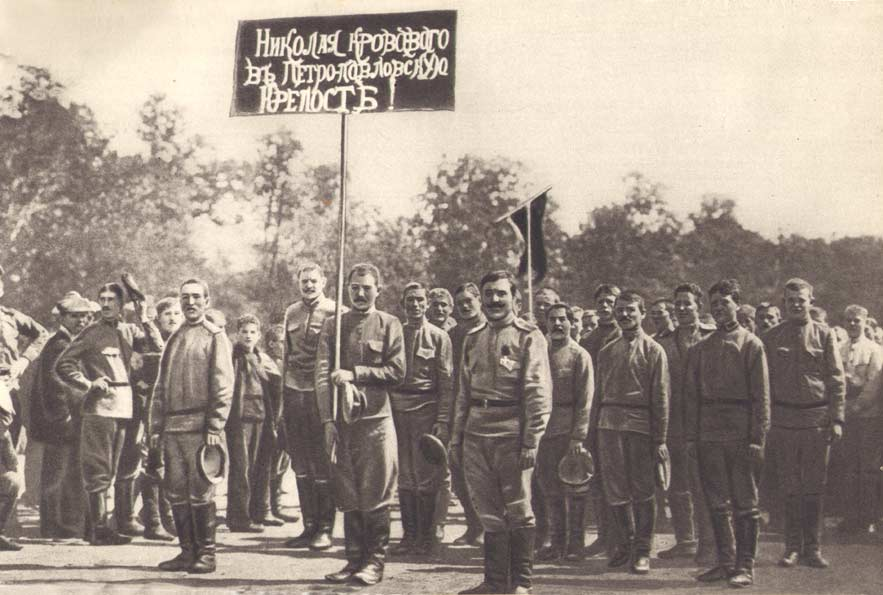
Демонстрация солдат с требованием тюремного содержания для Николая II. Март 1917efn|На плакате написано: «Николая кровавого в Петропавловскую Крепость!».
Арест и конвоирование переодетых городовых. Февраль 1917.
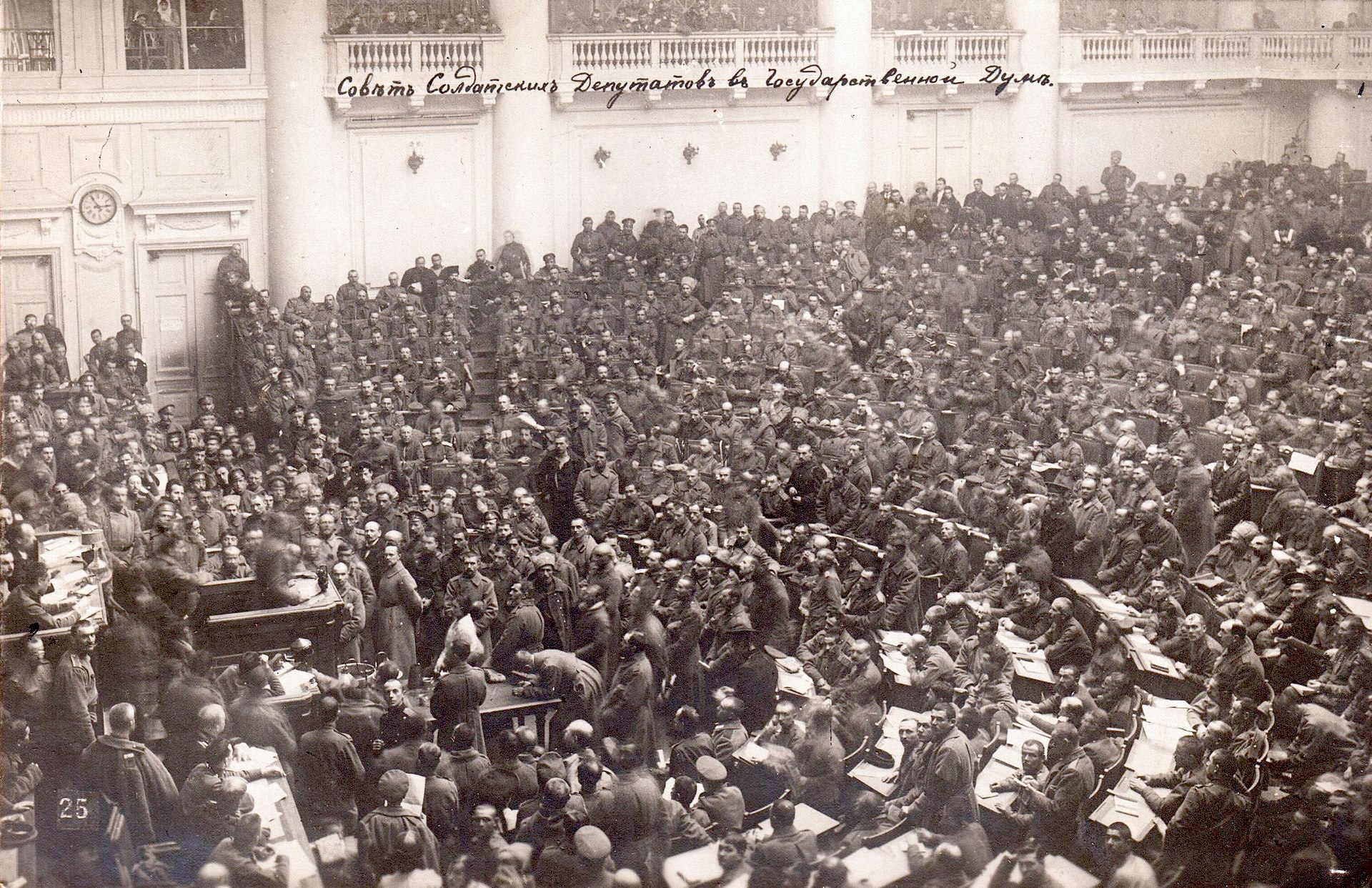
Заседание Совета рабочих и солдатских депутатов в Таврическом дворце. Не ранее 2 марта 1917.
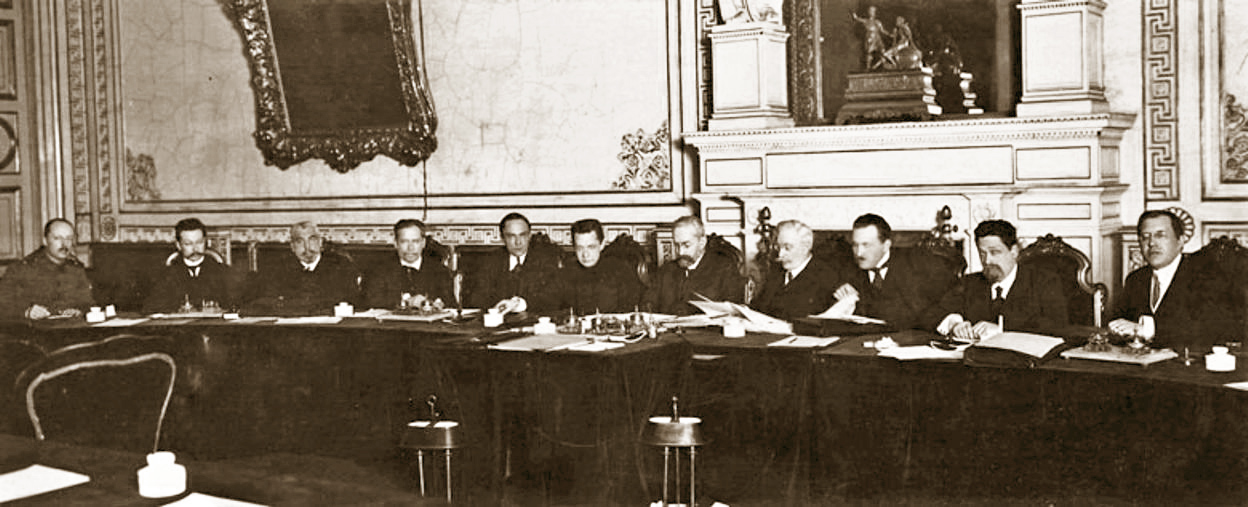
Заседание Временного правительства в Мариинском дворце[a].
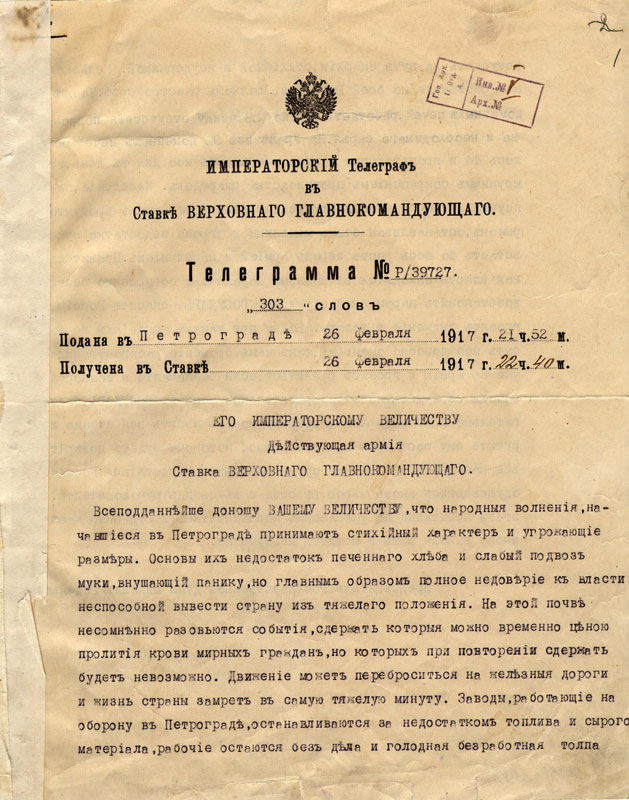
Телеграмма председателя Государственной Думы М. В. Родзянко императору Николаю II о начавшихся в Петрограде беспорядках. Получена в Ставке 26 февраля 1917 в 22 час. 40 мин[b].
Телеграмма председателя Гос. Думы М. В. Родзянко императору Николаю II о расширении восстания в Петрограде и необходимости отмены указа о роспуске Думы. Получена в Ставке 27 февраля 1917 в 13 час. 12 мин[c].
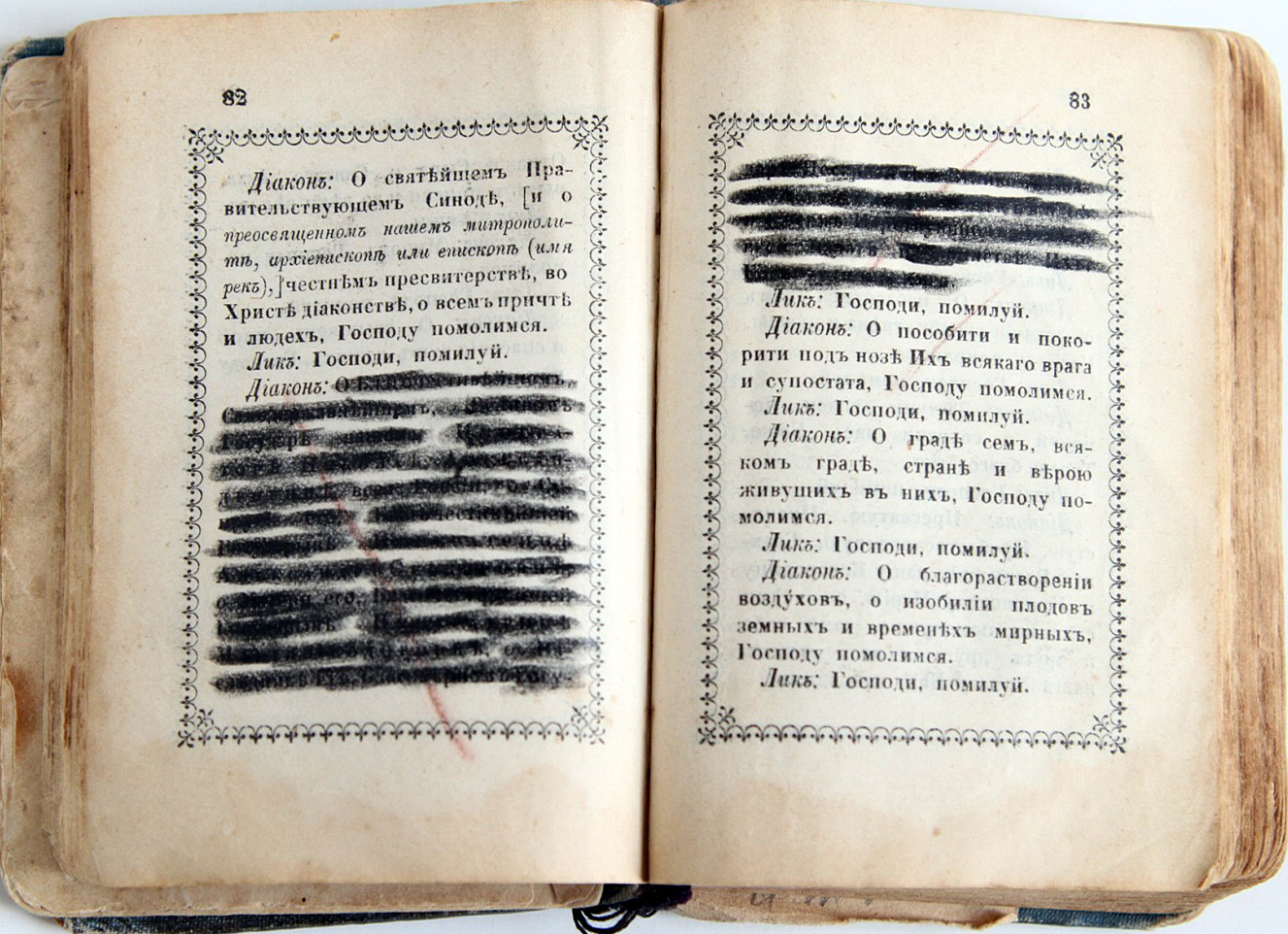
Служебник с вымаранными молитвенными прошениями о государе и его семье

### Комментарии
1. ↑  Справа налево: министр торговли и промышленности А. И. Коновалов, министр земледелия А. И. Шингарёв, министр путей сообщения Н. В. Некрасов, министр иностранных дел П. Н. Милюков; председатель Совета министров князь Г. Е. Львов; министр юстиции А. Ф. Керенский; министр финансов М. И. Терещенко; государственный контролёр И. В. Годнев; министр народного просвещения А. А. Мануйлов; товарищ министра внутренних дел Д. М. Щепкин; управляющий делами правительства В. Д. Набоков
2. ↑  Всеподданнейше доношу Вашему величеству, что народные волнения, начавшиеся в Петрограде принимают стихийный характер и угрожающие размеры. Основы их — недостаток печёного хлеба и слабый подвоз муки, внушающий панику, но главным образом полное недоверие к власти, неспособной вывести страну из тяжёлого положения.
3. ↑  На войска гарнизона надежды нет. Запасные батальоны гвардейских полков охвачены бунтом. Повелите в отмену Вашего высочайшего указа вновь созвать законодательные палаты. Если движение перебросится в армию … крушение России, а с ней и династии — неминуемо.

1. ↑  Воронин В. Е. Земство в годы Первой мировой войны и революций 1917 года. МПГУ Архивная копия от 9 марта 2013 на Wayback Machine: «Летом 1916 г. правая печать (газета „Русское слово“ и др.), поддерживавшая правительство, развернула против либерально настроенных лидеров Земгора мощную политическую кампанию. Земгор обвинялся в растрате 500 млн руб., выданных ему казной, а также в финансовой поддержке революционных организаций и произвольном освобождении разных лиц от военной службы. Правые деятели видели в деятельности Земгора попытку создания параллельного правительства.»
2. ↑  Катков пишет: «Всероссийский Союз Земств и Городов стал мощным фактором российской общественной жизни. Он предоставлял работу тысячам людей, оперировал огромными суммами и занимался частными делами миллионов российских граждан. Но ни у земств, ни у городских управ не было достаточных материальных средств, чтобы вести такую грандиозную работу, так что с самого начала они в большой мере зависели от государственных дотаций. Были созданы особые комитеты для контроля над государственными фондами, отпускаемыми этим организациям (Земгору и затем Военно-промышленным комитетам). …Правительство до поры до времени затаилось, выжидая момента, когда помощь общественных организаций станет ненужной и можно будет наконец-то спросить с них отчёт в экономической и политической коррупции, поводов к чему накопилось достаточно». Там же Катков добавляет: «Изумительно, что при всём этом Россия столького добилась, и в такой короткий срок. В 1916 году снабжение армии оружием и боеприпасами было налажено и, после стабилизации фронта зимой 1915—1916 гг., летом 1916 года обеспечило успех так называемого Брусиловского прорыва» (Катков Г. М. Февральская революция Архивная копия от 25 января 2022 на Wayback Machine (Гл. 8. Штурм самодержавия)).
3. ↑  Запрос 30 членов Государственной Думы председателю Совета министров, министрам Военному и Морскому по поводу прекращения работ на Путиловском и Ижорском заводах, 23 февраля (8 марта) 1917 г. // Февральская революция 1917. Сборник документов и материалов. — М., 1996. — С. 18.
4. ↑  Известный социал-демократ А. Л. Парвус в 1918 году вспоминал:

Ленин сидел в Швейцарии и пописывал статьи, почти никогда не выходившие за рамки обсуждения в эмигрантских кругах. Как в закупоренной бутылке, он был полностью отрезан от России. То же самое касалось и Троцкого в Париже и вообще всей русской эмиграции. Если в России и велась революционная агитация, то исключительно местными силами. Но влияние этой агитации, конечно же, и близко нельзя было сравнить с революционным эффектом от поражения русской армии.
— Александр Парвус. В борьбе за правду., стр. 111
5. ↑  По решению Временного правительства, 8 марта 1917 г. А. А. Бубликов в составе делегации комиссаров Государственной Думы прибыл в Могилёв для ареста Николая II и препровождения его в Царское Село.
6. ↑  Сведения Милюкова были устаревшими. К исходу дня 2 (15) марта 1917 года все стратегические объекты в Москве — почта, телеграф, телефон, Кремль, арсенал, вокзалы, охранное отделение — находились в руках революционеров. Были арестованы губернатор М. Н. Татищев, градоначальник и командующий Московским военным округом И. И. Мрозовский (Чураков Д. О. Февральская революция 1917 г. в Москве и Центральном промышленном районе. Образовательный портал Слово (4 августа 2010). Дата обращения: 9 ноября 2013. Архивировано 9 ноября 2013 года.).